# Dobbertin

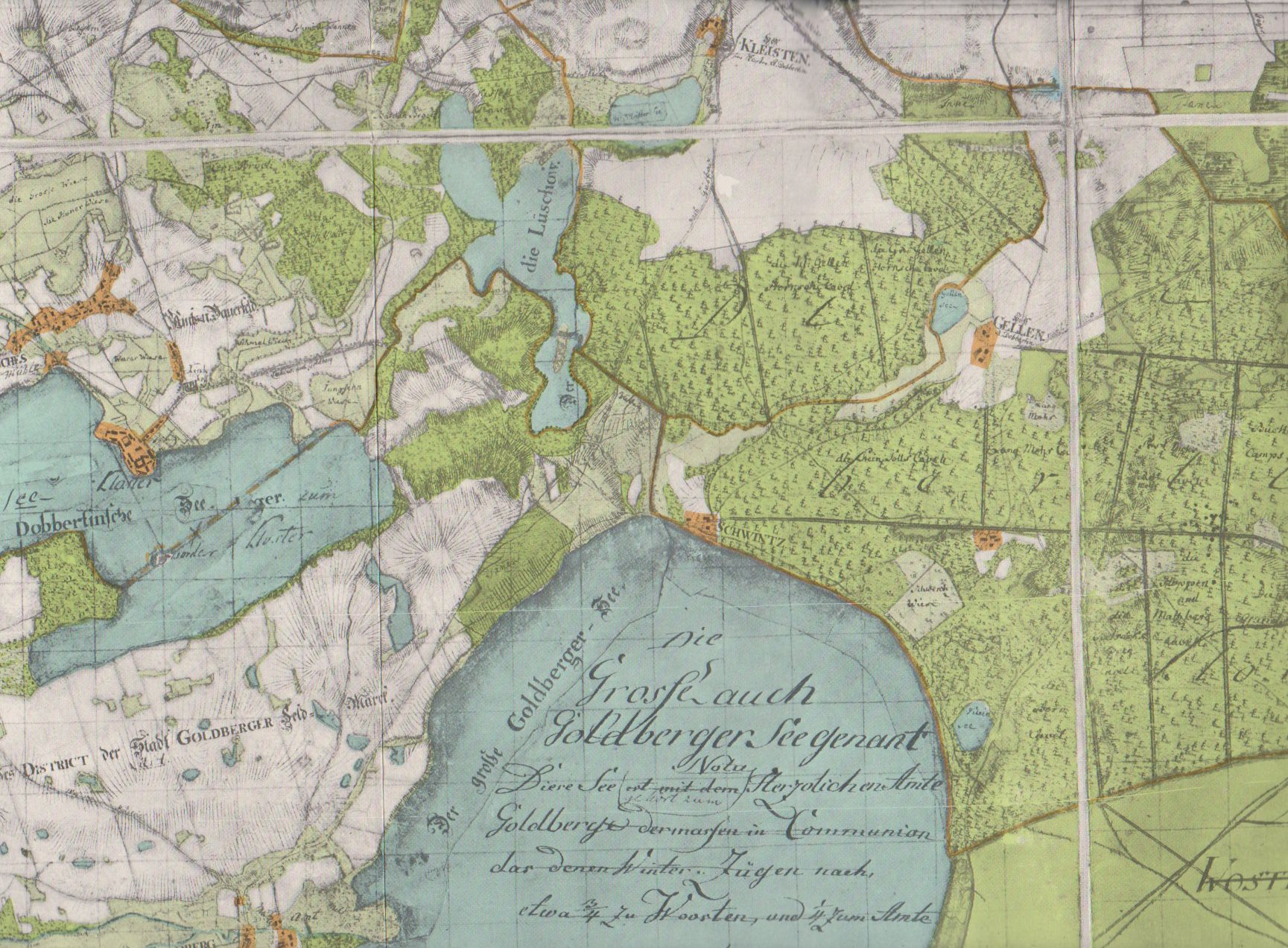
Dobbertin mit Kloster und See 1786

Dobbertin ist eine Gemeinde im Landkreis Ludwigslust-Parchim in Mecklenburg-Vorpommern. Sie wird vom Amt Goldberg-Mildenitz mit Sitz in der Stadt Goldberg verwaltet. Das Dorf liegt am nördlichen Rand des Dobbertiner Sees und wird durch den Klosterpark von der Klosteranlage getrennt.

## Geografie und Verkehr

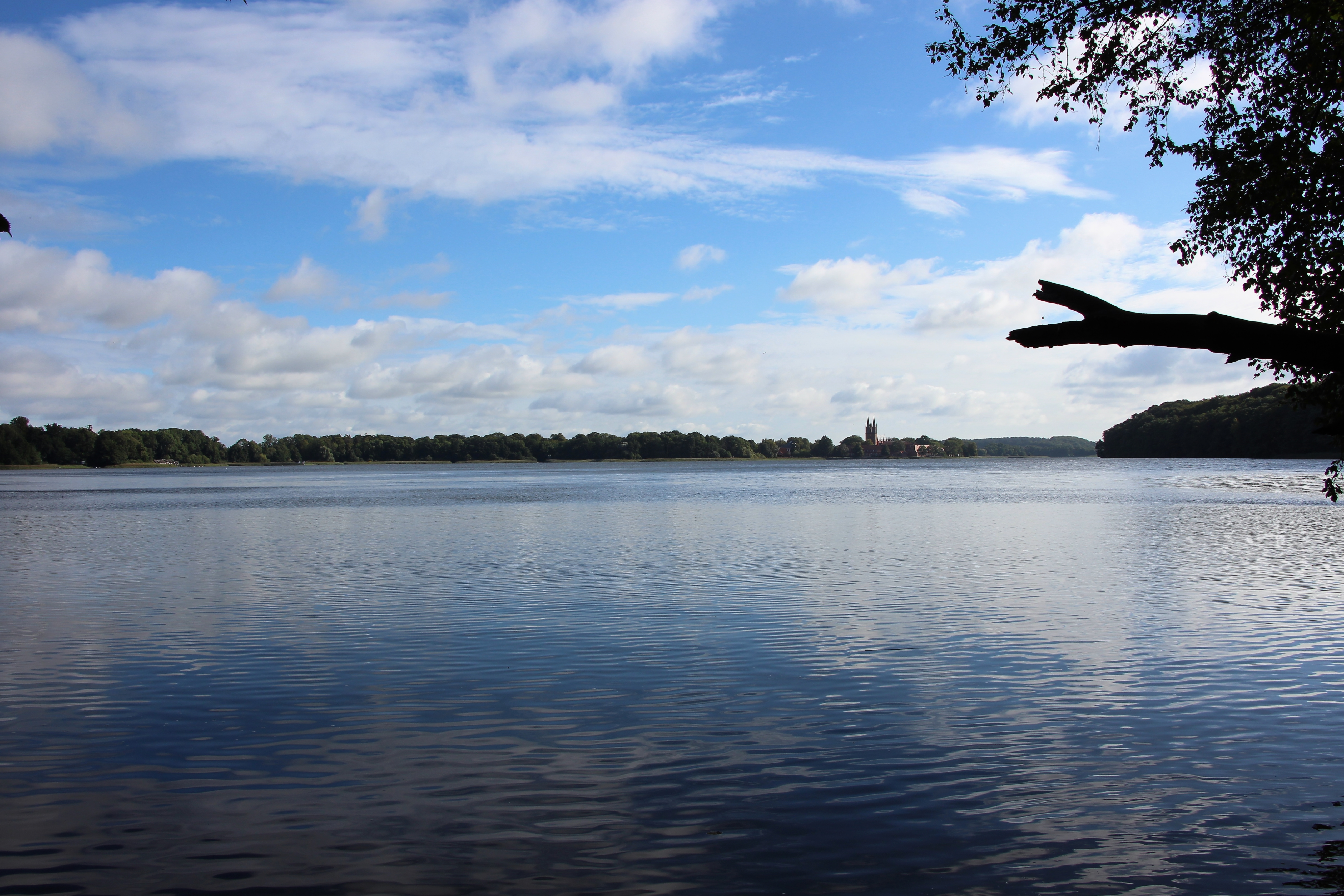
Dobbertiner See mit Kloster im Hintergrund (2020)

Dobbertin befindet sich im Karower Seen- und Sandergebiet und ist Bestandteil der Mecklenburgischen Großlandschaft.
Der Ort liegt 5,5 Kilometer nördlich von Goldberg und 20 Kilometer südöstlich von Sternberg am Westrand des Naturparkes Nossentiner/Schwinzer Heide. Das Gebiet um Dobbertin gehört zum Klimagebiet der mittelmecklenburgischen höheren Hügelzüge und der großen Seen. Dort befinden sich der Dobbertiner See und an dessen Rändern der Goldberger See im Süden und der Woseriner See im Norden. Weitere Gewässer der seenreichen Gegend sind unter anderem die Lüschow, der Spendiner See, der Borgsee, der Kleestensee und der Praassee. Größere Fließgewässer sind die Mildenitz und die Jasenitz. Größere Waldgebiete sind die Lüschower Tannen im Osten, die Spendiner Tannen und das große Waldgebiet Hohes Holz im Norden entlang des Durchbruchtales der Mildenitz.
Der zentrale Teil der Gemeindegebietes ist durch eine Weiden- und Feuchtwiesen-Landschaft geprägt, dazu gehören das Naturschutzgebiet Klädener Plage und Mildenitz-Durchbruchstal und die Dobbiner Plage. Der höchste Punkt der Gemeinde liegt im Norden in der Nähe des Stefanberges mit 88 m ü. HN.
Durch Dobbertin verläuft am nordöstlichen Rand die Bundesstraße 192, die von Sternberg nach Goldberg führt. Diese wurde 1849 fertiggestellt. Über diese erreicht man hinter Alt Schwerin den Anschluss der Bundesautobahn 19. Ganz im Osten verläuft die stillgelegte Bahnstrecke Wismar–Karow.

## Ortsteile
- Dobbertin
- Kläden
- Dobbin
- Neuhof
- Alt Schwinz
- Jellen
- Kleesten
- Neu Schwinz
- Spendin[2]

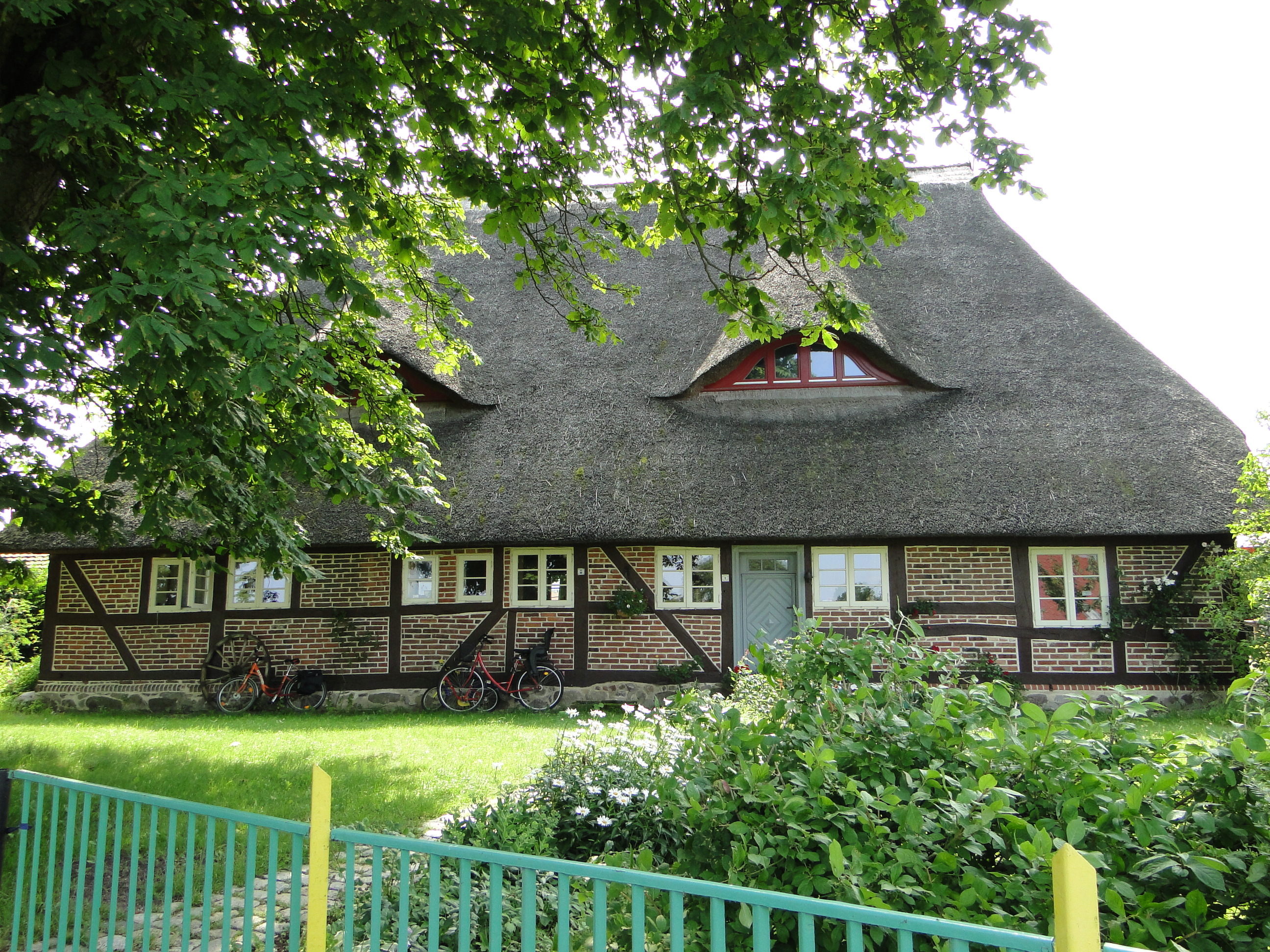
Ältestes Bauernhaus von 1787 in Dobbertin, Güstrower Str. 2 (2017)

Die eigenständige Gemeinde Dobbin wurde am 1. Juli 1950 Dobbertin zugeordnet.

## Geschichte
Nahezu alle Ereignisse der Ortsgeschichte wurden bis ins 20. Jahrhundert durch das Dobbertiner Kloster mit seinem Klosteramt geprägt.

### Von der Klostergründung bis zum 16. Jahrhundert
Die urkundliche Ersterwähnung des Ortes Dobbertin (Dobrotin) mit Dobbin und Jellen erfolgte zeitgleich mit der Gründung des Benediktinerklosters. In der ältesten, nicht mehr im Original erhalten gebliebenen Urkunde vom 28. August 1227, wurde der Ort mit 40 Hufen als Flächengrößeneinheit aufgeführt.
Der Name Dobrotin leitet sich vom slawischen Wort dob, dem Namen des Lokators des Ortes, ab und deutet als Ort des Doba, auch Dobrota auf die Slawenzeit bis zum 12. Jahrhundert hin.
In der Klosteranlage auf der Halbinsel des Jawir Sees, dem heutigen Dobbertiner See, konnte bei den letzten archäologischen Grabungen neben einer steinzeitlichen Vorsiedlung auch eine mittelslawische Besiedlung nachgewiesen werden. Bodenfunde belegen weitere slawische Besiedlungen in der näheren Umgebung von Dobbertin. Davon zeugen auch die Hügelgräber zwischen Dobbin und Kläden.
Um 1220 wurde das Kloster Dobbertin von Fürst Heinrich Borwin I. gegründet und als Benediktinerkloster geweiht. Die Umwandlung in ein Nonnenkloster gleichen Ordens erfolgte 1234 zeitgleich parallel zur Ersten Hauptlandesteilung Mecklenburgs. Danach entwickelte sich Dobbertin mit einem beträchtlichen Grundbesitz zum bedeutendsten Feldkloster im damaligen Land Werle. Im Laufe der nächsten Jahrzehnte war selten etwas vom Ort zu hören, wenn, dann immer nur in Verbindung mit dem Kloster. So erstmals am 13. Juni 1288 bei einem Grundstück für ein Krankenhaus im Dorf, deren Stiftung der Schweriner Bischof Hermann bestätigte. Am 29. August 1289 schenkte Fürst Nicolaus zu Werle dem Dobbertiner Propst Heinrich von Barse vier Hufen, die den Kranken zugutekommen sollten.
Durch Papst Clemens V. erfolgte 1309 die Bewidmung des Leprosen-Hospitals St. Jürgen westlich der Mildenitz am Dobbiner Landweg nach Dobbin und Below. 1331 wurde Herr Johannes als Fürsorger genannt. Nach dem Tode von Johann Pickard zu Goldberg am 10. November 1346 fielen seine beiden Häuser dem Krankenhaus in Dobbertin zu. Am 15. August 1347 verkaufte der Klosterprovisor Gottfried zwei Hufen auf dem Dobbertiner Feld zu Gunsten des Krankenhauses und der Reparatur des Verwalterhauses.
In einigen, nicht im Original vorhandenen Klosterurkunden von 1335, wurde in Dobbertin schon ein Hoff, auf dem Einlieger des Dorfes arbeiteten, verzeichnet. Er bestand aus einer Scheune, einem Vieh- und Pferdestall. Dieser befand sich nördlich der Klosteranlage und wurde durch die Verwaltung geleitet. 1456 erhielt der Rostocker Vikar Nicolaus Herdink vom Dobbertiner Propst Nicolaus Beringer zehn Mark Rente vom Klosterhof.

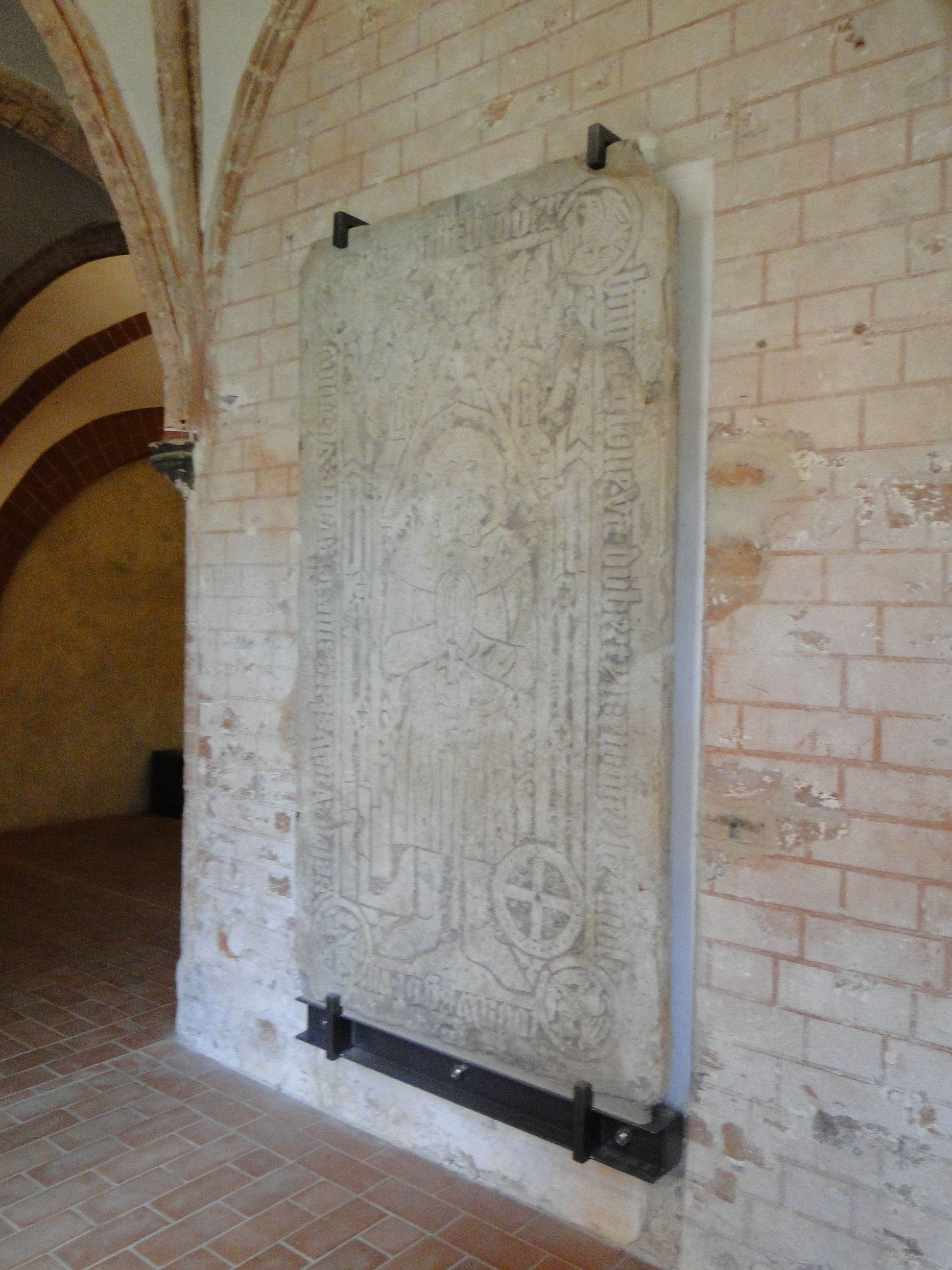
Grabplatte des Mühlenbauers Hinrik Glove (2011)

Erstmals wurde 1337 eine Mühle am Auslauf der Mildenitz am Dobbertiner See genannt. Von dort führte durch den morastigen Grot Werder, dem heutigen Klosterpark, der einzige Weg zum Kloster. Die Mönche hatten diesen Weg wohl mit Bedacht gewählt, denn hier konnten die wehrhaften Mönche einen ansehnlichen Haufen Feinde abhalten. Der Große Werder bildete eine natürliche Grenze zwischen Dorf und Kloster. 1371 schenkte der Bruder Hinricus, ein Mollenmeister, nach den Nonnen sein im Dorf Dobrotin gelegenes Haus mit zugehörigem Besitz. Die erhalten gebliebene, fast zwei Meter große Grabplatte des Mühlenbauers Hinrik Glove steht heute im südlichen Kreuzgang des Klosters. In der rechten unteren Ecke ist ein Rad mit vier Speichen und in der linken Ecke eine Axt zu sehen. Die Axt als Zeichen für den Beruf des Verstorbenen deutet auf einen Mühlenbauer hin.
Herzog Heinrich, auch Heinrich der Dicke genannt, bestätigte am 16. Oktober 1441 alle Privilegien des Klosters Dobbertin und schenkte dem Kloster alle seine Rechte an den Klostergütern und Dörfern, darunter auch Dobbertin.
Vom Dorf Dobbertin war in diesen Jahrzehnten immer nur im Zusammenhang mit klösterlichen Angelegenheiten die Rede. 1540 lediglich in den Steuerlisten aufgeführt, steht es 1554 mit 24 Kossaten und 24 besetzten Stellen als Kossatendorf in den Registern der Landbede.
Während der lutherischen Reformationszeit wurde 1562 aus dem Kloster von heftigem Widerstand berichtet. Der dortige dulle Nunnen Krich ist wohl als einmaliger Vorgang in die mecklenburgische Geschichte eingegangen. Das Dobbertiner Kloster wurde nach der erfolgten Säkularisation 1572 den Landständen zur weiteren Nutzung übertragen. Das nun Landeskloster sollte auch zur Versorgung der unverheirateten Töchter der Ritter- und Landschaft Mecklenburgs dienen und es wurde dort ein evangelisches adeliges Damenstift zur christlichen Auferziehung inländischer Jungfrauen eingerichtet. Mit der Umwandlung des Klosters bedurfte es auch einer neuen Verwaltungsorganisation zur Erhaltung und Vermehrung des gesamten Klostervermögens. Die wurde von der neuen Klosteramtsverwaltung wahrgenommen. Deren Zuständigkeiten und die Amtszeiten der Klosterbeamten wurden auf den Landtagen festgeschrieben. Der Klosterhauptmann als Geschäftsführer hatte mit seinen beiden Provisoren und dem Küchenmeister die Oberaufsicht im Klosteramtsgebiet. Er wurde für sechs Jahre und die Provisoren für vier Jahre auf den Landtagen gewählt. Über die Jahrzehnte leiteten 34 erfahrene Klosterhauptmänner und 59 bisher ermittelte Provisoren aus den ältesten mecklenburgischen Adelsfamilien das Dobbertiner Klosteramt. Der Küchenmeister als verantwortlicher Finanzbeamter führte sehr akribisch die jährlichen Rechnungsbücher, aus denen sich heute noch die finanzwirtschaftlichen Tätigkeiten im Klosteramtsgebiet nach vollziehen lassen. Das Klosteramt entwickelte sich in den folgenden Jahrhunderten zum größten und reichsten Wirtschaftsunternehmen in Mecklenburg. Zum Klosterbesitz gehörten 25 122 Hektar Land, Wald und Seen mit zeitweise 132 Dörfern, 26 Güter, 17 Pachthöfen, 12 Forstämtern, 19 Pfarrkirchen, 27 Schulen, 16 Mühlen, 13 Dorfkrügen, 6 Ziegeleien und Kalköfen, 3 Glashütten, Sägewerke, Schmieden, Meiereien sowie den Klosterbauhof in Dobbertin. Eine der wichtigsten Aufgaben der Klosteramtsverwaltung war die tägliche und ständige Versorgung der 32 Konventualinnen im Damenstift durch den dortigen Klosterbauhof.
Im Amtsprotokollbuch des Klosters war 1588 zu lesen, dass sich acht Dobbertiner Hausleute beim Klosterhauptmann Joachim von der Lühe über ihren wenig ertragreichen Sandacker beklagten. Eine Veränderung war jedoch nicht möglich. 1593 wurde der Bierbrauer Jurge Schwierig wegen schlechtem Bierbrauens entlassen. Nach dem Klagebuch des Klosteramtsgerichts kam es 1593 während Chim Mollers Hochzeit im Dobbertiner Dorfkrug zu einer heftigen Schlägerei, an der die Drescher Christoffer Ciball, Chim Schult, der Fischer Claus Grube und der Schuster Hans Schmitt beteiligt waren. An mehreren Schlägereien auf dem Dobbertiner Markt waren neben dem Fischer Claus Grube auch der Drescher Peter Iwen aus Mühlhof und Magnus Schuttes Söhne Frentz und Chim aus Below beteiligt. 1597 gab es auch auf der Hochzeit von Hans Rodans eine Schlägerei.
Von 1594 bis 1682 gab es 25 Hexenprozesse im Klosteramt, allein 14 in Dobbertin. Bei der Urteilsfindung half die Juristische Fakultät der Rostocker Universität dem Kloster-Amtsgericht. Der Scharfrichter Claus Lowens kam aus Güstrow und der Galgen stand in den Spendiner Tannen am alten Landweg von Dobbertin nach Güstrow. Dieser Gerichtsberg wird heute noch als Dat Gericht bezeichnet.
Wegen Teufelsbuhlschaft wurden 1594 aus Dobbertin Anna Fischer und 1595 Lena Hovemann und Margarete Kargen auf dem Scheiterhaufen verbrannt.

### Dorfgeschichte seit dem 17. Jahrhundert
Im Ort gab es bis 1920 drei Armenhäuser, das zweite wurde ab 1868 als Krankenhaus mit genutzt und das letzte namens St. Jürgen wurde erst 1982 abgerissen.
Während des Dreißigjährigen Krieges (1618–1648) gehörte auch das Klostergebiet um Dobbertin zu besonders stark mitgenommenen Gebieten. Durchziehende kaiserliche, dänische und schwedische Truppen drangsalierten die Bevölkerung und ruinierten bei Einquartierungen die Wirtschaften. 1627 zogen die schwedischen Truppen des Oberst Hunich durch Dobbertiner Gebiet. Zählte man 1627 in Dobbertin noch 24 Hofstellen, sechs Einlieger und den Müller, so gab es bei Kriegsende 1649 nur noch acht Hofstellen. Diese waren von Hans Westphal, Joachim Brandt, Claus Eickelberg, Jochen Sternberg und Paul Weltzien besetzt. Brände zerstörten 1638 mehrere Katen und die Scheune des Armenhauses im Dorf und 1649 beschädigte ein schwerer Sturm den Turm und große Teile vom Dach der Klosterkirche. Ein durch den erst 21-jährigen Dobbertiner Pastor Petrus Zander im Auftrag des Klosterhauptmannes Paschen von der Lühe in Stockholm 1640 mit der schwedischen Königin Christina ausgehandelter Schutz- und Schirmbrief traf leider zu spät im Kloster Dobbertin ein. In diesen Jahren verwüsteten schwedische Truppen weiter das Klosterland.
Im Jahr 1658 waren während des Zweiten Nordischen Krieges wiederum die Schweden auf Klostergebiet. Das Leibregiment zu Pferde unter General Hans Christoph Graf von Königsmarck mit drei Kompanien, Oberst Horn mit vier Kompanien Fußknechten, 1400 Mann und 20 Reitern des schwedischen Oberstleutnant von Kempen, zwölf Kompanien nebst Artillerie und 3000 Mann waren nur einige der schwedischen Truppen, deren Einquartierung und Durchmarsch Dobbertin und die Klosterdörfer ertragen mussten. Während des brandenburgisch-schwedischen Krieges (1674–1679) ist 1674 im Hauptrechnungsbuch des Klosteramtes vermerkt, dass noch fünf Hofstellen wüst sind und der Schuster mit im Haus des Schulmeisters und Organist wohnt. Schon 1694 soll es einen Dorfkrug gegeben haben. Er stand am alten Handelsweg, der von Dobbertin durch die Schwinzer Heide führte und später auch die Klöster Dobbertin und Malchow verband. 1689 zog Obrist Macklier mit sieben Kompanien und danach Generalmajor von Mellin mit sechs Kompanien nebst Artillerie von Stettin kommend durch Dobbertin nach Wismar und Bremen.
Während des Großen Nordischen Krieges (1700–1721) forderte der schwedische Oberst von Mardefeld 1702 für seine Kompanien nach Einquartierung und Weitermarsch nach Pommern vom Klosteramt 45 Pferdegespanne. Darunter waren auch neun Wagen für sich, sein Regiments-Quartiermeister, den Priester und den Feldscher mit Gesellen. Da die umliegenden Güter abgebrannt waren, zog im Mai 1705 auch das aus Stade kommende Dragonerregiment des schwedischen Generals Niclas Gyllenstern mit seinen 1000 Mann und 1538 Pferden in Dobbertin ein. In den Rechnungsbüchern finden sich alle entstandenen Schäden, sogar die Ausgaben für Speisen nebst Branntwein akkurat verzeichnet. So wurde im Sommer 1713 für die Russen Brot gebacken und 16 russische Offiziere verpflegt. Im August 1713 waren es schwedische Offiziere. Im Mai 1714 zogen Holsteinische Dragoner durch Dobbertin nach Pommern. 1715 kamen aus Pommern preußische Regimenter und 1716 waren königlich dänische Truppen auf dem Rückmarsch und 1716 sollen sogar englische Truppen in Dobbertin gewesen sein. Am 10. Februar 1761 wurde der Knecht des Dorfschulzen Gatcken als Rekrut für die preußische Armee nach Tessin geführt.
Nach dem Beichtkinderverzeichnis von 1704 hatte Dobbertin 35 Einwohner. Mit der Errichtung neuer Forst- und Meiereihöfe und den Waldarbeiterkaten in der näheren Umgebung siedelten sich im zentral gelegenen Dobbertin weitere Handwerker an. 1738 fand im Klosteramtsgericht gegen die Dobbertinerin Anna Sophia Havemann ein Prozess wegen Hurerei und Unzucht statt. Im Protokoll des Hoch-Adlichen Closters war 1750 vermerkt,...darin Beichtvater Kahlbohm und 13 arme Leute leben. Im Beichtkinderverzeichnis von 1751 hatte Pastor Christian Hintzmann im Dorf sieben Hausleute mit ihren Familien und Gesinde, 19 Handwerker mit Familienangehörigen, 45 Dienstmädchen bei den Klosterdamen und neben den Klostervorstehern noch die im Klosteramt tätigen Diener, Kutscher, den Koch, Amtsschreiber, Bauverwalter und Bauknecht, den Bäcker, Brauer, Schlächter, Fischer, Schließer, Nachtwächter, Amtsjäger und Landreiter akkurat aufgelistet.
Im Herbst 1805 zogen wieder schwedische und russische, aber auch französische Truppen durch das Klostergebiet. Ende Februar 1806 waren 3272 Mann mit 571 Pferden der reitenden Artillerie, Kosaken und Kürassiere des Musketier-Regiments von Belosarsky in Dobbertin, Dobbin, Spendin, Ruest und Mestlin einquartiert. Der Generalstab mit großem Lazarett nächtigte im Kloster. Nach einem Scharmützel am 1. November 1806 bei Nossentin zogen sich Blüchers Husaren und die Yorckschen Jäger vor den Franzosen über Goldberg, Dobbertin und Schwerin nach Lübeck zurück. Am 2. November war der große Amtsplatz vor dem Klosterhauptmannshaus voller Militär. Generalleutnant Gebhard Leberecht von Blücher nächtigte in der Wohnung des Klosterhauptmanns August Friedrich von Lowtzow. Von Lowtzow hatte als königlich-preußischer Rittmeister bei den Husaren gedient und war mit General Gebhard Leberecht von Blücher befreundet. Tage später waren dann die Franzosen in Dobbertin einquartiert.
Am 25. und 26. November 1817 erschien der Großherzog Friedrich Franz II. in Dobbertin, um in den klösterlichen Waldungen mit seinem Oberforstmeister von Pressentin und Oberjäger Tiede eine Sauenjagd abzuhalten.
1830 erfolgte durch den Klosterhauptmann Victor Wilhelm von Oertzen auf Leppin der Aufbau und die Organisation des neuen Klosterforstamtes in Dobbertin. Dazu wurde das Forstinspektorenhaus mit dem Forsthof, dem Holzmagazin und dem Samenhaus als Sitz des Klosterforstamtes eingerichtet. In den 12 Forstrevieren waren die Revierförster, die Stationsjäger, Holzwärter sowie Forst- und Waldarbeiter zuständig. Während eines militärischen Feldmanövers des mecklenburgischen Infanterie-Bataillons in der Gegend zwischen Goldberg und Krakow besuchte der Großherzog Friedrich Franz II. mit Gefolge Dobbertin und nächtigte beim Klosterhauptmann von Maltzan im Amtshaus des Klosters. 1857 pachtet der Gastwirt Timm vom Dorfkrug den Dobbertiner Klosterbauhof auf 12 Jahre mit den Fuhren für die Klosterdamen und die Posthalterei. 1859 blieb Dobbertin von der Cholera verschont, nur in einigen Ortschaften gab es mehrere Fälle mit tödlichem Ausgang.

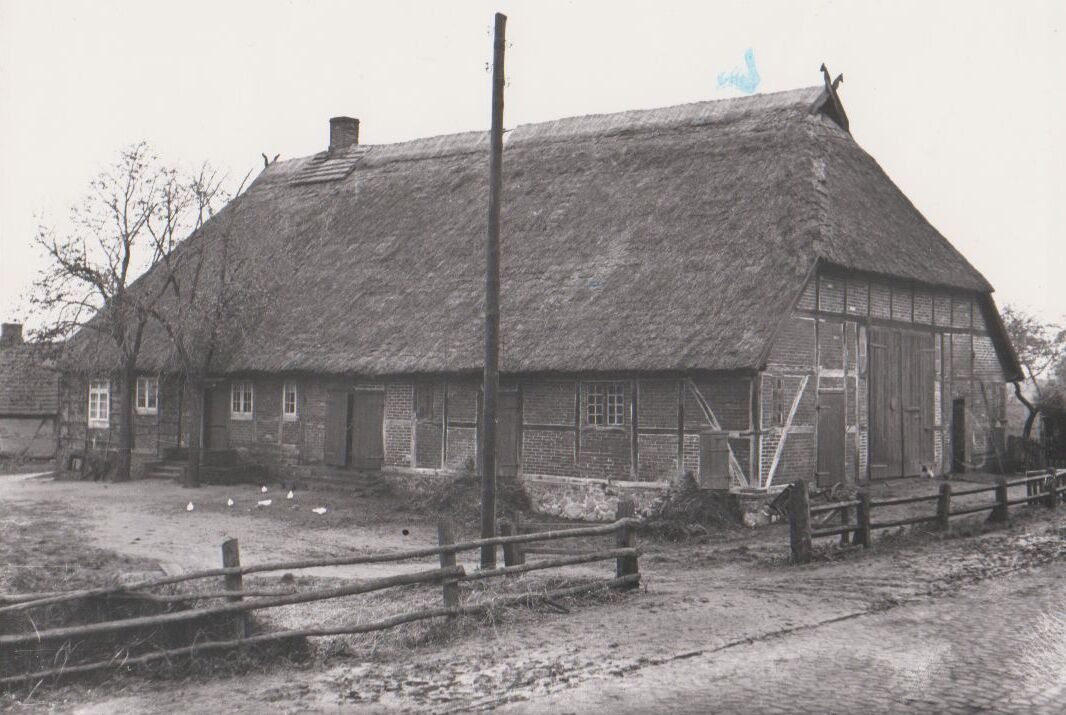
Schulzengehöft Biermann 1862 nach dem Brand neu errichtet (1938)

Durch ein Feuer aus der gegenüber liegenden Schnapsbrennerei der Gastwirtschaft Timm brannte in der Nacht vom 18. zum 19. August 1862 Biermanns Schulzengehöft von 1769 ab. Die Klostervorsteher ließen das heute noch vorhandene Haus sofort wieder aufbauen, es wurde gleich um einige Meter vergrößert und im Winter bezogen. Eine für damalige Zeiten enorme Leistung der Handwerker vom Klosterbauhof. Die Genehmigung beantragte der Klosterhauptmann Otto Julius Freiherr von Maltzan nachträglich im November 1862 auf dem Landtag zu Malchin. Über der Toreinfahrt des östlichen Giebels die einzeilige Inschrift In Gottes Hut steht Hab und Gut auch Leib und Seel und Muth 1862.
Ende Mai 1899 wurde in der Güstrower Zeitung der Besuch des Herzogs und der Herzogin für einige Tage in Dobbertin angekündigt. Zur Vorbereitung des würdigen Empfanges gab es Generalversammlungen der Dobbertiner Schützengilde, des Krieger- und Militärvereins und der Dorfschulzen und Gutspächter. 24 Ehrenjungfrauen sollten in Bauerntracht mit eingemachten Rock, bunten Mieder mit weißen Einsätzen und Ärmeln und dreigesticktem Mützchen auftreten und die Parchimer Dragonerkapelle hatte zu spielen.
Auf seiner Rundreise durch mecklenburgische Städte kamen der Herzog Regent Johann Albrecht mit der Herzogin Elisabeth von Mecklenburg-Schwerin am 1. Juni 1899 nach Dobbertin und nahmen beim Klosterhauptmann von Lützow im Amtshaus Quartier. Am 2. Juni 1899 wurden die Klosteranlage und das Dorf besichtigt und nach einer Bootsfahrt auf dem Dobbertiner See erfolgte nachmittags eine Fahrt nach Lohmen zur Besichtigung der dortigen Patronatskirche. Am 3. Juni 1899 erfolgte am Vormittag die Weiterreise zum Kloster nach Malchow.
Während ihres Aufenthaltes im Herbst 1904 im Schloss Dobbin auf ihrem dortigen Landgut besuchte die Königin Wilhelmina der Niederlande mit Prinz Heinrich zu Mecklenburg als Prinz Hendrik der Niederlande mit Gefolge am 13. Oktober 1904 in drei Viererzügen (Rappen) Dobbertin und das Kloster. Nach einem Empfang beim Klosterhauptmann von Lützow folgte die Besichtigung der Klosterkirche im Beisein Frau Domina von Schacks. Dort spielte der Kantor Schröder die Orgel und die Schulkinder sangen das Niederländische Dankgebet. Königin Wilhelmina schrieb darüber ihrer Mutter Königin Emma: Der Kreuzgang ist prächtig, die Kirche einmalig schön.

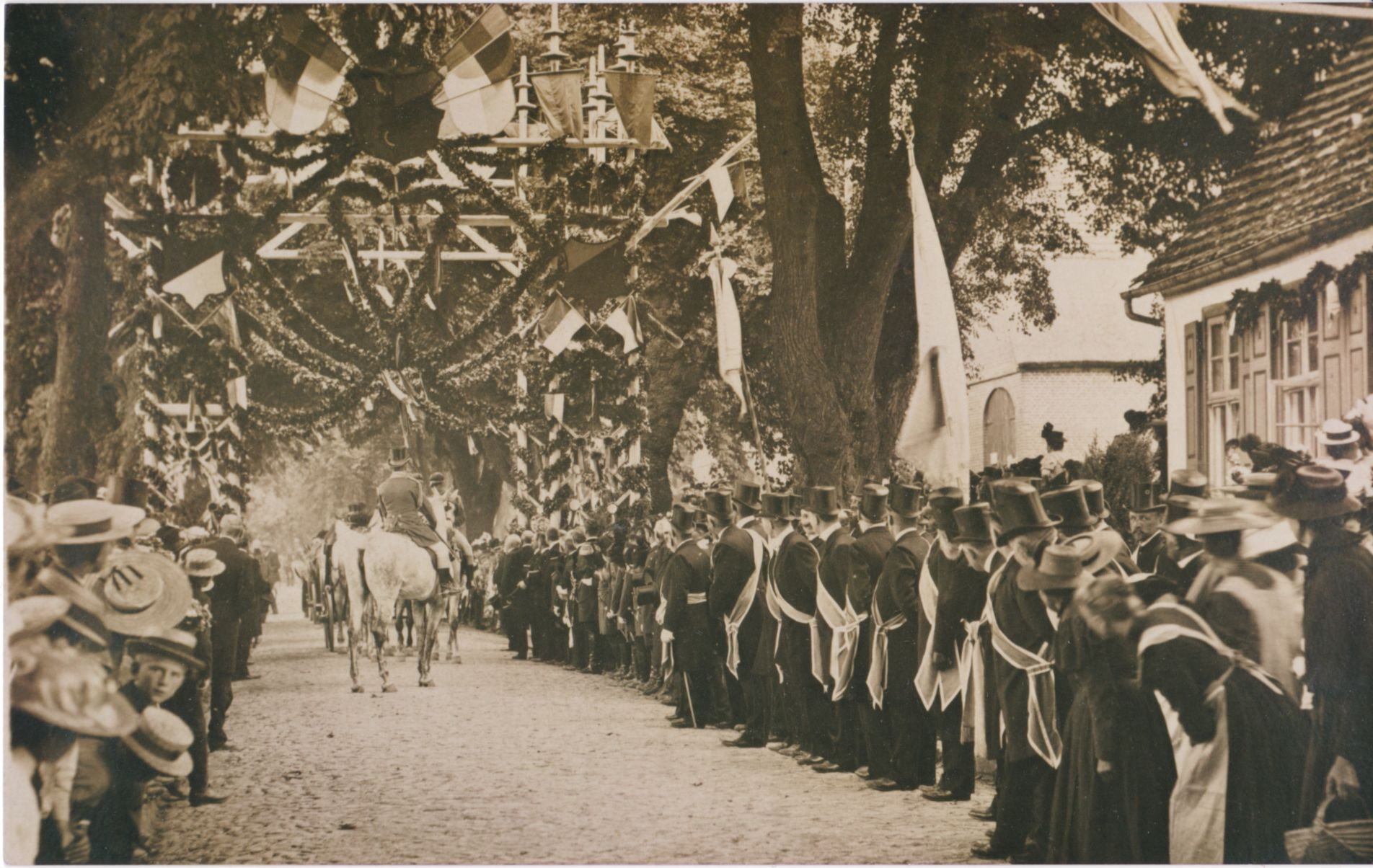
25. Juli 1908 Einzug des Großherzogs in Dobbertin

Am 25. Juli 1908 besuchte der Großherzog Friedrich Franz IV. mit Gemahlin Alexandra Dobbertin und das Kloster. Mit dem Automobil aus Heiligendamm kommend, bestieg man in Spendin den bereit gestellten vierspännigen Einzugswagen zur Fahrt in die geschmückte Feststraße vom Kruggehöft bis zum Amtshaus. Unter der Musik der Havemann'schen Kapelle aus Güstrow und Hochrufen der Menge fuhr der Wagen mit dem Fürstenpaar in die Ehrenpforte und wurde dort durch den Küchenmeister Gustav Schulze zu Pferd begrüßt. Am Amtshaus erfolgte die Begrüßung des Großherzogs-Paares durch den Klosterhauptmann Erblandmarschall Karl Friedrich Ludwig von Lützow auf Eickhof und seiner Provisoren Landrat Ernst von Gundlach auf Mollenstorf und Cuno Graf von Bassewitz auf Perlin sowie Frau Domina Auguste von Bassewitz. Am anschließenden Vorbeimarsch vor dem Fürstenpaar nahmen die Dobbertiner Ehrenjungfrauen, die Pastoren und Schulzen der Klosterdörfer, alle Beamten und Forstleute sowie der Kriegerverein im Paradeschritt und die Schützengilde teil. Nach einem Rundgang durch den von Gendarmen bewachten Klosterpark und Besichtigung der Klosteranlage mit der Kirche wurde vor der Heimfahrt bei Frau Domina der Tee eingenommen.

### Zwischen den Weltkriegen
1916 wurde das Schützenhaus ohne Genehmigung des Klosteramtes als Gefangenenlager genutzt. Eine Wahlversammlung der DDP fand am 9. Januar 1919 im überfüllten Saal des Dorfkruges statt. Es sprach Lehrer Hecht aus Güstrow.  Am 16. September 1919 ertranken zwei Hamburger, der Kaufmann Menzel und der Bankbeamte Darbowen, beim Segeln auf dem Dobbertiner See. Am 13. Juli 1920 wurde westlich vom Mühlengehöft bei Bernstorffs-Höhe ein neuer Waldfriedhof angelegt.
Das Klosteramt war nach seiner Auflösung ab 1920 auch nicht mehr für die Erhaltung des Dorfensembles mit den Gebäuden im Ort zuständig. Die neu gebildete Staatliche Klosterverwaltung begann eiligst mit der Abschaffung störender altklösterlicher Sitten und Gebräuche. Bisher waren für die Verrichtung aller öffentlichen Arbeiten im Dorf der Klosterbauhof des Klosteramtes zuständig, so auch für das Anfahren der Kirchenfeuerung, das Reinigen der Dorfstraßen und des Friedhofes, die Gestellung des Totengräbers und das ständige Läuten der Kirchenglocken. Nun hatte der Nachtwächter seinen Dienst nur noch im Kloster zu versehen. Dobbertin erhielt 1921 eine Hauptsatzung für ihr Gemeindevermögen mit dem eigenen Haushalt. Da in diesen hektischen Zeiten die Arbeit im Schulzenamt enorm zu nahm, kam es wiederholt zu unangenehmen Auftritten des Dorfschulzen Willi Duncker. Die Dienstordnung für Dorfschulzen des Klosteramtes, welche der Klosterhauptmann Otto Julius von Maltzan schon 1855 erlassenen hatte, sah auch vor, dass der Dobbertiner Schulze den Pfarrer zu allen Gottesdiensten unentgeltlich vom Pfarrhof bis zur Klosterkirche fahren musste. Nun verweigerte er auch gegenüber der Kirchenbehörde das seit Jahrhunderten bestehende Privileg.
Ende 1919 bildete sich auch in Dobbertin ein Arbeiterrat und Arbeiterausschuss und ab 1920 wurde die SPD-Ortsgruppe mit den Gemeindevertretern Fritz Meyer, Quittenstedt und Eckelberg wieder rege. Während einer gemeinsamen öffentlichen Sitzung zu den neuen Verhältnissen am 3. Februar 1920 im Dorfkrug zu Dobbertin wurde diese durch den Dorfschulzen mit ausfälligen Redensarten gestört. Er hatte schon morgens zusammen mit dem Amtslandreiter Döhling als klostereigener Polizist stark gezecht und wollte die Beratung auflösen. Der Arbeiterrat und die Staatliche Klosterverwaltung forderten beim Ministerium für Landwirtschaft, Domänen und Forsten in Schwerin die Amtsenthebung des Dorfschulzen. Der Vorgang wurde untersucht und bearbeitet, doch der Schulze blieb. Am 7. Juli 1921 trafen sich im Dorfkrug die Gemeindevertreter der SPD-Ortsgruppen der früheren Klosterortschaften zu anstehenden Wohnungsproblemen des staatlichen und eigenen Besitzes nach Auflösung des Klosteramtes. Anwesend waren Meyer, Quittenstedt und Eckelbrg aus Dobbertin, Adler aus Altenhagen, Rath und Staas aus Lohmen, Möller aus Lähnwitz, Hamann aus Garden, Zimmermann aus Kleesten, Freitag und Witt aus Kläden, Engel aus Dobbin, Möller aus Jellen, Hermann aus Schwinz und Koop aus Oldenstorf.
Am 21. Januar 1924 wurde zwischen dem Ministerium für Landwirtschaft, Domänen und Forsten und der Gemeinde ein Vertrag zur Nutzung des Krankenhauses auf 30 Jahre abgeschlossen. Zum Inventar gehörten im Erdgeschoss Stuben der Schwestern, Oberschwester, Isolierraum, Badestube, Küche mit Speisekammer und die Siechenstube. Im Obergeschoss waren Privatzimmer, Männerzimmer mit 6 Betten, Vorraum, Flur und Altenstube. Auf dem Boden waren neben Kammern, die Krätzekrankenstube und Mädchenkammern. Dazu gehörten der Kuhstall, die Leichenhalle und ein Garten. Am 2. Februar 1924 erfolgte die Übernahme des Krankenhauses durch die Gemeinde.
Die Gemeindevertreter mit ihrem Dorfschulzen Wilhelm Duncker und den beiden Schöffen Ernst Biermann und Glasermeister Berthold Wulff beschlossen am 11. Juni 1928 eine Sonderbauverordnung zum Schutz der vielen, auch heute noch vorhandenen und nun unter Denkmalschutz stehenden Gebäude, die das Dorfbild noch prägen.
Hofbesitzer in Dobbertin waren 1929 Hufe Nr. 1 Klevenow, Hufe Nr. 2 Georg Kluth, Hufe Nr. 3 Ernst Biermann, Hufe Nr. 4 Johann Hahn, Hufe N. 5. Klevenow, Hufe Nr. 6. Karl Weltzien, Hufe Nr. 7. Heinrich Mauck.
Vom 9. bis 12. Juni 1933 veranstaltete die Gemeinde Dobbertin mit den Ortschaften der Umgebung und mit dem Mecklenburgischen Landesverein für ländliche Wohlfahrts- und Heimatpflege den Dorftag zu Dobbertin. Es war das große Heimatfest des mecklenburgischen Landvolkes, dass zum 9. Mal in Anwesenheit des Ministerpräsidenten Ganzow gefeiert wurde. Im Klosterpark stand ein Riesenzelt für 1000 Personen. Die besondere Bedeutung diese Mecklenburgischen Dorftages wurde in allen Zeitungen veröffentlicht, sogar die Reichsbahndirektion ließ von allen Stationen Mecklenburgs und Lübeck Sonntagsfahrkaten bis zur Station Goldberg verteilen. Für den weiteren Transport und alle Absperrungen sorgte die SA Sturm 13/18 aus Goldberg.
Der Reichsstatthalter und Gauleiter Friedrich Hildebrandt besuchte Dobbertin und die Klosteranlage letztmals am 23. November 1937 im Beisein von Vertretern des Ministeriums für Wissenschaft, Erziehung und Volksbildung aus Berlin, dem Landrat Friedrich Roschlaub mit seinem Baubeauftragten aus Parchim und dem Bürgermeister Ernst Biermann. Nach dem Rundgang wurde beschlossen, die Gebäude mit dem Mühlenpächterhaus neben der Klostermühle für eine Nutzung als Führerheim des BDM und die ehemalige Klosteramtsscheune mit dem Holzplatz als größte Landes-Jugendherberge für 300 Schlafstellen und 200 Notlager sowie als HJ-Gebietsführerschule umzubauen. Ab 1943 wurde die Jugendherberge auch als Wehrertüchtigungslager mit 3-Wochen-Lehrgängen für die zukünftigen Rekruten genutzt.
Der Zweite Weltkrieg war in Dobbertin und im Kloster ohne große Verluste schnell zu Ende. Am 1. Mai 1945 musste der Amtsbäckermeister Ernst Müller auf Befehl der Deutschen Wehrmacht in der Klosterbäckerei noch 200 Brote backen. Diese waren für die Versorgung der sich in den Spendiner Tannen abgesetzten Soldaten aus der Panzerdivision Feldherrenhalle bestimmt. Zum späten Nachmittag des 2. Mai 1945 erfolgte die Sprengung der Straßenbrücke über den Bach Jasenitz nahe dem Hellberg zwischen Goldberg und Dobbertin.
Kurz vor dem Einmarsch der Roten Armee in Dobbertin sollen am 2. Mai 1945 beherzte Dobbertiner Bürger, darunter auch Fräulein Elisabeth Lube, aus einer der oberen Schallluken des Kirchturms der Klosterkirche eine weiße Fahne aus Bettlaken gehängt haben. Doch am selben Abend waren die ersten russischen Soldaten im Kloster und erbeuteten die 200 frischen Brote in der Backstube. Der dort als Helfer beim Brotbacken eingesetzte junge deutsche Soldat Richard Bauer wurde von einem russischen Soldaten auf der Flucht im Klosterpark erschossen.
Danach erschoss der russische Soldat den ihm im Wege stehende Hund des Bäckermeisters Ernst Müller, setzte sich an das Klavier in der Wohnstube und spielte etwas von Mozart. Die Kampftruppen der Roten Armee hatten das gesamte Klostergelände und das Dorf eingenommen. Der Sieg wurde am 8. Mai 1945 im Kloster auf der Wiese vor der Klosterkirche ausgiebig gefeiert.

### Zeit nach 1945
Nach dem 2. Mai 1945 hatten die Kampftruppen der Roten Armee das gesamte Klostergelände und das Dorf eingenommen. Der Sieg wurde am 8. Mai 1945 auf dem Platz vor der Klosterkirche ausgiebig im Kloster gefeiert.
Am 3. September 1945 wurden in Dobbertin mit dem Bauhof und den Gütern Spendin und Neuhof 981 Einwohner und 369 Flüchtlinge sowie 15 Pferde, 120 Rinder, 80 Schweine, 10 Schafe und 60 Geflügel gezählt und danach durch den Mecklenburgischen Landrat in Parchim an Landesverwaltung Mecklenburg/Vorpommern nach Schwerin gemeldet. Nach einer Aufstellung des Dobbertiner Bürgermeisters Wilhelm Wendhausen am 10. Februar 1948 zum Stromverbrauch der ansässigen Gewerbetreibenden im Oktober bis Dezember 1947 waren noch 27 Handwerker und Firmen tätig. Darunter die Bäckerei Ernst Müller, die Gärtnerei Ernst Moth, das Elektrogeschäft Walter Bünger, der Friseur Otto Kupke, die Schlosserei Erich Garling, der Friseur Heinrich Unterstein, der Kaufmann Richard Jeschke, die Fleischerei Reinhold Strübing, die Gastwirtschaft Erna Albrecht, der Schumacher Hermann Eisenbeiss, der Kaufmann Otto Awe, der Malermeister Gustav Awe, die Tischlerei Heinrich Roloff, der Stellmacher Erich Budwigs, der Schneidermeister Karl Boy, der Fleischer Gustav Hübner und mit dem größten Stromverbrauch Friedrich Bobzin in der Mühle.

### Zeit nach der politischen Wende
Am 3. Oktober 2021 fand nach einem Festgottesdienst in der sanierten Klosterkirche im Dorf der Festumzug des Landeserntedankfestes statt.

## Schützengilde

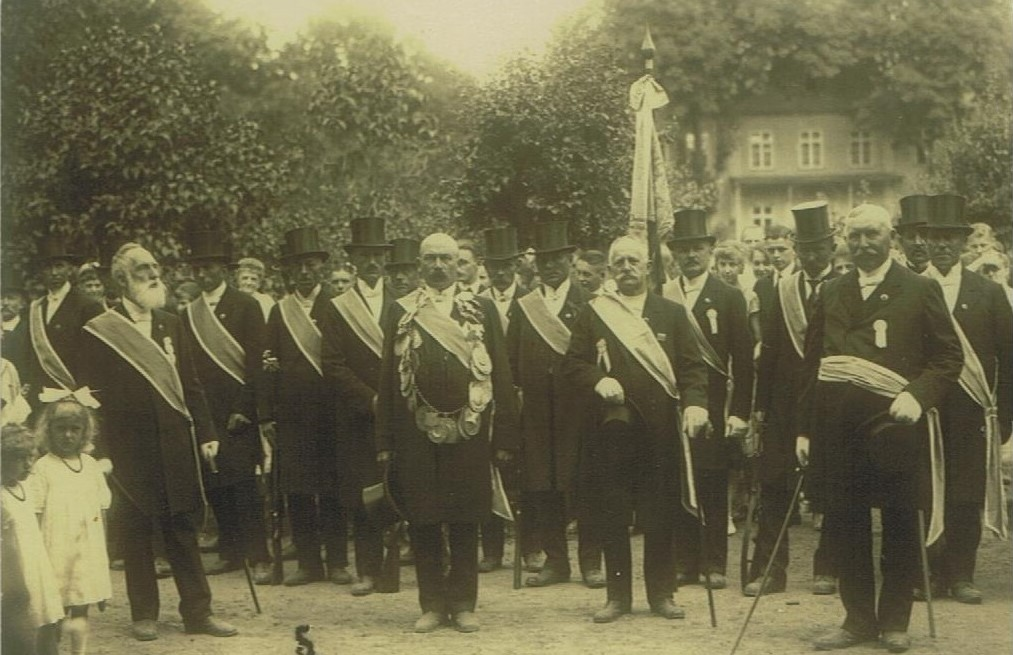
Dobbertiner Schützengilde vor dem Dominahaus im Kloster Dobbertin (1931)

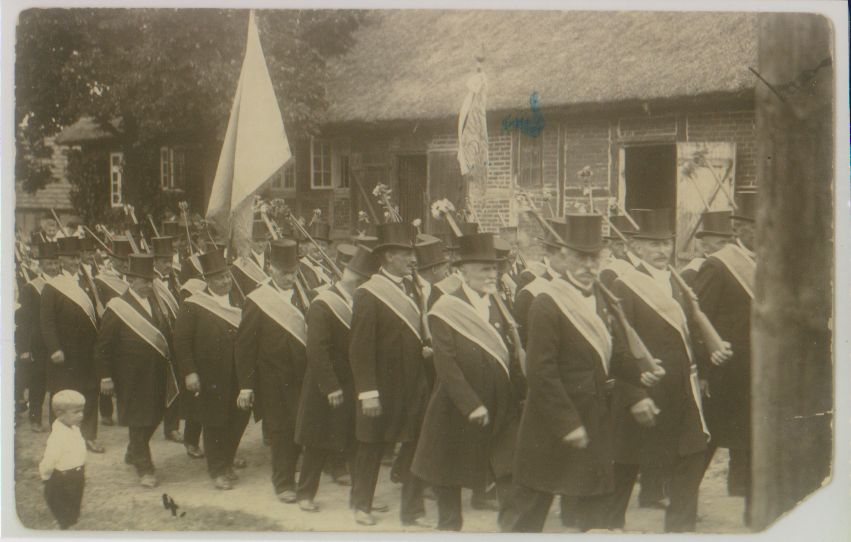
Abmarsch der Schützengilde vom Bauernhof des Dorfschulzen Ernst Biermann (1931)

Zum Dorfleben gehörte neben dem sonntäglichen Kirchgang und den Markttagen auch das jährlich stattfindende Schützenfest. Die Dobbertiner Schützengilde wurde erstmals 1705 mit dem Küchenmeister Johann Erdmann als Finanzbeamter im Klosteramt Dobbertin erwähnt.
Das Kloster stand immer unter dem Patronat des jeweiligen Klosterhauptmanns. Aus 1744 ist die erste eigene Fahne und aus 1748 eine Schützenkette überliefert.
1752 stiftete der Klosterhauptmann Jobst Heinrich von Bülow aus Woserin, der 1751 und 1760 Schützenkönig wurde, eine silberne Königskette. Diese war mit einem Schild, auf dem die Namen der Schützenkönige mit der Jahreszahl eingraviert wurde, und dem Wappen derer von Bülow versehen. In diesem Jahr wurde der Notar des Klosteramtes Johann Joachim Schröder Schützenkönig. 1758 wurde „zum Mißvergnügen der Schützen“ erstmals der Knopf auf der Scheibe nicht getroffen, was sich später nicht mehr wiederholte.
Während und nach dem Siebenjährigen Krieg und in der späteren Franzosenzeit fanden keine Schützenfeste statt, denn in Anwesenheit auch preußischer Truppen wurde nicht geschossen. Für die Gilde eine schwierige Zeit. Man begnügte sich mit einem gemeinsamen Essen vor der Klostermühle. Nach dem Tode des Actuarius Jacob Heinrich Giesecke vom Klosteramt 1809 fanden fast 38 Jahre lang in Dobbertin keine Schützenfeste mehr statt. Erst 1848 nahmen neun Mitglieder der Schützengilde die alte Tradition wieder auf. Darunter waren der Bäckermeister Bornemann, der Webermeister Dankert, der Amtsgärtner Bünger, der Fischer Koepke, der Maurergeselle Eckelberg und der Zimmerergeselle Owtwin. Der Klosterhauptmann Carl Peter Baron von Le Fort auf Boeck präzisierte mit seinen beiden Provisoren von Blücher auf Suckow und von Behr auf Hindenberg am 23. Mai 1849 die alten Statuten der Dobbertiner Schützengilde von 1757 präzisiert. Nun konnten sich auch Handwerker und Bauern aus den benachbarten Klosterdörfern Below, Ruest, Techentin, Dobbin, Oldenstorf, Altenhagen und Gerdshagen am Königsschuss beteiligen.
Der Klosterhauptmann Carl Peter Johann von Le Fort auf Boek stiftete für den Schützenkönig einen Sonderpreis. Er bestand aus einem Fuder Heu „so schwer es eben noch vier Pferde ziehen konnten und das direkt vor die Tür gefahren“. Die Gilde hatte eine eigene Königsschussbaracke, die auch gerne als Tanzsaal genutzt wurde. Beim Schützenfest 1876 gaben schon 55 Personen ihre Schüsse auf die Königsscheibe ab. Unter den Neuaufnahmen waren der Schlosser Putzbach, der Maler Trenck, der Schneidermeister Trense, der Maurermeister Carl Retzloff, Wilhelm Willgohs, der Amtsaktuar Lierow und sogar der Pastor Christian Heinrich Mahn.
Die Gilde erwarb 1894 vom Klosteramt für 500 Mark die sogenannte Königsschussbaracke, die einst zur Unterbringung von Cholera-Kranken diente. Im Weltkrieg wurde sie als Gefangenenlager genutzt. Danach wurde sie für 4000 Mark an das Land verkauft, um dort Arbeitslose unterbringen zu können. Als das Schießhaus sehr baufällig wurde, beantragte der Klosterhauptmann Erblandmarschall Karl Friedrich Ludwig von Lützow auf Eickhof auf dem Landtag zu Sternberg, die Kosten für einen Neubau aus der Klosterkasse zahlen zu dürfen. Da die Gilde kein Vermögen besaß, die alten Überlieferungen den Dobbertiner aber erhalten bleiben sollten, genehmigte das Komitee nachträglich 1914 die 1300 Mark für den schon errichteten kleinen Bau.
Der Hergang des Festes regelte sich während der ersten Jahrhunderte nach einer Reihe von Articuln der Dobbertinschen Gilde, die, obwohl schon früher niedergeschrieben wurden, erstmals 1757 vom Ältermann Johann Joachim Schröder unterzeichnet wurden. Bis Mitte des 19. Jahrhunderts unterzeichneten auch alle die Klosterhauptleute die mit Sorgfalt geführten Protokolle. Jährlich Anfang August war der Ort an dem zum Königsschuss bestimmten Donnerstags geschmückt, die Gilde exerzierte und trat zum Probeschießen an. Zum Trommelschlag sieben Uhr bot die Musikkapelle dem vorjährigen Schützenkönig ein Ständchen dar. Abends fand ein großer Zapfenstreich mit Fackelumzug durch das Dorf statt. Am Freitag um 6 Uhr früh zum Wecken ging der Rundmarsch mit der Goldberger Kapelle Cordshagen vom Dorfkrug aus durch das Dorf bis zum Kloster, anschließend zum Festplatz und zum Schützenhaus. Die Gildemitglieder erschienen wie immer im Gehrock mit Zylinder und blau-weißer Schärpe, den Klosterfarben. Vor dem Haus des Klosterhauptmanns als Patron und vom Balkon der Frau Domina als Vorsteherin des Damenkonvents gab es Ansprachen, derweil die Männer das Gewehr präsentierten.
Der Schützenkönig bekam als Königspreis ein Silberbesteck, dazu die Schützenkette mit eingravierter Jahreszahl und seinem Namen. Der Sonderpreis war seit 1848 der vierspännige Wagen mit dem Heu. 1895 ermahnte die Abteilung für geistliche Angelegenheiten im Großherzoglich-Mecklenburgischen Ministerium des Innern das Klosteramt: Man solle bitte darauf achten, die Nachfeiern mit dem Ein- und Ausmarsch der Zunftgenossen am Sonntag erst eine Stunde nach Ende des Gottesdienstes zu beginnen. An Sonn- und Feiertagen durfte die Belustigung in den Trinkbuden nicht über 23 Uhr ausgedehnt werden.
Dem Vorstand der Gilde gehörten 1902 der Malermeister Gustav Awe, der Tischlermeister Heinrich Roloff und der Kaufmann Otto Awe an. Seit 1901 übte der Schlossermeister Bech 33 Jahre das Amt als Ältermann aus.
Ab 1916 wurde das Schützenhaus ohne Wissen des Schützenvereins sogar als Gefangenenlager genutzt. Nach Auflösung des Landesklosters 1918 gab es auch bei den Schützenfesten etliche Veränderungen. Es entfiel der Sonderpreis des Klosterhauptmanns und die Preisgelder wurden reduziert. 1920 lehnte das zuständige Ministerium für Landwirtschaft, Domänen und Forsten in Schwerin eine Weiterzahlung der Königschussgelder und Weitergewährung eines vierspännigen Fuders Heu an den besten Schützen ab.
Die Dobbertiner Schützengilde nahm am 17. August 1924 beim Festumzug in Parchim zur 100-Jahr-Feier der Parchimer Schützengilde mit Dorfschulzen Duncker, Schlachtermeister Roloff, Mühlenpächter Ortmann, Maurermeister Einkopf, Schlossermeister Bech und Fischereipächter Jens teil. Am 28. Juni 1925 dann am 20. Landesschützenfest in Parchim. In der ersten Reihe Schulze Duncker, Kaufmann Awe, Töpfermeister Lange mit der Fahne und Maurermeister Einkopf. In der Schützengilde waren 1931 auch Hauswirt Georg Kluth, Paul Speckin, Bierverleger Köpke aus Goldberg, Schneidermeister Karl Boy, Töpfermeister Wilhelm Ahrend, Gutsinspektor Adolph Rohde, Schmiedemeister Hamann, Sägebesitzer Rolack aus Goldberg und Tischlermeister Heinrich Roloff.
Als 1937 auch der Dobbertiner Schützenverein eine neue Tracht erhielt, wurden die alten Traditionen nach und nach aufgegeben.
Ab Herbst 1941 waren französische Kriegsgefangene in der Baracke des Dobbertiner Schützenvereins am Schützenplatz untergebracht worden.
 Schützenkönig 
- 1751 Klosterhauptmann Jobst Hinrich von Bülow auf Woserin.
- 1752 Amtsnotarius Johann Joachim Schröder.
- 1760 Klosterhauptmann Jobst Hinrich von Bülow auf Woserin.

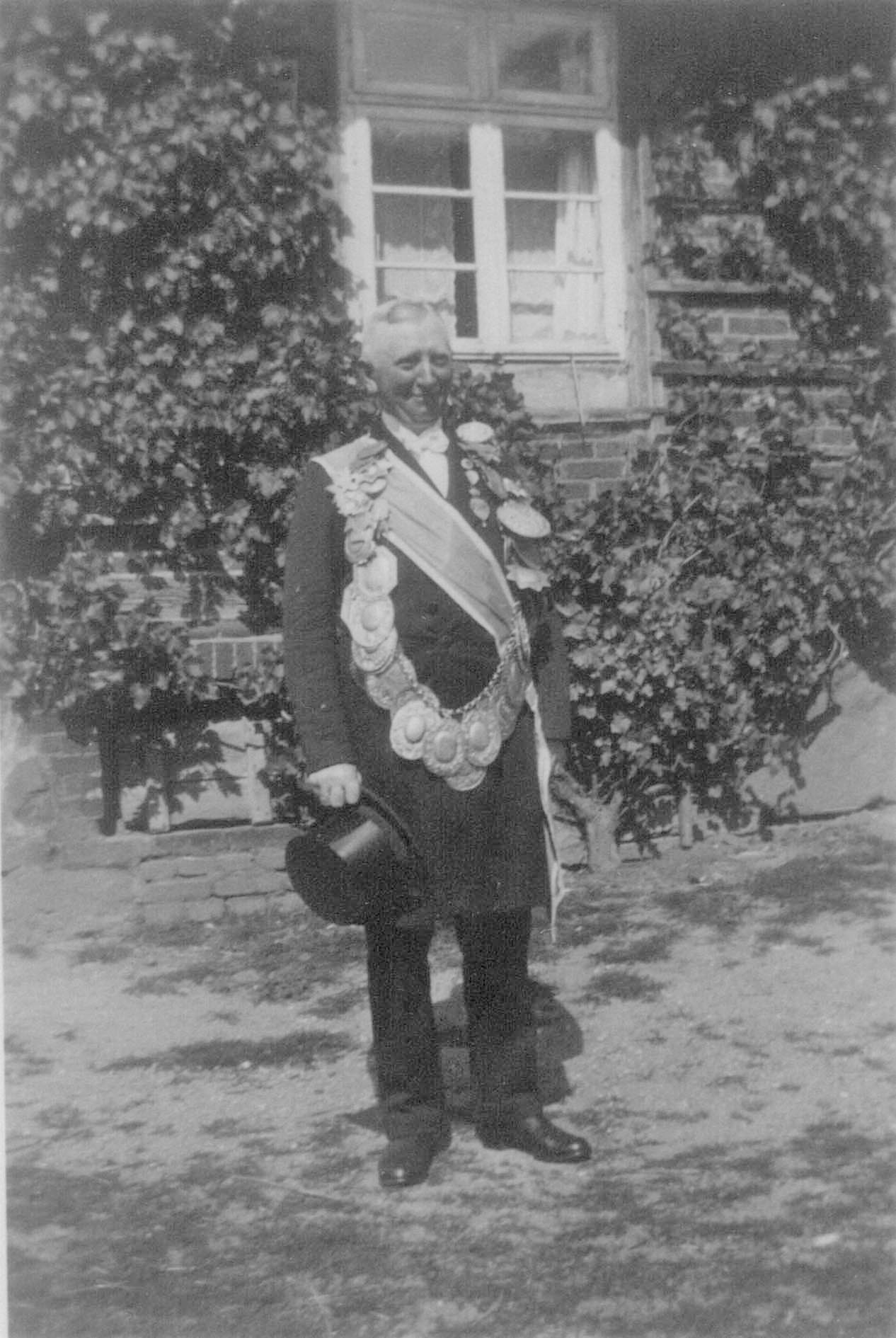
Schützenkönig Dorfschulze Ernst Biermann (1935)

- 1904 Erbpächter Klasen aus Oldenstorf, zweiter Amtslandreiter Sievert aus Dobbertin.
- 1906 Schlachtermeister Puztbach aus Dobbertin.
- 1910 Erbpächter Wendt aus Gerdshagen, zweiter Hauswirt Luckmann aus Dobbertin.
- 1911 Erbpächter Westphal aus Ruest.[69]
- 1912 Schuhmachermeister Hellmuth Witt aus Dobbertin.
- 1913 Amtsgärtner Hans Otto Rohr aus Dobbertin.[70]
- 1923 Hofbesitzer Fründt aus Gerdshagen.
- 1927 Hofbesitzer Bömker aus Oldenstorf, zweiter Hofbesitzer Knüttel aus Oldenstorf.
- 1930 Schröder aus Below.
- 1931 Schmiedemeister Hausmann aus Dobbertin.
- 1935 Dorfschulze Ernst Biermann aus Dobbertin.
- 1939 Emil Köpcke aus Nienhagen.

## Bauten im Dorf
Das einst dreigeteilte Dorf liegt halbkreisförmig, nur durch den Klosterpark Groten Werder getrennt, um die Klosteranlage am Dobbertiner See. Über Jahrhunderte wurde das gesamte Dorfbild durch das naheliegende Kloster bestimmt. Viele dieser durch die Klosterhandwerker errichteten Fachwerkhäuser, mit Reet (Schilfrohr) gedeckten Katen und Scheunen sowie die Backsteinbauten sind heute noch im Klosterdorf erhalten. Alle notwendigen Reparaturen und Neubauten wurden durch die Handwerker des Klosterbauhofes ausgeführt.
1661 wurde der Pfarrhof mit Wohnhaus, Backhaus und Scheune erwähnt. Bei der Kirchenvisitation am 2. Februar 1662 war das Pfarrhaus ziemlich marode, das Dach undicht und die Fenster entzwei. Die Scheune wurde in der Mitte gestützt. 1673 beschwerte sich der Dorfschulze Johannes Duncker, auch Organist in der Klosterkirche, beim Klosterhauptmann Landrat Christoff Friedrich von Jasmund über die wüsten, nicht bewohnten Häuser im Dorf. 1674 baute Maurer Erdmann am Müller-Haus.
1704 war der Müller Gustaff Rogelmann Besitzer der Dobbertiner Mühle und 1724 hatte Krüger Kummerfeldt den Dobbertiner Dorfkrug. Am 6. Juli 1737 fand im Dorf durch die Klostervorsteher des Hoch-Adlichen Closters, den Klosterhauptmann Obrist-Leutnant Joachim Lütke von Bassewitz auf Wendorf bei Wismar und den beiden Provisoren Jobst Heinrich von Bülow auf Woserin und Georg Christoff von Wangelin auf Alt Schwerin eine Besichtigung aller Häuser statt. Darunter waren der Krug nebst zugehörigen Gebäuden, das Haus vom Schuster Schlien und das vom Bäcker Kanter, die Behausung vom Tischler Andresen und des Kossaten Possel, der Hirtenkaten, das Küster- und Organistenhaus, die Behausung des Landreiters, das Armenhaus, das Haus des Schneiders Herms, die Schmiede und die Gehöfte der Kossaten Eickelberg, Köpke, Hahn und Kobow. Das Pfarr-Hauß war neu und in gutem Stande, des Dorfschulzen Gätthens Gehöft war gut. Auch die Mühle befand sich in ziemlich gutem Zustand.
Vor Beginn des Siebenjährigen Krieges konnte 1756 noch das neue eingeschossige Fachwerkhaus mit Krüppelwalmdach und Rohrdeckung als Predigerhaus vollendet werden. Im Haupt-Register des jungfraulichen Closter Amts Dobbertin von 1755 ist zu lesen: zu Dobbertin dass Prediger Hauß in Eichen-Holz gebauet... Dem Dobbertiner Maurermeister Finkenwirt mit seinen Maurergesellen wurden beim Bau der Prediger Wohnung 8500 Dachsteine aus der klostereigenen Ziegelei Lähnwitz und aus der Mestliner Ziegelei 7000 Mauerziegel angefahren. Beidseitig vor dem Pfarrhaus standen die Scheune und das Viehhaus, etwas abseits hinter dem Pfarrgarten an der Mildenitz das Backhaus. Weiter wurden das heute noch vorhandene Mühlenhaus, 1757 das Küsterhaus und das neue Organistenhaus gebaut. Um 1750 hatte das Klosteramt ein Wohnhaus mit Krug, Scheune und Stall auf dem Kruggehöft errichten lassen. 1759 war ein van der Walle der Krüger, der auch das Bier im Brauhaus des Klosters braute.

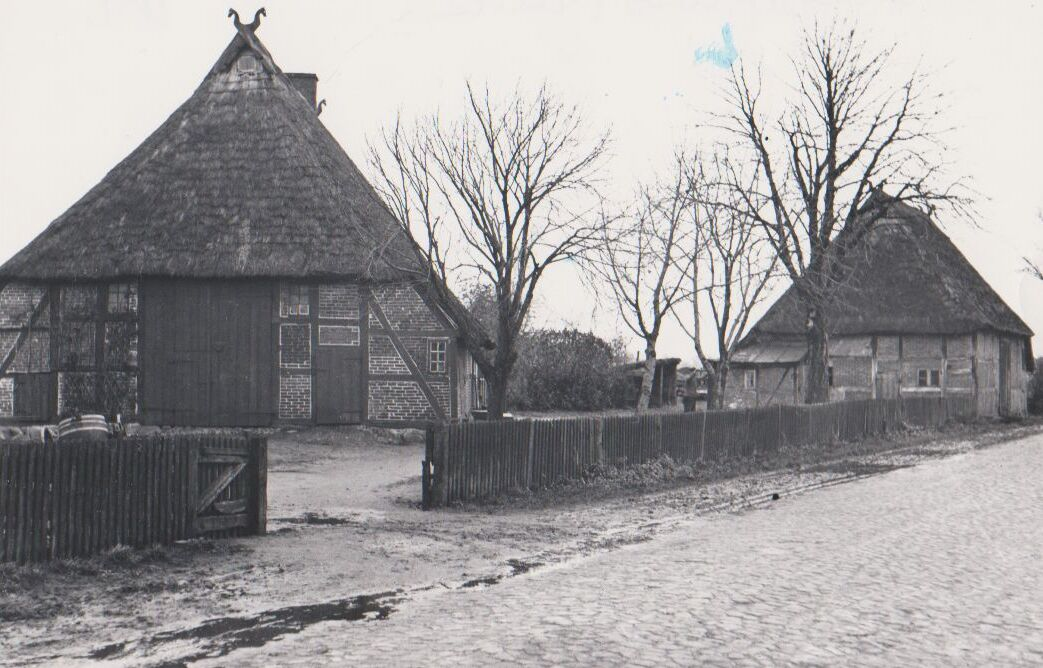
Das älteste erhaltene Bauernhaus Mauck von 1787 mit Scheune (1938)

Das Schulzengehöft der Familie Ernst Biermann von 1769 in der Güstrower Straße 1 bestand aus dem Wohnhaus Dat Hus, der gegenüber stehenden Scheune De Schün, dem Viehstall Swinkaben und dem abseits stehenden Backhaus Backhus sowie einem Blumen-, Obst- und Gemüsegarten mit angrenzenden Ackerflächen. Die 1787 in der heutigen Güstrower Straße mit Reet gedeckte Fachwerkscheune der Bauernstelle vom ehemaligen Hauswirt Heinrich Mauck ist das älteste erhaltene Gebäude im Ort und wurde ab 2000 aufwändig und denkmalgerecht saniert. Vor 1790 wurde durch das Klosteramt das Organistenhaus als eingeschossiges Fachwerkgebäude mit Krüppelwalmdach, Biberschwanzdachziegel und Fledermausgauben errichtet. Bis zur Nutzung als Schule wohnte dort der Aktuarius und der Gerichtsdiener.
Durch das Klosteramt wurde 1801 ein zweigeschossiges Backsteingebäude mit Satteldach am Auslauf der Mildenitz aus dem Dobbertiner See als Wassermühle erbaut. Das eingeschossige 1804 durch den Klosterbauhof errichtete Fachwerkgebäude mit Krüppelwalmdach mit zwei Wohnungen wurde ab 1820 als Forstinspektorenhaus und ab 1830 als Klosterforstamt genutzt. 1820 erfolgte der Anbau der Sägemühle.
1816 errichtete das Klosteramt das langgezogene, dreistöckige Fachwerkgebäude mir großem Stapelboden unter einem Bohlenbinderdach als Klosteramtsscheune und Holzmagazin. 1938 erfolgte die Umnutzung zur Jugendherberge und als HJ-Gebietsführerschule. 1834 bekam der Forstinspektor und Amtsjäger ein neues Haus und 1844 der Landreiter als klostereigener Polizist. Während des großen Sturms in Dobbertin hatte sich am 29. Oktober 1823 auch der große Gast-Stall am Dorfkrug verschoben und bedürfe einer bedeutenden Reparatur, auch das alte Kruggebäude verändert werden. 1824 erfolgte der Neubau des Dorfkruges mit Zimmern für Reisende. 1825 wurde im Gasthaus die Einrichtung einer Giebelkammer zur Stube, eines Zimmers mit Ofen und einer Schlafkammer vorgenommen. 1825 dann noch der Bau des neuen Gast-Pferdestalls mit Kornboden, der heutigen Krugscheune. Diese wurde ab 1996 denkmalgerecht saniert und wird als Gemeindezentrum und als Arztpraxis durch die Dorfärztin genutzt. Das Klosteramt hatte 1825 durch seine Handwerker vom Klosterbauhof in der Lindenstraße 3 ein zweigeschossiges Fachwerkgebäude mit Krüppelwalmdach uns Biberschwanzdeckung als neues Samenhaus zur Auslegung und Trocknung von Tannen(Kiefern)zapfen bauen lassen. Später wurden auch Tabakblätter getrocknet. An der Straßenseite ist noch die ehemalige Aufzugsanlage unter dem verzierten Dachaufbau zu sehen und im Dachgeschoss befindet sich noch ein altes Windrad. Auffällig sind an den Fachwerkfassaden die verschiedenartig gestalteten Ziegelornamente in den Gefachen. Diese Symbolik hatte bei den Bauern eine magische Bedeutung. Als häufigste Glücksbringer kommen die Mühle, der Lebensraum und die Raute vor. Der Gewitterquast und der Feuerbesen sollten das Haus vor Blitzschlag schützen.
Durch den Wismarer Baumeister Heinrich Thormann wurde 1852 ein dekorativ verziertes eingeschossiges Backsteingebäude für den Kaiserlichen Postmeister nebst Postlokal erbaut. Klosterhauptmann Carl Peter Johann Baron von Le Fort auf Boek und Provisor Johann Heinrich Carl von Behr auf Hindenberg genehmigten den Riss und die Zeichnungen zum neuen Posthaus. 1863 erfolgte der Bau einer neuen Wassermühle mit moderner Konstruktion und Turbinen gegenüber der alten Mühle über die Mildenitz. Die Zeichnungen lieferte der Mühlenbauer Jacob aus Lübeck.
Da 1872 das bestehende Krankenhaus in der Kathenwohnuhng des Krankenwärters nicht mehr den Anforderungen entsprach, beschloss die Landtagsversammlung am 15. November 1872 einen Neubau. Der Landbaumeister Paul Dreyer aus Lübz lieferte die Zeichnungen und das Hauptgebäude wurde
1877 vollendet. Es war mit einem Krankensaal, sechs Krankenzimmern und zwölf Betten, einer Küche mit Leutestube, einer Siechen- und einer Krätzestube sowie einer Leichenhalle ausgestattet. 1887 wurde ein Anbau errichtet. Teils gebrechliche, alleinstehende und arme Männer, aber auch unverbesserliche Säufer wurden mit Unterstützung des Klosteramtes in dem Kathen beim Krankenwärter in Kost gegeben.
Für den 1887 abgerissenen baufälligen Fischerkaten mit Reetdach wurde 1890 ein neues Wohnhaus mit Stallung für den Pachtfischer Bütow und den Klosterboten vollendet. Im Giebel befindet sich ein Sandstein mit der Inschrift KLAD 1890. Das Wohnhaus für vier Landbriefträger der Kaiserlichen Postverwaltung aus Schwerin wurde 1899 vollendet.
1905 wurde die Lindenstraße vom Kloster bis zum Klosterfriedhof als Neudämmung gepflastert und 1906 erfolgte die Weiterführung bis an die Chaussee bei der Post. 1911 bauten die Handwerker vom Klosterbauhof das Haus für den Krugpächter Burchard. Nach Auflösung des Klosteramtes war ab 1920 die Gemeinde mit ihrem Dorfschulzen für die Erhaltung der Bauten und der Neubauten zuständig.
Am 25. November 1922 ordnete der Dorfschulze Duncker wegen Gefahr drohenden Zustandes der Brücke über die Mildenitz die sofortige Sperrung des Fuhrverkehrs an. Bei einer Besichtigung mit dem Landdrost Studemund und der Klosterverwaltung wurde festgestellt, dass fünf Pfähle des rechten Widerlagers und die Bohlenwand abgefault waren. Der Dorfschulze sei für die Instandhaltung der Brücke zuständig, doch er lehnte die Brückenerneuerung für damals 122 Millionen Mark wegen Mittellosigkeit der Gemeinde ab. Das Mecklenburgische Straßenbauamt baute bis 1924 die neue Brücke, die wegen der damaligen ständigen Geldentwertung 420 Millionen Mark kostete. 1923 wurde auf dem Forstamtsgehöft eine neue Scheune gebaut.
1926 erhielt die Dobbertiner Feuerwehr neue Uniformen mit Pickelhaube und eine Motorspritze. 1927 kam es für den Dorfschulzen Wilhelm Duncker zu einem peinlichen Vorfall. Der Schweriner Staatsminister Asch sah während der Durchfahrt durch Dobbertin den Dorfschulzen beim Auspumpen des mit Schlamm gefüllten Grabens an der Viehtränke mit der neuen vom Ministerium bezahlten Motorpumpe. Nach einem Entwurf des Maurermeisters Heinrich Einkopf von 1925 wurde das neue Spritzenhaus 1928 vollendet. Seit dem Umbau 1987 zur Konditorei und als Cafe Kentzler wurde es 1991 modernisiert und wird heute noch genutzt.
Am 11. Juni 1928 wurde auf der Gemeindeversammlung zur Erhaltung und Verschönerung des Dorfes einstimmig eine Sonderbauverordnung angenommen. Der positive Einfluss dieses Beschlusses ist heute noch an vielen, auch unter Denkmalschutz stehenden, Gebäuden zu erkennen. Putzbauten waren nicht zulässig, als Dachdeckung nur gebrannte Dachsteine zu verwenden und die Vorgärten waren in ganzer Ausdehnung als Ziergärten anzulegen und zu unterhalten. Auch das Anbringen von Reklameschildern war nicht zulässig.
2002 erfolgten der Umbau des Gemeindezentrums im Klosterpark und die ehemalige Verkaufsstelle wurde zum CAP-Markt ausgebaut.

### Bauhof und Staatliche Gutsverwaltung
Eine der wichtigsten Wirtschaftseinrichtungen des Klosteramtes war neben dem Klosterforstamt der Bauhof mit der Hellberg-Ziegelei und der Kalkbrennerei. 1790 befand sich der alte Bauhof noch in einer Scheune hinter dem Neuen Amtshaus im Kloster. Nach 1800 wurden für den Bauhof das Viehhaus, der Schweinestall, der Pferdestall, das Waschhaus mit Wagenschauer und kleinen Ställen, das Wirtschaftsgebäude und die Dienstwohnungen für den Landreiter, Amtsjäger und Amtsaktuar an der Lindenstraße schräg gegenüber dem Klosterfriedhof errichtet. Mit seinen 56 Handwerkern und Arbeitern war der Bauhof nicht nur für die Instandhaltung aller Klosterbauten, den öffentlichen Gebäuden, Wegen und Brücken in Dobbertin und in den Klosterdörfern mit allen verpachteten Gütern zuständig. In Dobbertin gehörten die Wasser- und Windmühle mit Mühlengehöft, das Pfarr- und Küsterhaus, die Schule und Kleinkinderschule, der Dorfkrug mit Krugscheune, das Forstamt mit Holzmagazin, die Post, die drei Armenhäuser und der Friedhof dazu. Eine der wichtigsten Aufgaben war aber die tägliche und ständige Versorgung der 32 Konventualinnen im Damenstift im Kloster Dobbertin.
Die Liste der Arbeiten des Bauhofes war lang und diese mussten auch in der Klosteranlage gewissenhaft ausgeführt werden. Alle Straßen und Fußwege waren rein zu halten, auch im Winter bei Schnee und Glatteis. Besonders die sieben Müll- und Abortgruben sowie die vorhandenen Sielleitungen und Gossen waren zu reinigen. Brennholz aus den Klosterwäldern wurde zerkleinert angefahren. Das Heizen, die Ascheabfuhr, das Großreinemachen und Glockenläuten in der Klosterkirche, den Pastor zum Gottesdienst und zu Beerdigungen fahren, gehörten neben der Friedhofspflege zu den Aufgaben der Bauhofarbeiter. Die Badeanstalt und die Gärten der Damen, die Klosterräucherei, die Wildküche und der Eiskeller wurden betreut. Zum Eisfahren in den Damenkeller wurden acht bis zehn Arbeiter und vier bis sechs Pferde benötigt. Der Kuhhirte hatte neben den Schweinen noch bis zu 70 Kühe und zwei Bullen im Viehhaus und auf den Jungfernwiesen am See zu versorgen. Jede Klosterdame bekam täglich vier Liter Vollmilch und frische Eier. Aber auch das Krankenhaus wurde nach ärztlicher Verordnung mit Vollmilch beliefert. Auf dem Bauhof arbeiteten die Dobbertiner Familien Köhn, Stiegmann, Fründt, Prosch, Garling, Barwandt, Roloff Bernhard, Ortmann Rohde, Lembke, Klewenow und Wiese auf dem Bauhof. Auch der Amtsdiener, Nachtwächter, Gerichtsdiener, Parkwächter und Landreiter als klostereigener Polizist unterstanden dem Bauhof.
Doch mit der Auflösung des Landesklosters 1918 änderten sich die Rechtsverhältnisse, da nun das Land Mecklenburg das gesamte Klostervermögen mit den dazugehörigen Klostergütern, der Forst und dem Bauhof übernommen hatte. Mit der neu gebildete Klosteramtsverwaltung wurde 1925 der Bauhof in eine Staatliche Gutsverwaltung Dobbertin umbenannt. Zum Leiter wurde der Amtsgärtner Rohr bestellt. Diese leitete den gesamten Staatsbetrieb bis zu seiner Auflösung 1945. Die Klosterforst mit der Schwinzer Heide wurde nun durch die Staatliche Forstverwaltung Dobbertin geleitet und bewirtschaftet. Am 7. Juni 1933 kam es auf dem Bauhof zu einem Großbrand. Pastor Ulrich Schliemann schrieb in der Kirchenchronik dazu: Der verwirrte Gutsarbeiter Büschek zündete Pfeife rauchend das Viehhaus an und kam darin um.
Der letzte Gutsinspektor und Verwalter, vormals Gärtner und Kutscher im Klosteramt, war ab 1930 der Hofverwalter Adolf Rode. Seit 1933 NSDAP-Mitglied, hatte ihm 1940 der Reichsstatthalter in Schwerin zum Gutsinspektor ernannt. 1944 wurde Rode durch die NSDAP noch zum Kompanieführer der Volkssturmkompanie Dobbertin, Diestelow und Finkenwerder befördert.
Am 8. Januar 1945 erhielt Rohde als Gutsinspektor nach Besoldungsdienstalter 3850 Reichsmark.
In den letzten Kriegsjahren verschlechterte sich in Dobbertin die wirtschaftliche Lage auch in der Staatlichen Gutsverwaltung, wie in den Jahresabschlüssen vermerkt wurde. Kriegsgefangene und Zivilarbeiter mussten nun hier helfen. 1941 bekam die Gutsverwaltung vom Parchimer Arbeitsamt 19 Franzosen. Am 27. März 1942 wurden die ersten 20 russischen Kriegsgefangenen zugewiesen. Sie blieben bis Kriegsende und arbeiteten in der Landwirtschaft sowie in den Kuh-, Schweine- und Pferdeställen. Anfang 1944 verschärfte sich die Situation auf dem Gutshof besonders mit der Versorgung der Flüchtlinge im Dorf, den Einquartierten im Kloster und dem dort seit September 1943 im Klosterhauptmannshaus eingerichteten Entbindungsheim für Wehrmachtshelferinnen mit 266 Geburten bis Mai 1945.
Kurz vor der Flucht der beiden Verantwortlichen, des Gutsinspektors Adolf Rode und des Statthalters Fritz Ortmann ist im letzten Bericht der Gutsverwaltung am 6. April 1945 zu lesen: Besondere Vorkommnisse waren die ständige und schwere Belastung durch Einquartierung von Trecks, Wehrmacht und Kriegsgefangenen auf dem Gutshof. Durch die vielen Trecks wurde eine schwere Druse auf dem Gutshof eingeschleppt, die den gesamten Pferdebestand verseuchte. Die letzten 45 Milchkühe lieferten 8472 Ltr. Milch im Monat. Die Verteilung erfolgte an die Molkerei in Goldberg, die Klosterdamen und Flüchtlinge sowie die Zuchtkälber.

### Armenhäuser

Armenhaus St. Jürgen um 1914, wurde 1982 abgerissen

Als erstes Armenhaus wurde nach 1500 am westlichen Dorfrand an der Mildenitz das ehemalige Leprosen-Hospital St. Jürgen erwähnt. Um 1600 hatte auch Hans Pelzer notleidende Dobbertiner in seinem Katen mit der Scheune aufgenommen. Auf Befehl von Kaiser Rudolf II. (HRR) erfolgte 1602 die Aufnahme und Versorgung mit Unterhalt des kaiserlichen Laibtrabanten Paul Steyrer auf Lebenszeit. Am 2. Januar 1612 ließ der Klosterhauptmann Joachim von Oldenburg in Pelzers Haus das erste Armenhaus für sechs verlebte arme Diener und Untertanen einrichten und vermachte dem Armenhaus noch 100 Gulden. Pastor Enoch Zander sammelte für die Armen mit dem Klingelbeutel in der Klosterkirche und der Mühlenmeister Hinrich Harden brachte das gemahlen Korn in die Armenscheune. In den Registern der ordentlichen Armen im hiesigen Armen-Hause sind ab 1627 jährlich alle spärlichen Einnahmen und Ausgaben bis 1812 akribisch aufgelistet worden und befinden sich im Landeshauptarchiv Schwerin. Während des Dreißigjährigen Krieges brannte im Kriegswesen 1638 auch die Scheune des Armenhauses ab. bei der Kirchenvisitation am 29. September 1649 hatte das Armenhaus einen Barbestand von 9 Talern und 6 Schilling. Spenden aus dem Klingelbeutel der Klosterkirche kamen von dem jungen Pastor Petrus Zander, der mit 19 Jahren nach dem Tode seines Vaters an der Pest die Pastorenstelle übernahm. Im Beichtkinderverzeichnis von 1704 vermerkte Pastor Caspar Wilhelm Heerder: ...ist auch alhie vor die abgesetzten Unterthanen im Armenhaus, welche miserabel sind und keine Dienste mehr thun können. Es werden selbige vom Kloster-Ampt unterhalten. Im Protocollum des Hoch-Adlichen Closters Dobbertin ist am 4. Juli 1737 zu lesen: ... im Armen-Hauß vors erste keine Reparation bedarff. 1751 wohnte im Armenhaus der Beichtvater Christoph Kalbohm mit 13 armen Leuten. Das Peltzersche Armenhaus gegenüber der ehemaligen Post, ein 160 Jahre altes Fachwerkgebäude mit Schilfdach, wurde 1922 abgebrochen. Das dort 1924 aus Backstein neu gebaute Dorfaltersheim für Unterstützungsempfänger wird heute als Wohnhaus genutzt.
Im Dorf gab es bis 1920 drei Armenhäuser. Nach den Plänen der Ritterschaftlichen Brandversicherung war das dritte Armenhaus seit 1868 ein alter Dorfkaten mit wenig geeigneten Räumlichkeiten am alten Krankenhaus in der Schulstraße. Dort waren teils gebrechliche einzelstehende Männer, teils unverbesserliche Säufer, deren Unterbringung anderswertig untulich sei, untergebracht und beim Krankenhaus in Kost gegeben. Nach Fertigstellung des neuen Krankenhauses 1877 wurde der Kathen abgerissen und die Insassen im Krankenhaus mit untergebracht.
Seit 1. April 1921 war die Gemeinde für die Armenverwaltung von der Zahlung für Unterstützungsbedürftige bis hin zur Armenverpflegung zuständig. Das älteste Armenhaus St. Jürgen hinter der Mildenitzbrücke wurde 1982 abgerissen.

### Krankenhaus

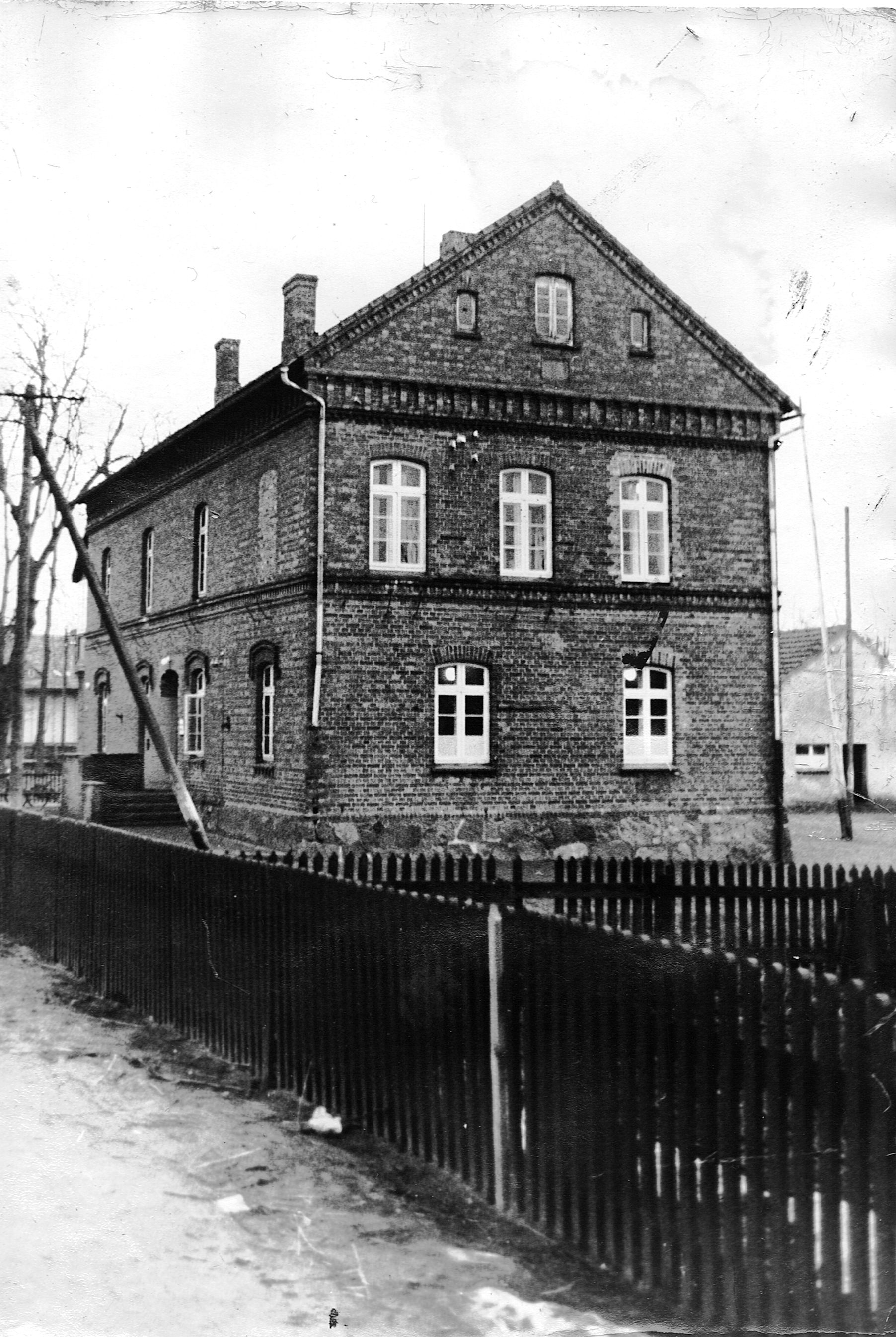
Ehemaliges Krankenhaus vor 1947

Im Dorf soll es schon 1288 ein Krankenhaus, wohl eher eine Krankenstube, gegeben haben, um die sich ein Pleban Detlev zu Lüdershagen verdient gemacht haben soll. Zwischen 1331 und 1346 wurde das Krankenhaus nochmals urkundlich erwähnt, doch wo es stand, ist nicht belegt. Sicher ist aber, dass sich die Nonnen in und außerhalb ihres Klosters auch um die Kranken und die Armen von Dobbertin gesorgt haben. Nach der Reformation war bis zur Auflösung des Landesklosters 1920 das Klosteramt zuständig. Deren Klostervorsteher ließen im Dorf sogar ein Krankenhaus bauen und bestellten die Amtsärzte. Bis 1830 war Chirurg und Wundarzt Johann Christian Willgohs in Dobbertin tätig.
Da 1868 das bestehende kleine Krankenhaus in der Kathenwohnung des Krankenwärters nicht mehr den Anforderungen entsprach, beschloss am 15. November 1872 der Landtag zu Malchin einen Neubau mit zwei Stockwerken und 16 Betten. Der Landbaumeister Paul Dreyer aus Lübz lieferte die Zeichnungen, doch erst drei Jahre später wurde mit dem Hauptgebäude begonnen, dass man 1877 vollendete. Es war mit einem Krankensaal, mit sechs Krankenzimmer, einer Siechen.- und Krätzestube, der Stube für die Oberschwester und den Schwestern sowie auf dem Boden mit Mädchenstuben ausgestattet. Im Erdgeschoss befanden sich das Arztzimmer, die Küche mit Speisekammer und im Keller die Waschküche. Auf dem Hof befand sich am Garten die Leichenhalle und der Kuhstall. Am 21. Juni 1921 erfolgte durch die Gemeinde eine Anfrage an das Ministerium für Landwirtschaft, Domänen und Forsten in Schwerin zur Auflösung oder zum Erhalt des Krankenhauses. Erst am 21. Januar 1924 kam es zwischen dem Ministerium und der Gemeinde zu einem Vertragsabschluss zur Übernahme des Krankenhauses durch die Gemeinde und zur Nutzung auf 30 Jahre. Von 1846 bis 1872 war Julius Sponholz der Klosteramtsarzt, 1888 Medizinalrat August Havemann.

### Gesundheitszentrum
In dem denkmalgeschützten niederdeutschen Hallenhaus auf dem Biermannschen Hof wurde nach zweijährigen umfangreichen Sanierungsarbeiten am 19. Oktober 2022 ein neues behindertengerechtes Gesundheitszentrum eingeweiht. Das nach einem Brand 1862 wieder errichtete mit Reet (Schilf) gedeckte Krüppelwalmdach des Dorfschulzen Heinrich Biermann von 1769 hat neben der Giebelinschrift auf dem Dachfirst auch seine mecklenburgischen Pferdeköpfe behalten. Die Allgemeinärztin Dr. Heli Laube wird ihre Praxis aus der Krugscheune in das ehemalige Biermannsche Schulzengehöft verlegen. In den Nebengebäuden werden eine Physiotherapie Praxis und ein Sanitätshaus eröffnet. So entstand für die älter werdenden Bewohner Dobbertins eine medizinische Betreuung in Wohnnähe unweit von dem vor Jahren altersgerecht und barrierefrei errichteten Wohnprojekt Dorf im Dorf.

## Feuerwehr
Die erste bekannte Feuerspritze für das Kloster und das Dorf lieferte 1750 der Kupferschmied Jacob Lanckow aus Güstrow. Die kupferne Spritze sollte für 575 Liter Wasser auf einem Wagen mit vier Rädern aus gutem Eichenholz mit Eisen beschlagen sein. Nach einem Brand 1757 im Kloster bat der Klosterhauptmann Jobst Hinrich von Bülow auf Woserin den Engeren Ausschuss im Landtag zu Rostock um die Anschaffung einer zweiten Spritze. Der Brand war ein großes Unglück im Kloster, doch man habe auch den Nutzen einer Spritze gesehen. Das klostereigene Spritzenhaus befand sich am Dobbertiner See nahe der flachen Einbuchtung am Seeufer zur Wasserentnahme. Erst am 15. April 1814 war wieder von der Dobbertiner Feuerwehr zu hören, denn die Feuerspritze konnte wegen schlecht befahrbaren Weges nach Kleesten zu spät tätigen Beistand zur Hemmung des Feuers leisten. In der Nacht vom 123. zum 24. August 1873 war in Dobbin bei einem schweren Gewitter der Blitz in ein Viehhaus eingeschlagen. Die Dobbertiner Spritze war zum Löschen erschienen und habe trotz des heftigen Gewitters wirksame Hilfe geleistet.
Mit der Einführung einer Gemeindeordnung für die Klosterdörfer auf dem Landtag zu Sternberg am 13. November 1889 fand auch die Feuerlöschordnung landesherrliche Bestätigung.
Am 28. Dezember 1920 kam es zu einem Dachstuhlbrand des Ziegeleibrennofens in der Lüschow. Die Freiwillige Feuerwehr Goldberg und die Dobbertiner Löschmannschaft waren zur Stelle.
Nach Auflösung des Klosteramtes wurde das Feuerlöschwesen im April 1921 der Dorfgemeinde übergeben. Das traf den Dorfschulzen Wilhelm Dunker als Bürgermeister unvorbereitet, denn es gab weder ein Spritzenhaus noch waren die Hand- und Spanndienste der Feuerlöschhilfen geregelt. Die neue Löschordnung des Schweriner Ministerium des Innern akzeptierte der Dobbertiner Gemeindevorstand erst Anfang 1922. Doch am 6. Juli 1921 brannte beim Gastwirt Albrecht das Viehhaus ab, 19 Schafe starben, alle Maschinen und mehrere Fuder Heu wurden vernichtet. Von nun an hatten sich bei Bekanntwerden eines Brandes und beim Ertönen der Sturmglocke oder des Nebelhorns die vorgesehenen Mannschaften auf dem Marktplatz einzufinden. Zur Beförderung der Spritze, des Wasserwagens und der Mannschaften mussten sich alle Pferdebesitzer mit mehr als zwei Pferden bereithalten. Dazu gehörten auch der Mühlenpächter Ortmann, der Fischereipächter Meier und der Gastwirt Albrecht. Der Klosterbauhof, nun als Staatliche Gutsverwaltung, musste mindestens vier Pferde mit Kutschern für weitere Mannschaften bereithalten.
Bei Waldbränden oblag die gesamte Verantwortung dem Oberforstmeister Freiherr von Maltzan von der Staatlichen Forstverwaltung in Dobbertin.

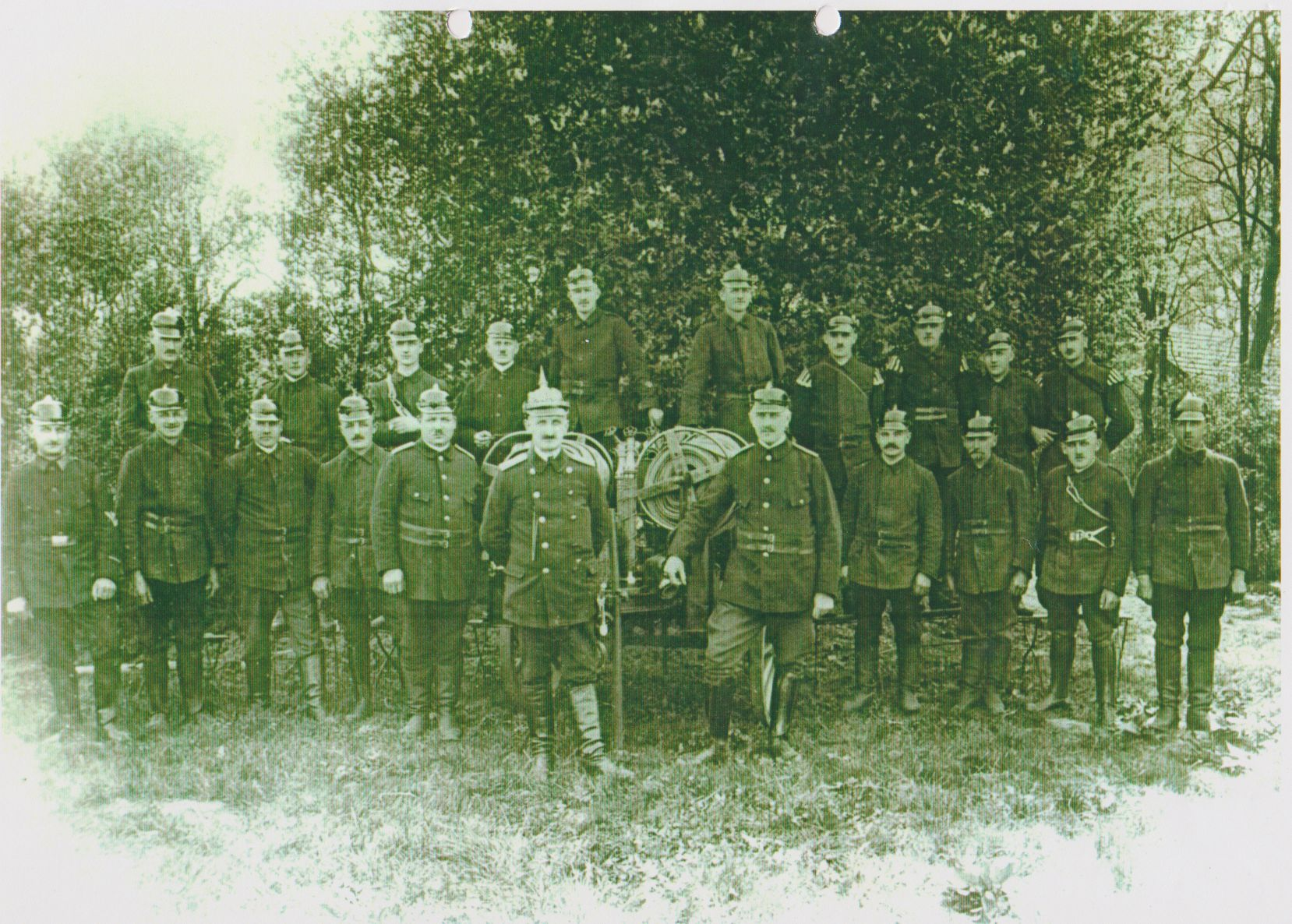
Dobbertiner Feuerwehr mit Motorspritze (1926)

Als Spritzenführer waren damals der Stellmachermeister Maltzan, der Schumachermeister Rath und der Zimmermann Wendt vorgesehen. Rohrführer waren Gaetke und Ahrens. Zur Bedienungsmannschaft gehörten neben den Arbeitern Bening, Fründt, Büschek, Köhn noch der Krankenwärter Wulf und der Postschaffner Wüstenberg. Der zuerst am Löschort eintreffenden Feuerlöschmannschaft wurde damals sogar eine Spritzen-Prämie ausgezahlt. Als am 19. August 1923 gegen 10 Uhr die große Feldscheune am See mit 120 Fuder Heu niederbrannte, wurde erstmals die Freiwillige Feuerwehr Dobbertin genannt. Ab 1925 gab es neue Uniformen mit einer Pickelhaube.
Im April 1925 lieferte der Maurermeister Einkopf den ersten Entwurf für den Neubau eines Spritzenhauses mit einem 11 Meter hohen Turm. Gestritten wurde noch einige Jahre über den geeigneten und zentralen Standort im Dorf. Man verständigte sich auf einen Platz neben Albrechts Gastwirtschaft, wo man anschließend den Durst löschen konnte. Mit dem Bau konnte erst nach Gewährung eines Zuschusses durch das Ministerium für Finanzen 1928 begonnen werden. Die Mauersteine kamen unentgeltlich von der Hellberg-Ziegelei und das Holz lieferte die Staatsforst aus Schwinz. Daher musste die 1925 neu angeschaffte Motorspritze der Firma Gustav Ewald aus Küstrin noch im Stallgebäude des Dorfkrugs untergestellt werden. Zur Einweisung der neuen fast zehntausend Mark teuren Motorspritze kam 1927 der Schweriner Branddirektor Joost höchstpersönlich nach Dobbertin.
Danach gab es einen peinlichen Vorgang, denn die Motorpumpe wurde durch den Dorfschulzen zweckentfremdet eingesetzt. Während einer Dienstreise im Juni 1927 beobachtete der Staatsminister Asch, wie die Motorpumpe zum Auspumpen eines mit Schlamm gefüllten Grabens an der Viehtränke genutzt wurde. Bedient wurde sie durch den Feuerwehrmann Köhn. Da die Motorpumpe aus staatlichen Mitteln angeschafft und für den Feuerschutz bestimmt war, konnte solche Nutzung nicht geduldet werden. Doch die Untersuchungen waren erfolglos.

## Schulen
Schon zu Nonnenzeiten muss es im Dobbertiner Kloster eine Schule Scholae interiores als innere Schule zur Sicherung des Ordensnachwuchses gegeben haben. Hinter den Klostermauern hatte die Schulmeisterin täglich vier Stunden zur Unterweisung der jungen Meidlein zu gebrauchen. In einer Urkunde von 1328 wurde Johannes de Rozstock (Johann von Rostock) als Schullehrer des Propstes Erdwanus von Dobbertyn genannt. Über eine erwähnte Knabenschule des Nonnenklosters als Außenschule ist nichts bekannt.
Nach der Reformation mit der Auflösung des Nonnenklosters wurde Ende 1572 in Dobbertin eine christliche Meidleinschule angerichtet, wo die christliche Unterweisung Priorität besaß. Dazu gab es eine kurz gefasste Schulordnung mit Lehrprogramm und methodischen Unterweisungen. Denn die Klostervorsteher hatten auch in den umliegenden Klosterdörfern für das niedere ländliche Schulwesen zu sorgen. Am 14. Februar 1749 hatte der Klosterhauptmann Jobst Heinrich von Bülow auf Woserin alle Dorfschulzen und die wichtigsten Hauswirte der Klosterdörfer ins Amtshaus nach Dobbertin geladen. Die Jugend des Klosteramtes war seit einiger Zeit sehr in Unordnung geraten, da in einigen Orten wenig oder gar keine Schule gehalten wurde. Wegen der Entfernung und der schlechten Wege oder fehlender Schulmeister schickten die Eltern ihre Kinder nicht zur Schule. Um harte Strafen zu vermeiden, hatten danach die Pastoren die Anweisungen öffentlich von der Kanzel zu verlesen und die Kirchgänger ernstlich zu ermahnen. Die Schulpflicht bestand damals von acht Jahren an bis zum Besuch des Heiligen Abendmahles und dürfte etwa bis zum 14. Lebensjahr gewesen sein. Erst 1768 wurde eine herzogliche Verordnung zur Verbesserung des Schulwesen auf dem Lande erlassen.

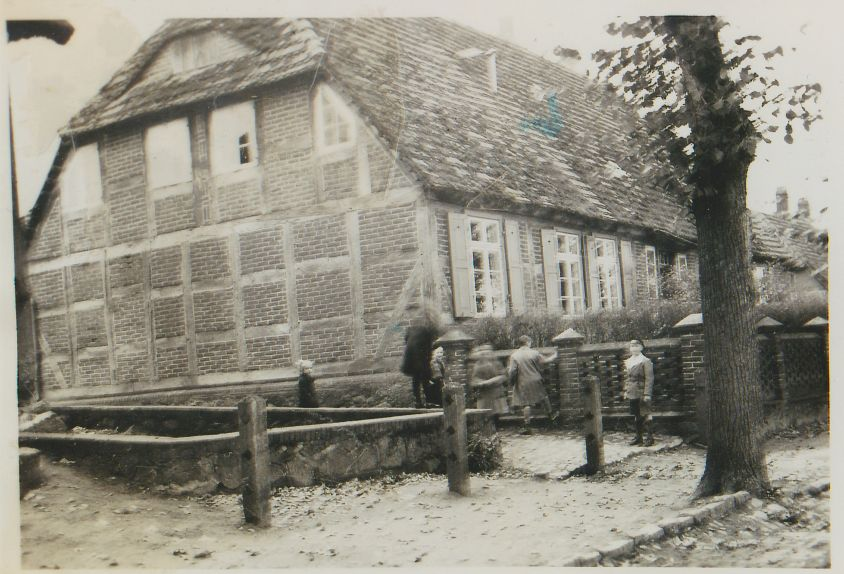
Alte Dorfschule (1925)

1833 erfolgte die Genehmigung zur Anstellung eines zweiten Schullehrers in Dobbertin unter der Bedingung, dass kein neuer Schulbau entsteht. Doch schon 1839 ging es um die Erweiterung und Organisation der Schule sowie die Anstellung eines zweiten Lehrers. Den Klostervorstehern wurde empfohlen, bei der Anstellung eines zweiten Lehrers unter keiner Bedingung die Wahl auf

„ein Individium fallen zu lasen, welches akademische Studien gemacht hat. Die Anstellung eines gelehrten oder vielmehr gelehrt sei wollenden Individiums würde die nachteilige Folge haben, dass der einfache und zweckmäßige Unterrichtsplan verlassen und Gegenstände darin aufgenommen werden mögten, die in Beziehung auf die künftigen Lebensbestimmungen der Schulkinder sie nicht bildend, wohl aber verbilden würden.“

 Die Landtagsversammlung schlug noch vor, den Unterricht auf einfaches Nähen und Stricken auszudehnen.
Erst 1847 erfolgte ein Schulanbau und später wurde auch die Lehrerwohnung durch einen Anbau erweitert.

### Bildungsanstalt für Junglehrer
Eine weitere der wenig bekannten Besonderheiten war die Existenz einer Ausbildungsstätte von Lehrern in Dobbertin für die klostereigenen Dorfschulen. Denn seit Jahren schon war das Fehlen von jungen Landschullehrern in den Schulen der Klosterdörfer ein Problem. 1853 machten die Klostervorsteher auf dem Landtag zu Sternberg als ein dringendes Bedürfnis den Vorschlag, in Dobbertin eine Bildungsanstalt für junge Lehrer zur Ausbildung als Landschullehrer einzurichten, um die nöthigen Lehrer für die Schulen in den klösterlichen Besitzungen zu gewinnen und glauben, daß dasselbe in der Einrichtung einer Bildungsanstalt junger Leute zu Landschullehrern in Dobbertin selbst zu finden sei. 1854 wurde der Vorschlag gebilligt und als besonders motivierte Persönlichkeiten übernahmen mit Statuten und einer erarbeiteten Hausordnung der Klosterprediger Christian Heinrich Mahn und der Dobbertiner Schullehrer Arendt, auch als Organist, die Organisation der Anstalt. In den Statuten war auch vorgesehen, dass die jungen Leute erst nach Ableistung ihrer Militärpflicht in die Bildungsanstalt aufgenommen werden. Sie können dann ungestört ihren Kursus machen und als Schulamts-Kandidat Landschullehrer werden. 1855 machten sechs Zöglinge den Anfang. In den ersten fünf Jahren wurden 18 Zöglinge ausgebildet. 1857 wurde durch den Orgelbauer Ernst Sauer für den Unterricht der Schullehrer sogar eine kleine Orgel gebaut. 1866 besuchten noch neun Zöglinge das Schullehrerseminar, doch 1868 wurde die weitere Ausbildung von Landschullehrern in Dobbertin aus vielerlei Gründen eingestellt.

### Privatschule
Eine schon lange übliche Bildungsform für Kinder der höheren Stände waren die Haus- und Privatlehrer. Ein solcher Fall ist auch aus dem Klosteramt überliefert. Dort war John Brinckman, der niederdeutsche Schriftsteller, zwischen 1844 und 1846 Hauslehrer für die zwei Söhne des damaligen Klosterhauptmannes Baron von Le Fort, bevor er in Goldberg die Leitung einer Privatschule übernahm.
In Dobbertin unterrichtete und leitete seit 1866 die Tochter Caroline Mahn des dortigen Klosterpredigers Christian Heinrich Mahn als Lehrerin mit großem Erfolg die Privatschule für Kinder der Honoratioren im Ort. Es waren in erster Linie die Kinder der klösterlichen Beamten und Angestellten. Es hatte sich um eine regelrechte Schule gehandelt, wie ein Inventarverzeichnis belegt. Neben neun zweisitzigen Schulbänken waren die üblichen Unterrichtsmittel vorhanden. Religionsunterricht erteilte der Pastor, dem die Aufsicht der Schule unterstellt war und der Küsterschullehrer. Ab 1882 erfolgte durch die Klostervorsteher eine Verlängerung des Vertrages von Fräulein Mahn für weitere fünf Jahre mit der Haltung einer Kuh, freie Feuerung, etwas Korn, Gerste und Ackerland für Kartoffeln.
Ab 1913 leitete Fräulein Erna Junge aus Ludwigslust die Privatschule. Sie hatte vor der Großherzoglich Mecklenburgischen Prüfungskommission für Lehrerinnen ihr Examen bestanden und die Befähigung zur Erteilung des Unterrichts in Volks-, Bürger- und höheren Mädchenschulen zuerkannt bekommen.
1916 kündigte der Klosterhauptmann Rittmeister Jürgen von Flotow auf Stuer Fräulein Junge als Leiterin der Privatschule, da sie geheiratet hatte. Zur Beilegung der zwischen ihr und dem Dobbertiner Pastor Karl Weinreben entstandenen Differenzen nach einer nicht durchgeführten Inspektion schaltete sich am 21. Juni 1916 sogar das Großherzogliche Justiz-Ministerium in Schwerin ein. Damals besuchten 11 Mädchen und 4 Knaben die Schule, die zeitweise in Räumen einer Konventualin untergebracht waren.
Ihre Nachfolgerin wurde Marie Dollberg, die Tochter des Pastors Dollberg aus Barkow.
Nach schwerer Krankheit konnte sie ab 1920 ihren Beruf nicht mehr ausüben. Durch die Einrichtung einer mehrklassigen Schule in Dobbertin wurde die Privatschule zum 1. Dezember 1923 ganz aufgelöst und die Lehrmittel der Dorfschule übergeben.

### Schulordnung
Auf den regelmäßigen Schulbesuch war zu achten und wenn nötig auch der Schulzwang durchzusetzen. Aber erst am 13. August 1886 hatten die Klostervorsteher eine exakte Schulordnung mit 36 Paragraphen erlassen. Unter Leitung des damaligen Klosterhauptmanns Landrat Wilhelm von Oertzen auf Lübbersdorf und seiner Provisoren Landrat Josias von Plüskow auf Kowalz bei Tessin und Kammerherr Diedrich von Mecklenburg auf Wieschendorf sollte mit dieser Schulordnung eine Verbesserung des Schulwesen, auch auf dem Lande, erreicht werden. Zur wirksamen Handhabung dieser Schulordnung war ein Schulvorstand eingesetzt, der aus dem Klosterhauptmann, dem Pastor, dem Dorfschulzen und zwei auf vier Jahre bestellten Hausväter bestand. Für spezielle Inspektionen war der Pastor zuständig. Der Unterricht wurde von zwei Lehrern in zwei Stufenklassen durchgeführt. Es wurden Religion, Lesen, Schreiben, Rechnen nebst praktischer Geometrie, deutsche Sprache, Geschichte, Geographie, Naturkunde, Gesang und Zeichnen unterrichtet. Sommer wie Winter wurde von Montag bis Samstag Unterricht erteilt. In den Wintermonaten war aber Mittwoch- und Sonnabendnachmittag frei. Ferien gab es reichlich, so Weihnachten eine Woche, Ostern zwei Wochen, Pfingsten eine Woche, zur Getreideernte vier Wochen und während der Kartoffelernte waren es fünf Wochen. Bei Markttagen in Dobbertin und Goldberg gab es ebenfalls schulfrei. Prüfungstermine wurden der Schuljugend am Sonntag durch den Pastor von der Kanzel herab mitgeteilt und Versetzungen in eine höhere Klasse fanden immer zu Ostern statt. Die Liste der Pflichten in der Schulordnung war lang, doch wichtig war, dass der tägliche Unterricht immer mit einem Gebet und Gesang begann und endete.

### Dorfschule
Nach der Auflösung des Landesklosters mit seinem Klosteramt 1919 kam es auch bei der Regelung der Schulverhältnisse in Dobbertin zu Klagen, die sogar in der Volkszeitung veröffentlicht wurden. Am 13. August 1920 wurde auf einer Dorfversammlung eine Kommission gewählt, die die aufgelisteten Missstände an das zuständige Ministerium in Schwerin weiterleitete. Der Kommission gehörten Köhn, Garling, Hausmann, Schneider, Lepel, Bünger und Meyer an. Zu den Wünschen gehörten: ein zweiter Lehrer, Aufhebung der Privatschule, Instandsetzung der Klassenräume mit neuen Fußböden und Beleuchtung sowie Schulbänke für größere Kinder, gesetzliche Lehr- und Lernmittel mit einem Schrank und ein Turn- und Spielplatz mit den nötigen Geräten.
Am 10. September 1920 erfolgte durch das Klosteramt die Übergabe der Dobbertiner Schule mit allen Geräte und der Ausstattung an die Gemeinde. Am 23. Mai 1922 erfolgte die Übergabe der Shulakten, wie Besetzung der Schulstellen, Diensteinkommen der Lehrer, Schulgeld und Ferien bis zur Reinigung der Shulaborte durch die Klosterverwaltung an die Landdrostei in Lübz. Die Besitzübertragung der Schulgebäude erfolgte erst am 7. Mai 1925.

### Kleinkinderbewahrschule

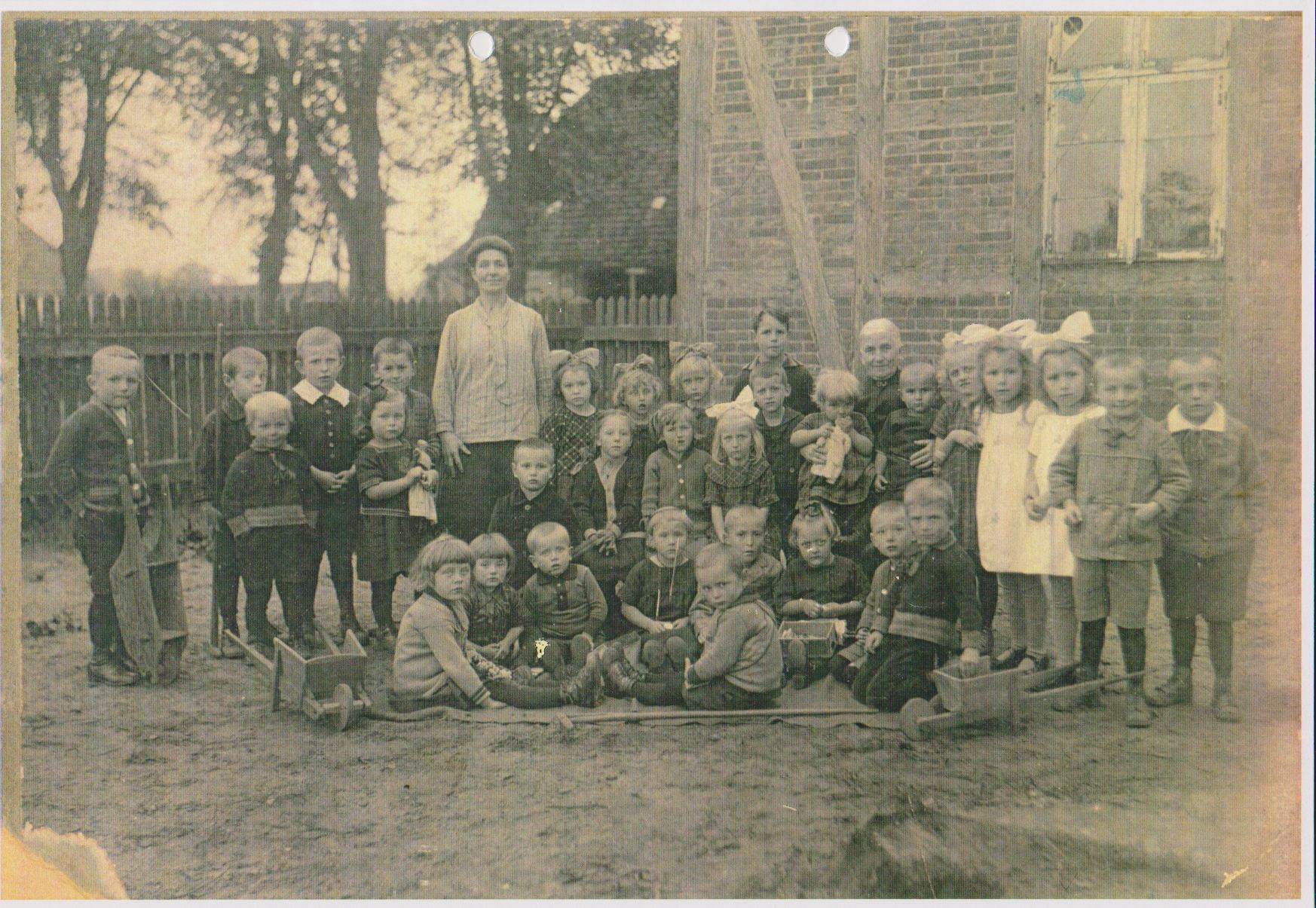
Kleinkinderbewahrschule mit Hanna Weltzien und Tante Retzloff (1925)

1845 wurde nachträglich ein Anbau an die Wohnung des Schneiders Müller für die erst 1844 gegründete Kinderbewahrschule in Dobbertin bewilligt.
1846 erfolgte der Umbau des Hirtenkatens in der Schulstraße 29 zu einer Kleinkinderschule, dem Kindergarten. Der Vorschlag wurde auf dem Landtag zu Malchin sofort genehmigt, da hier der mögliche wohltätige Einfluss der Conventualinnen auf die Dorfkinder vorteilhaft wirksam wurde. Offenbar fand diese Maßnahme auch woanders Interesse, dass es zu einem Besuch zum gedeilichen Fortgang dieses Institutes der eingerichteten Kleinkinderschule in Dobbertin durch die Local-Committe des Landtages kam. Der Klosterhauptmann Baron von Le Fort sollte darüber auch weiter auf den Landtagen berichten.
Zur besseren Ausgestaltung gab es ab 1847 auch durch die Vorsteherin Konventualin Sophie Friederike von Bassewitz jährlich eine finanzielle Unterstützung. Fräulein Wilhelmina von Bredow war dabei eine, auch finanzielle Hilfe. Zwanzig Jahre später war Konventualin Helene von Lützow die Vorsteherin der Kleinkinderschule. Sie bat um Erhöhung der Zuschüsse, weil sich die Lebensmittelpreise und auch die Anzahl der Kinder erhöht hatten. Weil die Kleinkinderschule unverkennbar sehr wohltätig in Dobbertin wirke, konnten die drei- bis siebenjährigen Kinder angemessen beschäftigt und unterrichtet werden. Auf dem Landtag wurde durch das Local-Committe der Zuschuss sogar erhöht, denn man wollte die gute Absicht der Damen des Klosters fördern, welche dem Vernehmen nach selbst Geldopfer für die Erhaltung der Kleinkinderschule bringen. Das bezeugen auch die finanziellen Unterstützungen dieser wohl damals für Mecklenburg seltenen Einrichtungen durch die von Bassewitz-Stiftung mit 3500 Mark, die von Lützow-Stiftung mit 600 Mark, die von Bredow-Stiftung mit 300 Mark und die Stiftung der Großherzogin Auguste mit 150 Mark. 1921 betreute die Konventualin von Heyden die Kleinkinderschule, in der 1923 noch 19 Kinder befanden.

### Gewerbeschule
Seit 1839 befasste sich das Local-Committe auf dem Landtag in Sternberg mit der Erweiterung und Organisation der Schule in Dobbertin. So sollten die recht bescheidenen Unterrichtsziele durch umfangreiche Fertigkeiten, wie beim Handarbeitsunterricht verbessert werden. Der Klosterhauptmann Carl Peter Johann Baron von Le Fort auf Boek dachte mit seinen beiden Provisoren Landrat Hans Dietrich Wilhelm von Blücher auf Suckow bei Teterow und Johann Jacob von Leers auf Schönfeld über eine zweckmäßige Einrichtung einer Spinnschule nach. Dort sollte nicht nur einfaches Nähen und Stricken gelehrt werden. An Arbeiten sollten auch Stopfen, Flicken, Garnzeichnen, Zuschneiden von Hemden und weiblichen Kleidungsstücken erfolgen. Im Sommer und im Winter waren acht Wochenstunden vorgesehen, doch das Local-Committee meinte, vier Stunden seien ausreichend. Lehrerinnen waren für den Unterricht zuständig, doch in der Regel waren es die Lehrerfrauen.
Bis 1893 war neben Dobbertin noch in den vier klösterlichen Dorfschulen Dobbin, Jellen, Nestlin und Mühlenhof der Handarbeitsunterricht eingeführt worden. Die Gewerbeschule bestand noch 1919, ab 1920 wurden sogar Lehrlinge ausgebildet. Nach Auflösung des Klosteramtes gab es bis 1927 zwischen den Schweriner Ministerien für Landwirtschaft und Unterricht immer noch strukturelle Probleme bei der Übertragung der Gewerbeschule an die Gemeinde Dobbertin.

### Deutsche Heimschule
Seit 1941 versuchte das Reichsministerium für Wissenschaft, Erziehung und Volksbildung in Berlin-Spandau die erste Deutsche Heimschule Mecklenburgs für SS-Mädchen im Kloster Dobbertin einzurichten. Da sich die Anlage des Klosters Dobbertin für die Errichtung einer Deutschen Heimschule für SS-Mädchen eigne, könne das Schweriner Ministerium für Landwirtschaft, Domänen und Forsten das Landeskloster zur Verfügung stellen. Die Dienststelle des SS-Obersturmbannführer und Amtschef Heißmeyer beim Reichsführer-SS in Berlin-Grunewald forderte am 24. Januar 1942 den Staatsminister Dr. Friedrich Scharf in Schwerin auf, die erste Klasse schon zum 1. September 1942 anlaufen zu lassen. Doch in den vorgesehenen Schulräumen waren Flüchtlinge und Luftkriegsgeschädigte, darunter Familien von hochrangigen SS-Leuten, einquartiert worden. Sie waren daher keine Mieter. So vom SS-Obersturmbannführer und Ritterkreuzträger Bremer von der Leibstandarte Adolf Hitler, vom Generalleutnant der SS - Panzergrenadier - Division Totenkopf Hermann Prieß aus Marnitz und dem Oberfeldmeister vom Reichsarbeitsdienst Dieter von Wulffen. Auch die Familie vom Ministerialrat A. J. Berndt aus dem Reichspropagandaministerium und ehemaliger Ordonnanzoffizier bei General Erwin Rommel in Nordafrika wurde untergebracht.
Trotz Anweisung des Reichserziehungsministers zur Inanspruchnahme der Damenwohnungen nach dem Reichsleistungsgesetz erfolgte kein Freizug durch die hochrangigen Familien.
Die Schulleiterin Studienrätin Dittmer konnte auch im Dezember 1944 noch nicht mit dem Unterricht im Damenhaus I. beginnen. Am 28. Februar 1945 kam es zu einer Ortsbesichtigung durch den Ministerialrat Dr. Weber von der Abteilung Volksbildung und dem Oberbaurat Dr. Fischer von der Abteilung Hochbau aus den Schweriner Ministerien mit dem Landrat Roschlaub, dem Regierungsbaurat Wehmeyer aus dem Parchimer Landratsamt und dem Bautechniker Frick aus Dobbertin sowie der Studienrätin Dittmer. Hinter den letzten beiden Damenhäusern am Klosterpark sollten nun Baracken aufgestellt werden. Die 20 Blatt Zeichnungen und 34 Blätter Erläuterungen hatte man schon mitgebracht. Das erste, noch im April 1945 am Bahnhof in Goldberg angelieferte Baumaterial kam aber in Dobbertin nicht mehr an.
Ein kaum bekannter Vorgang zur Verhinderung der ersten Deutschen Heimschule in Mecklenburg. Doch interessant ist auch die akkurate Bearbeitung dieses Vorganges im Parchimer Landratsamt noch sieben Monate nach Kriegsende. Am 28. November 1945 wurde der Präsident der Landesverwaltung Mecklenburg-Vorpommern Wilhelm Höcker in Schwerin letztmals über den Stand der Heimschule im Kloster Dobbertin informiert. Die Ermittlungen des Goldberger Bürgermeisters Heinrich Zehbuhr hätten ergeben, dass von dem Schulinventar und den angelieferten Barackenteilen der vorgesehenen Heimschule im Kloster Dobbertin nichts mehr vorhanden war.

### Schullehrer
Zusammenstellung aller bekannten Schullehrer
- 1816 Schullehrer Behrens bekam nach 40 Dienstjahre ein Gnadengehalt.[159]
- 1839–1845 Johann Metelmann, auch Kantor und Organist, 1856 Ausreise nach Amerika.[160]
- 1844–1846 John Brinckman Hauslehrer beim Klosterhauptmann Carl Peter Johann von Le Fort.[161]
- 1853 Lehrer Arendt, als 1. Lehrer auch Küster, Kantor und Organist, 1890 in Pension.
- 1890 Lehrer Giese aus Rostock.
- 1896 Lehrer Techen ging nach Malchin.
- 1897 Schroeder, Manzel.
- 1899 Schulmeister Witt.
- 1901 Wenzel als 2. Lehrer wurde versetzt, dafür kam Popp aus Oldenstorf, z. Z. Seminarist in Lübtheen.[162]
- 1904 Lehrer Popp ging nach Leisten bei Karow, dafür Lehrer, Kantor und Organist Schröder, spielte beim Besuch der der Königin Wilhelmina der Niederlande die Orgel in der Klosterkirche.
- 1920 Lehrer Kumbartzki aus Waren erhielt 2. Stelle.
- 1919 Hugo Karl Martin Bernhard Schmidt war nach 1930 auch Küster, Kantor und Standesbeamter.
- 1945 Frau Bronisch, Fräulein Schild, beide Flüchtlinge.
- 1946–1955 Erich Schmidt aus Ostpreußen, in Ruhestand.

Zusammenstellung aller bekannten Schullehrer seit Kriegsende 1946 bis zur Schulauflösung 2006.
- 1946 Günter Krüger wurde als Neulehrer Schuldirektor, Elke Harndt.
- 1947 Otto Ehlers
- 1948 Hedwig Schwarz, Elli Harndt
- 1950–1954 Fräulein Liesel Maschek
- 1951 Paul-Oskar Seese, Maler
- 1951–1954 Wolfgang Muchow, Josef Schwarz
- 1952 Martin Beyer
- 1953 Horst Lüssow
- 1954 Frau Schweitzer, Fräulein Richter
- 1955 Edith Ziemer, Reinhard Schmidt, Werner Langschwager
- 1957 Renate Kluge, Kurt Kluge
- 1962 Brigitte Herrmann
- 1963 Siegfried Dubois, Karin Dubois, Konrad Bachmann, Hanna Koppelow, Hans-Joachim Klamt, Peter Gansel,
- 1964 Veronika Bünger, Ursula Klebow
- 1967 Bärbel Krüger, Arndt Nitsche
- 1968 Christel Moth, Uli Klatt
- 1969 Karin Brose
- 1972 Marianne Fischer, Marianne Kleditsch
- 1973 Gitta Titze, Jürgen Reimer
- 1977 Helga Bonk, auch Hortnerin
- 1979, 1996–1998 Angela Roloff, Schulleiterin
- 1979, 2005–2006 Christian Roloff, Schulleiter
- 1980 Gunda Behrendt
- 1981, 1999–2005 Peter Behrendt, Schulleiter, Sybille Egg
- 1984 Gerhard Gramm
- 1985 Corinna Baltzer, Anke Maaß
- 1986 Kerstin Springer, Angelika Arndt–Scholz
- 1988 Silke Koschak, Britta Sprengel, Franka Waburg
- 1989 Margit Kammin
- 1990 Karin Mußfeldt
- 1998 Sybille Binke, Hans–Georg Heinrich, Rainer Egg, Harold Lampe
- 1999 Harald Jacob
- 2000 Ramona Hasse, Dieter Hammann

Nach der Schulzusammenlegung der Oberstufe mit Mestlin
- 2001 Carola Beyer, Renate Wenig, Sabine Kowalschuk, Hans–Joachim Wenig, Edmund Künnecke, Ingrid Seidel, Uwe Schultze, Renate Frank
- 2004 Klaus Köhler

### Grundschule bis zur Auflösung

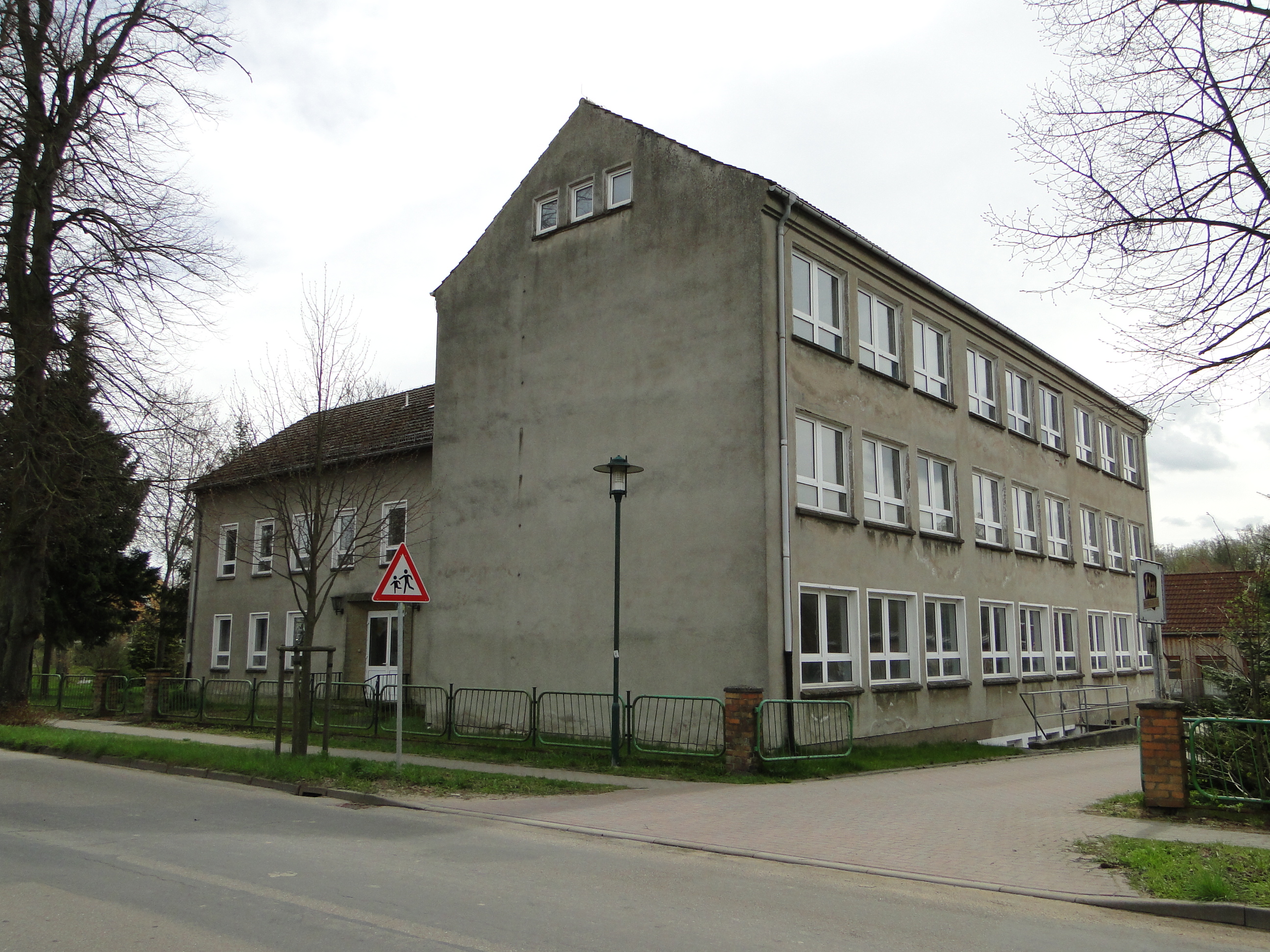
Seit 2006 leerstehende Schule

Der Schulunterricht in Dobbertin begann im Dezember 1945 wieder als zweiklassige und 1946 als vierklassige Grundschule in der alten Schule. Diese wurde am 31. März 1949 geschlossen.
Das 1877 errichtete Krankenhaus wurde nach dem Kriege bis 1947 zur Schule umgebaut und ab 1. April 1948 begann dort der achtklassige Schulunterricht. Im Gebäude waren neben den vier Unterrichtsräumen noch das Gemeindebüro, die Raiffeisenkasse und die Schulküche untergebracht. 1948 unterrichteten fünf Lehrer 179 Schüler, 1951 stieg die Schülerzahl auf 231. 1955 wurde ein Schulhort eingerichtet und ab 1960 die Tagesschule eröffnet. 1963 unterrichteten 11 Lehrer und 7 Hortner insgesamt 202 Schüler. Die Klassenstärke war damals zwischen 25 und 35 Schülern. In der Schule gab es acht Klassenräume, ein Fachraum und ein Werkraum, zwei Ruheräume, ein Lehrerzimmer mit Bibliothek. ein Lehrmittelraum und ein Büro.
Nach dem Schulanbau 1971 wurde Dobbertin eine zehnklassige Polytechnische Oberschule (POS). Am 7. Juli 2006 wurde die Schule geschlossen und steht leer.

## Altes Postamt
Um 1740 hatte das Klosteramt neben der zweimal wöchentlich kurierenden Fahrpost noch einen eigenen berittenen Boten zur schnelleren Beförderung der Briefe zwischen Dobbertin und Güstrow laufen. Erst nach Einführung des Postzwangs in Mecklenburg-Schwerin wurde auch dem Klosteramt die Unterhaltung des eigenen Postverkehrs untersagt und die Annahme der Klosterbriefe in Güstrow verweigert. Durch die Kaiserliche Oberpostdirektion in Schwerin konnte in Dobbertin ein Postamt II. Klasse eingerichtet werden. Ab 1885 war es nur noch ein Postamt III. Klasse. Das Klosteramt ließ 1852 durch den Wismarer Privatbaumeister Heinrich Thormann ein dekorativ verziertes Backsteingebäude für die Prediger-Witwe und den Postmeister der kaiserlichen Postverwaltung bauen. 1872 kam die Telegrafenstation hinzu. 1923 war Dobbertin Postagentur VI. der Reichspostverwaltung, der späteren Deutschen Reichspost. Die wichtigsten Postbeamten waren:
Postmeister, Postsekretär, Landbriefträger
- 1790 Post-Expediteur Rathschlag.
- 1820 Postmeister Wilhelm Otto Struwe, vorher Forst-Inspektor im Klosteramt.
- 1828 Post-Expediteur Carl von Amsberg, vorher Forst-Inspektot im Klosteramt, sein Sohn Julius von Amsberg war bis 1904 Mecklenburgischer Minister für auswärtige Angelegenheiten
- 1845 Postmeister Carl Johann Wiese, war ab 1879 auch Notar im Klosteramt.
- 1876 Post Gehilfe Hermann Arendt, Landbriefträger Joachim Kröger.
- 1884 Postverwalter Bernhard Stehlmann bis 1919, ab 1905 Postsekretär, 1915 das Verdienstkreuz in Silber verliehen, war Heimatforscher, Naturschützer und Komponist. Er spielte Klavier bei den Klosterdamen.
- 1899 Landbriefträger Johann Gildemeister und zwei Postboten.
- 1902 Post-Schaffner Johann Wüstenberg.
- 1918 Landbriefträger Paul Wüstenberg und Post-Schaffner Friedrich Landt.
- 1923 Postagent Hermann Ernst.
- 1944 Postvorsteher Gustav Wilhelm Goltz.

1998 wurde das Postamt in Dobbertin geschlossen.

## Klosterforstamt
Die ersten Forsthöfe im Kerngebiet um Dobbertin wurden durch den Klosterhauptmann Jobst Heinrich von Bülow auf Woserin 1729 in Kläden und 1750 in Schwinz errichtet. Sie waren ein bedeutender Wirtschaftsfaktor im Klosteramt. Der Aufbau und die Organisation der Forstverwaltung erfolgte 1830 durch den Klosterhauptmann von Oertzen auf Leppin mit einem eigenen Forsthof und mit Forstinspektor, Forstmeister und Oberförster in Dobbertin. Schon 1816 wurde das Holzmagazin als Klosteramtsscheune, 1820 das Forstinspektorenhaus und 1820 das Samenhaus durch die Handwerker des Klosterbauhofes errichtet. Zum Klosterforstamt gehörten die Forsthöfe in Kläden und Schwinz mit Revierförstern, Holzwärtern, Stationsjägern und den Forst- und Waldarbeitern. Weitere Forstreviere befanden sich in Bossow, Jellen, Kleesten, Rum Kogel, Lähnwitz, Klein Uphal, Sehlstorf, Mestlin, Darze sowie Diemitz, Lärz und Schwarzer Hof in der Sandpropstei. Ab 1920 wurde das Klosterforstamt als Mecklenburg-Schwerinsches Forstamt Dobbertin dem Mecklenburg-Schwerinschen Ministerium für Landwirtschaft, Domänen und Forsten unterstellt. 1952 erfolgte der Umbau der Forstgebäude zu einem Lehrlingswohnheim, wo von 1953 bis 1969 etwa 300 Forstlehrlinge ausgebildet wurden. Die Oberförsterei wurde von Dobbertin nach Sandhof, dem seit 1918 zum Forstamt Dobbertin gehörigen ehemaligen Großherzoglichen Revier, verlegt. Ab 1961 gab es in den Forstrevieren Schwinz, Jellen und Bossow durch Flächeninanspruchnahme durch die NVA und die Staatsjagd einschneidende Veränderungen mit einem eigenen NVA-Revier.
Die wichtigsten Forstbeamten waren:
Forstamtsleiter, Oberförster, Forstinspektor, Amtsjäger
- 1813 Forstinspektor Wilhelm Otto Struwe.
- 1845 Forstinspektor Adolph Levin, war vorher Postmeister, wurde wegen Ungehorsam abgelöst.
- 1830 Forstinspektor Carl von Amsberg, sein in Dobbertin geborener Sohn war Jurist und mecklenburgischer Minister für auswärtige Angelegenheiten.
- 1849 Forstinspektor Julius Garthe. Amtsjäger Wendland.
- 1862 Amtsjäger Kaphengst.
- 1865 Forstinspektor Theodor Garthe, Sohn von Julius Garthe.
- 1883 Amtsjäger Zehbur.
- 1893 Amtsjäger Carl Buckow.
- 1897 Amtsjäger Friedrich Peter.
- 1903 Forstassessor Karl Regenstein.
- 1904 Forstinspektor Karl Holstein, erhielt 1912 die Königlich Preußische Landwehrdienstauszeichnung 2. Klasse.
- 1918 Forstinspektor, Oberforstmeister Friedrich von Maltzahn, Freiherr zu Wartenberg und Penzlin. Amtsjäger Paul Linshöft.
- 1928 Forstmeister Karl Heinrich Beese, ab 1933 Oberforstmeister.
- 1943 Forstassessor Günter Bohm, kommissarisch, danach Forstmeister Busch.
- 1945 Forstmeister Heinrich, ging nach Westdeutschland.
- 1950 Oberförster Hans Spillert, wurde versetzt.
- 1951 Oberförster Hensel, 1952 verstorben.
- 1953 Oberförster Walter Götz, kommissarisch.
- 1956 Oberförster Wolfgang Gutsche

## Politik

### Dorfschulzen und Bürgermeister
Der Schulze, später Orts- bzw. Gemeindevorsteher und Bürgermeister genannt, hatte die wichtigste staatliche Funktion im Dorf inne. Bis 1918 wurde er nicht gewählt, sondern vom Klosterhauptmann eingesetzt, welchem er auch direkt unterstand.
- erwähnt 1593 Heinrich Hane[166]
- erwähnt 1672 Johannes Duncker, war auch Organist[167] und nahm an Dobbertiner Hexenprozessen teil.
- erwähnt 1708 Dorfschulze Eickelberg.
- 1737–1761 Johann Heinrich Gätcke (Gätthens)[168]
- 1791 verstarb Carl Friedrich Gätcke, war auch Kirchenvorsteher.[169]
- erwähnt 1746 Schopfer.
- erwähnt 1819 Carl Gätcke.[170]
- erwähnt Dobbertin.[171]
- erwähnt 1850 Kutzel
- 1864–1886 Heinrich Christoph Wilhelm Theodor Biermann[165]
- erwähnt 1873 Friedrich Pleßmann als Dobbertiner Pastor Stellvertreter des Dorfschulzen.[165]
- 1886–1911 Ludwig Ernst Karl Friedrich Fründt.
- 1911–1928 Wilhelm Duncker, Hauswirt, ab 14. Oktober 1911, sollte 1920 seines Schulzenamtes wegen Trunkenheit mit dem Dorfpolizisten enthoben werden.[172][173]
- erwähnt 1928 Tischler Wilhelm Roloff und Schöffe Quittenstaedt
- 1931–1932 Gäthke

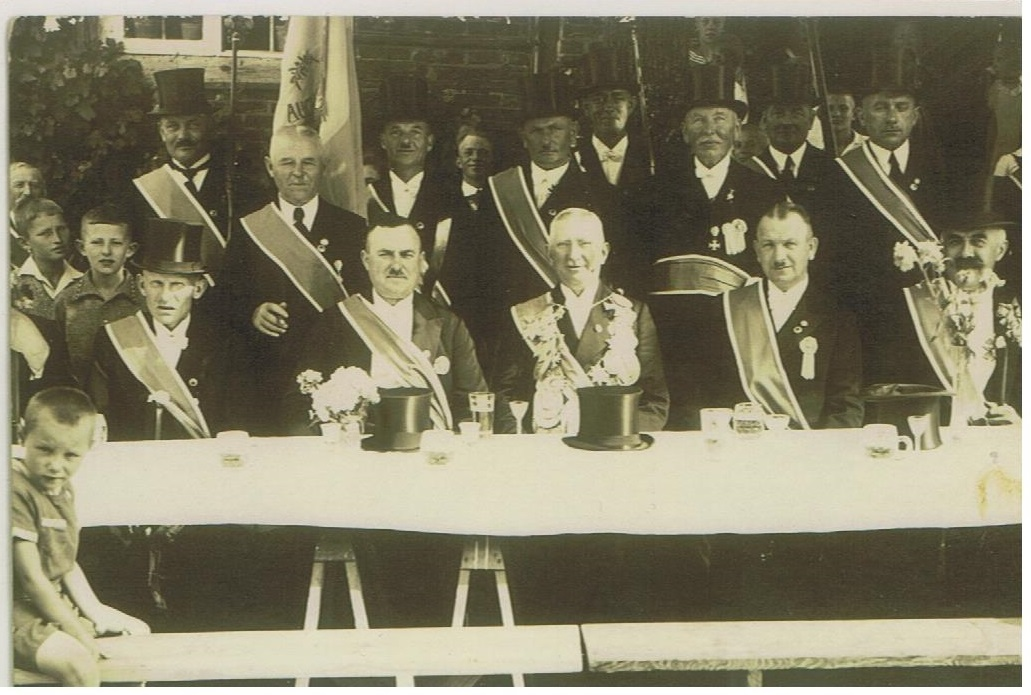
Mitte sitzend mit Schützenkette Bürgermeister Ernst Biermann, links der Junge hinter dem sitzenden Schmiedemeister Hausmann mit Zylinder Sohn Ernst Biermann, zweiter von rechts sitzend Schneidermeister Carl Boy (1935)

- 1932–1945 Ernst Ludwig Friedrich Heinrich Biermann, Bauer und Hofbesitzer. Statthalter war bis April 1945 Fritz Ortmann.
- 1945–1946 Wilhelm Welk, Inspektor, wurde am 1. Juni 1945 durch sowjetische Administration als Bürgermeister eingesetzt und am 28. Februar 1946 abgelöst.
- 1946–1947 Tischler Wilhelm Heinrich Friedrich Franz Roloff war wegen Krankheit (Tbc) am 15. Juli 1947 ausgeschieden.
- 1947–1948 Wilhelm Wendhausen, Rentner, wurde abgelöst.
- 1947–1950 Anton Bruski, Arbeiter und Neusiedler, am 24. Juli 1947 kooptiert, verließ am 4. Juni 1950 die DDR.
- 1950–1951 Arthur Lemke, Arbeiter wurde im April 1951 abgelöst.
- 1951–1952 Walter Rogge, Bauer wurde am 30. Juni 1952 abgelöst
- 1952–1952 Karl Foitzik, Landwirt wurde nach vier Monaten abgelöst.
- 1953–1954 Karl Becker, Arbeiter wurde am 25. April 1954 abgelöst.
- 1954–1956 Emil Koitsch, Arbeiter wurde wegen Krankheit am 17. September 1956 abgelöst.
- 1956–1957 Rosemarie Koch wurde am 1. Juni 1957 versetzt.
- 1961–1965 Hans Barwandt war als Arbeiter bis Februar 1965 Bürgermeister.
- 1965–1983 Erich Wendhausen war als LPG-Vorsitzender seit 9. August 1963 Stellvertreter des Bürgermeisters und  bis zum 17. März 1983 fast 20 Jahre im Amt.
- 1983–1986 Christel Katwarth.
- 1987–1989 Michael Hallbauer, verzogen, unbekannt.
- 1990–1994 Ulrich Klatt, Lehrer.
- 1994–1998 Hans Kanert, zuvor 2. Geschäftsführer Agrargenossenschaft, 1998 verstorben.
- 1999–2011 Horst Tober, Lehrer, als Rentner 12 Jahre Bürgermeister.
- 2011 aktuell Dirk Mittelstädt, Angestellter.[174]

### Wappen
| Wappen von Dobbertin | Blasonierung: „Gespalten durch einen Wellenschnitt; vorn in Blau eine linksgewendete, hersehende goldene Eule auf einer goldenen Pflugschar sitzend; hinten in Gold ein aus dem Unterrand hervorkommender, doppelhelmiger roter Kirchturm mit spitzbogigem offenen Tor und je zwei spitzbogigen betagleuchteten Fenstern und Schallöffnungen sowie einem schwarzen Kreuz auf jeder Helmspitze.“ |
| Wappen von Dobbertin | Wappenbegründung: In dem Wappen soll mit der wellenförmigen Spaltung auf die Lage der Gemeinde am Dobbertiner See hingedeutet werden. Während die Eule als das allgemein verwendete Symbol für den Naturschutz auf den Naturpark Nossentiner/Schwinzer Heide verweist, steht die Pflugschar für die Landwirtschaft als der in Geschichte und Gegenwart wichtigste Erwerbszweig der Einwohner. Mit dem stilisierten Kirchturm soll das für die Geschichte des Ortes und seiner Umgebung bedeutsame Kloster versinnbildlicht werden. Das Wappen und die Flagge wurde von dem Weimarer Heraldiker Michael Zapfe gestaltet. Es wurde zusammen mit der Flagge am 10. Juni 2002 durch das Ministerium des Innern genehmigt und unter der Nr. 262 der Wappenrolle des Landes Mecklenburg-Vorpommern registriert. |

### Flagge

Flagge der Gemeinde Dobbertin

Die Flagge ist gleichmäßig und quer zur Längsachse des Flaggentuchs von Gelb und Blau gestreift. In der Mitte des Flaggentuchs liegt, auf jeweils ein Drittel der Länge des gelben und des blauen Streifens übergreifend und elf Achtzehntel der Höhe des Flaggentuchs einnehmend, das Gemeindewappen. Die Länge des Flaggentuchs verhält sich zur Höhe wie 5:3.

### Dienstsiegel
Das Dienstsiegel zeigt das Gemeindewappen mit der Umschrift „GEMEINDE DOBBERTIN“.

## Sehenswürdigkeiten

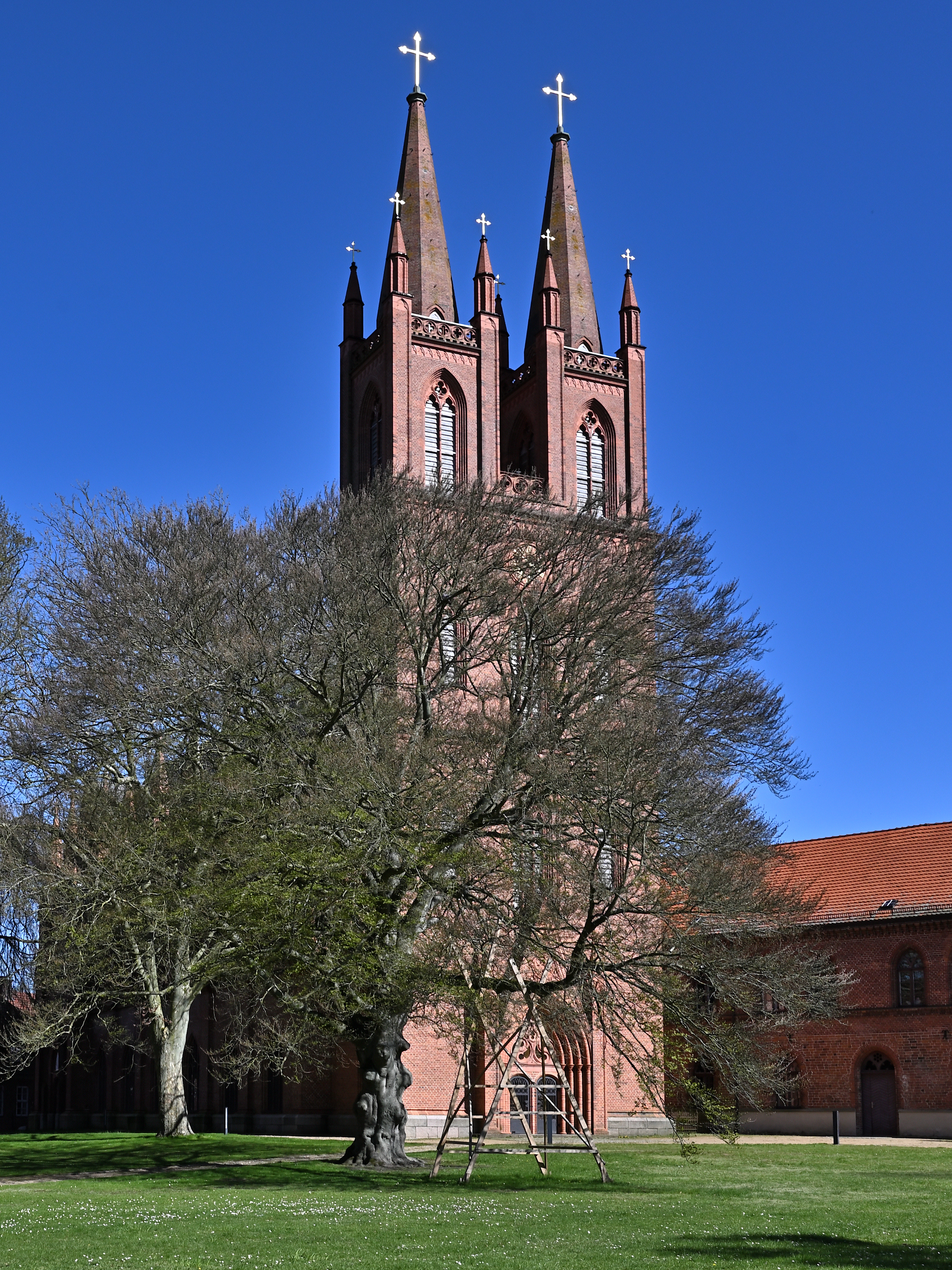
Klosterkirche Dobbertin

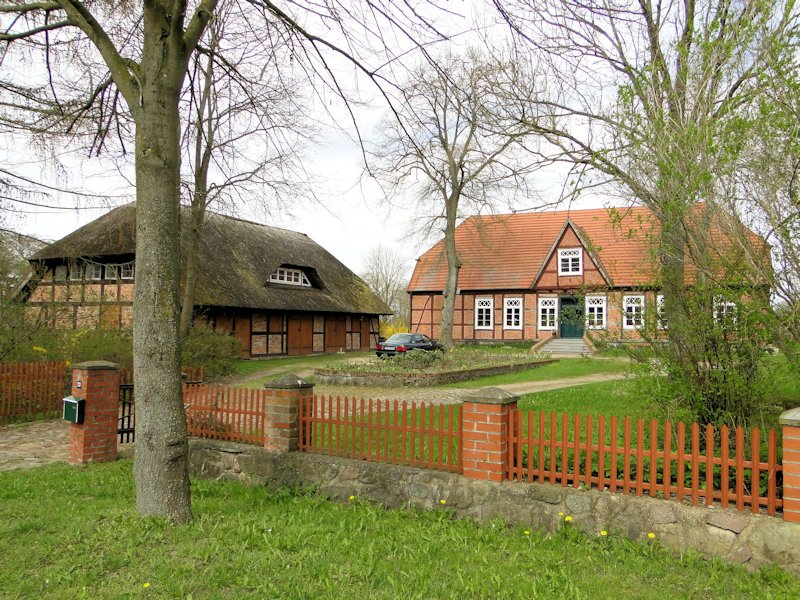
Pfarrhaus mit Scheune (2013)

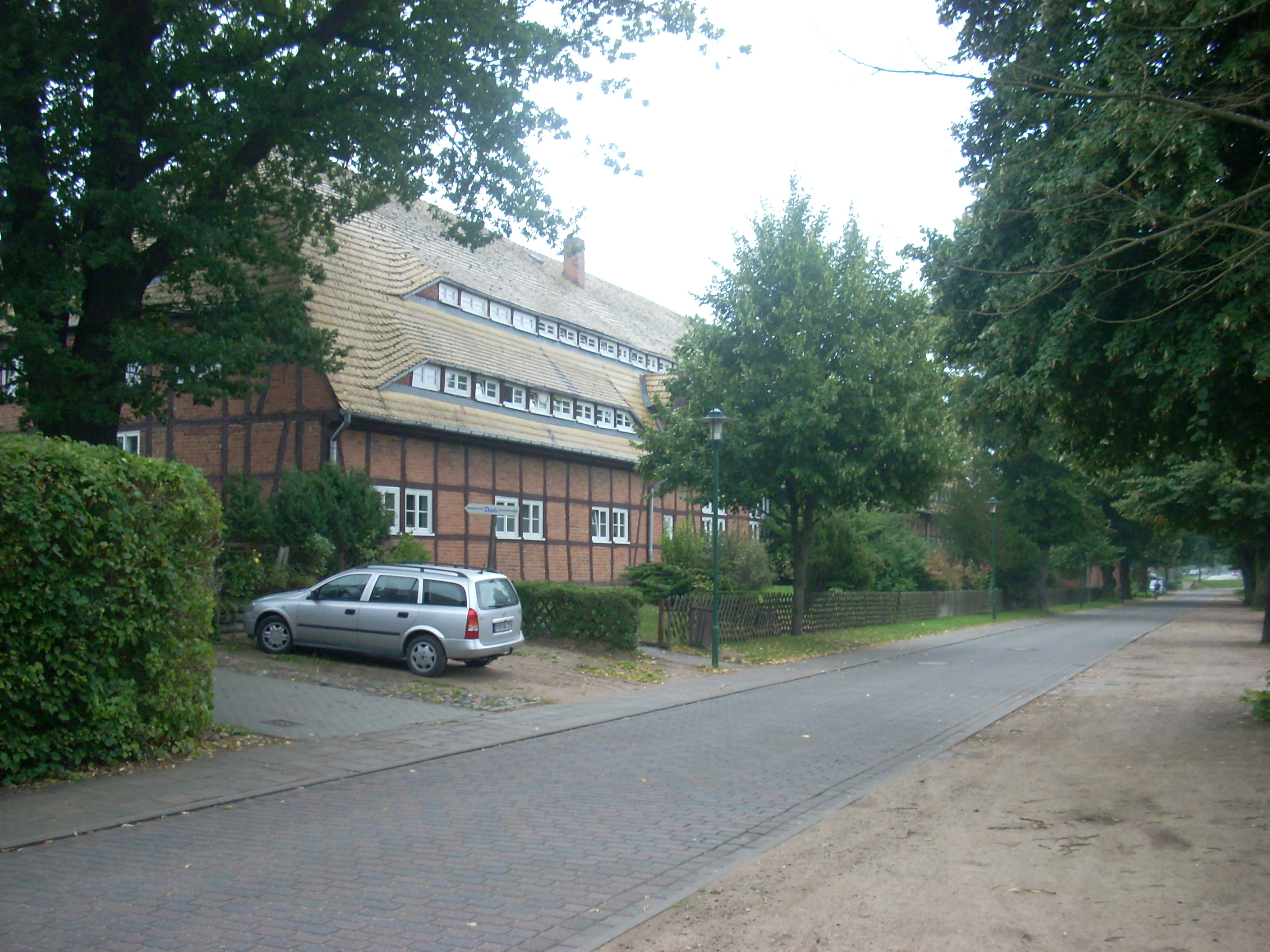
Ehemalige Klosteramtsscheune (2008)

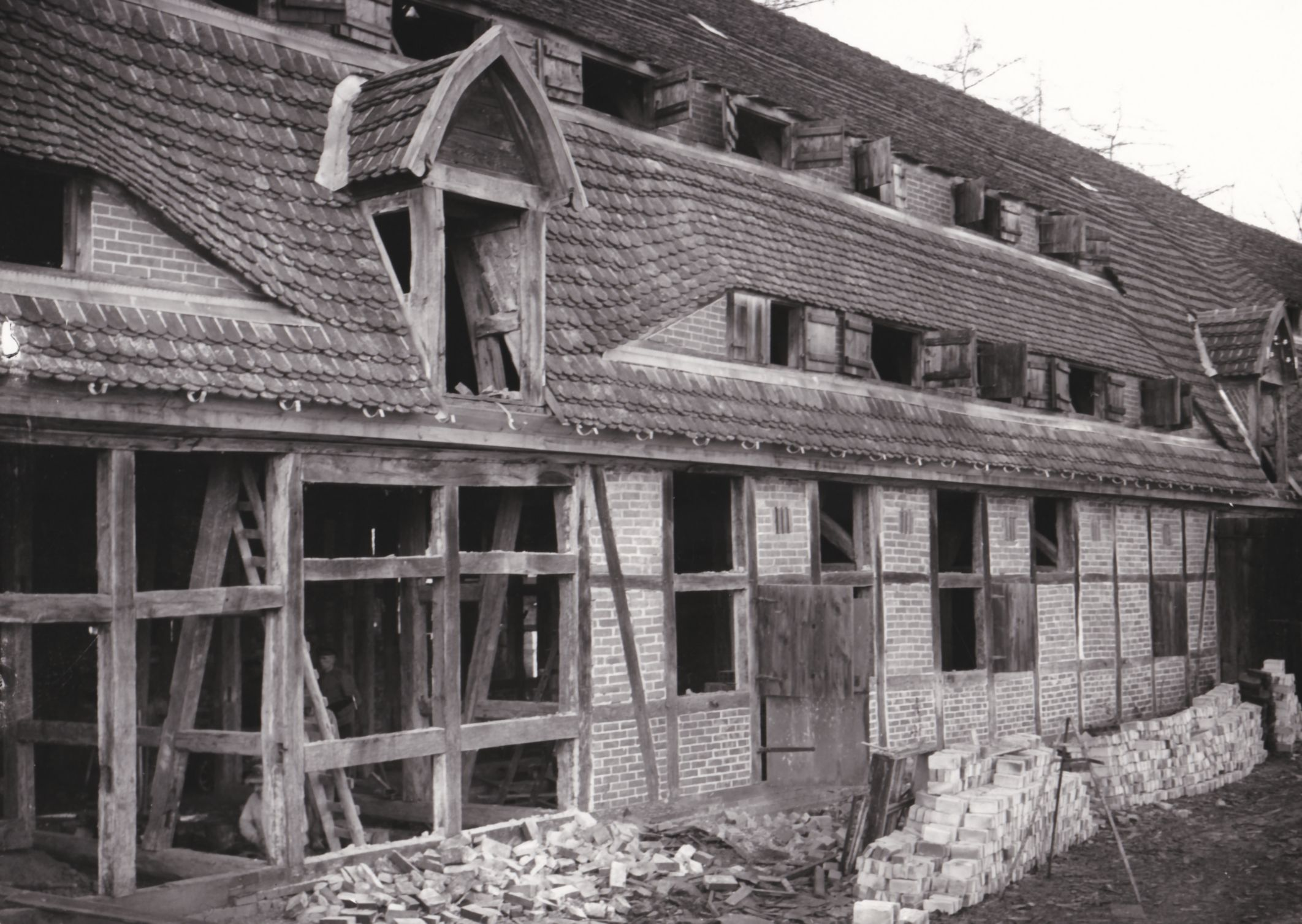
Umbau Klosteramtsscheune (1938)

- Das denkmalgeschützte Kloster Dobbertin liegt auf einer Halbinsel am Dobbertiner See. Derzeit befindet sich hier die Diakoniewerk Kloster Dobbertin gGmbH mit ihren Bereichen Behindertenhilfe, Psychosoziale Hilfe sowie der Bildung mit der Schule zur individuellen Lebensbewältigung und der Förderung mit den Dobbertiner Werkstätten.
- Der 17,6 ha große Klosterpark im Groth Werder und Lütt Werder ist noch mit sehenswerten Baumbestand und Gehölzen ausgestattet. Die Parkgestaltung erfolgte 1840 im Auftrage des Klosterhauptmanns Carl Peter Johann Baron von Le Fort durch den Hofgärtner Carl Schweer aus Ludwigslust mit mehreren Eingängen, drei Hauptwegen, fünf Brücken und Wassergräben und einem schilfgedeckten Pavillon. Der Park trennt halbkreisförmig das Kloster vom Dorf.[177]
- Das Gemeindegebiet befindet sich im Naturpark Nossentiner/Schwinzer Heide. Am Nordrand der Gemeinde beginnt der Naturpark Sternberger Seenland.
- Das Niedermoorgebiet Dobbiner Plage mit Paradieskoppel ist ein trockengelegter See, welcher heute als Weide genutzt wird.[178]
- Das Pfarrhaus wurde 1753 als eingeschossige Fachwerkgebäude mit Krüppelwalmdach und Rohrdeckung durch das Klosteramt als Predigerhaus begonnen und 1756 vollendet.[179] Zum Pfarrhof kamen nach 1757 noch der Viehstall, eine Scheune und etwas abseits an dem Bach Mildenitz gelegen, das Backhaus hinzu.[180]  1858 mehrfach durchbaut wird das Pfarrhaus nach aufwändigen Sanierungsarbeiten seit 2001 wieder genutzt.
- Das 1877 durch den Klosterbauhof errichtete zweigeschossige Krankenhaus mit 16 Betten wurde nach Auflösung des Klosteramtes 1924 der Gemeinde übertragen.[181] Nach der Auflösung 1947 erfolgte der Umbau zur Schule, die 2006 geschlossen wurde.
- Das gegenüber dem Pfarrhaus stehende 1757 als Organistenhaus erbaute eingeschossigen Fachwerkgebäude mit Krüppelwalmdach wurde ab 1804 durch den Actuarius und den Gerichtsschreiber des Klosteramtes bewohnt. Ab 1830 zur Dorfschule mit Lehrerwohnung umgebaut, wurde es 1868 durch einen Um- und Anbau vergrößert.
- In dem 1804 durch das Klosteramt erbauten und 1846 erweiterten Hirtenkaten in des Schulstraße 29 befand sich danach bis 1957 die Kleinkinderschule, der ehemalige Kindergarten. Die Leitung und finanzielle Unterstützung hatten die adligen Klosterdamen mit der von Bassewitz-, von Lützow- und von Bredow-Stiftung.
- Die Klosteramtsscheune, auch Lindenhaus genannt, wurde 1816 durch den Klosterbauhof in solider Handwerksarbeit als Holzmagazin in einem vierstöckigen Fachwerkbau mit großem Stapelboden unter dem einzigen Dobbertiner Bohlenbinderdach mit liegenden Dachgauben errichtet. Die ursprüngliche Bestimmung des Gebäudes war die Lagerung und Trocknung des klösterlichen Bauholzes. Als Lagerhaus wurde es bis ins Jahr 1936 genutzt.[182] Danach wurde es 1938 massiv umgebaut und als Jugendherberge, Lehrerbildungsinstitut, HJ-Gebietsführerschule und Wehrertüchtigungslager genutzt.[182] Nach dem Zweiten Weltkrieg wurde es Unterkunft für etwa zweihundert Flüchtlinge und Aussiedler. Von 1948 bis 1950 wurde es als Agitatorenschule und ab 1952 bis 1989 als Pionierleiterschule und auch als Weiterbildungsstätte für Unterstufenlehrer genutzt. Nach der politischen Wende wurde das Gebäude bis 1998 als Altersheim und ab 2000 wurde es als Wohnheim für das Diakoniewerk Kloster Dobbertin gGmbH genutzt.[183] Seit 2016 steht das Gebäude leer.
- Das Postamt wurde 1852 nach Entwürfen des Privatarchitekten Heinrich Thormann[184] aus Wismar, der von 1854 bis 1857 die innere Restauration der Dobbertiner Klosterkirche leitete, als eingeschossiges dekorativ verziertes Backsteingebäude mit Wohnungen für die Predigerwitwe und für den Kaiserlichen Postmeister nebst Postlokal errichtet. Nach 1897 wohnten hier noch die vier Landbriefträger der Kaiserlichen Postverwaltung. 1998 wurde die Post geschlossen und nach der 2011 denkmalgerecht erfolgten Sanierung wird es nun als Wohnung genutzt.[185]

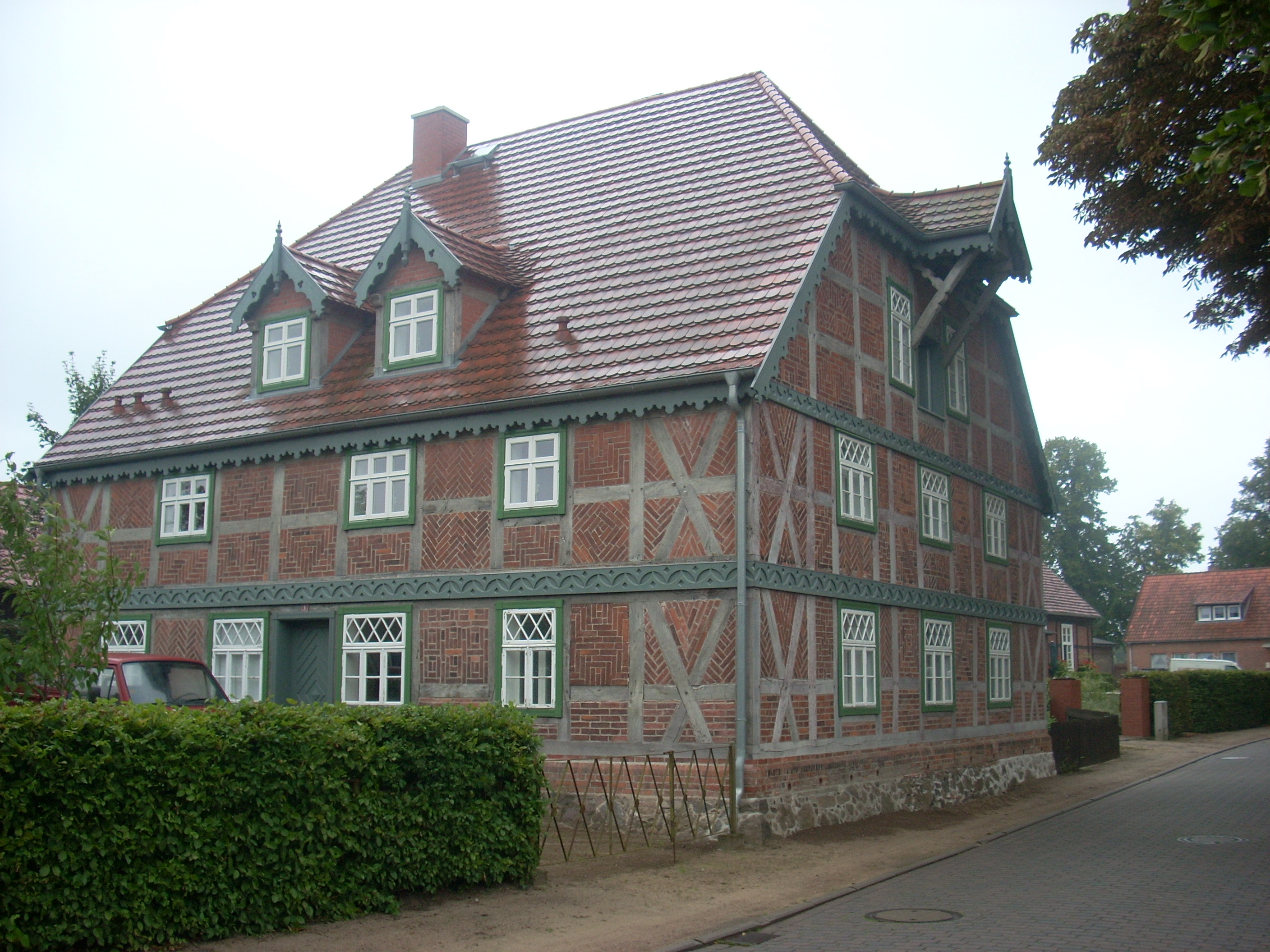
Samenhaus des ehemaligen Klosterforstamtes (2008)

- Das neue Samenhaus zur Auslegung und Trocknung von Tannenzapfen als Saatgut wurde 1825 durch den Klosterbauhof für das klostereigene Forstamt als zweigeschossiges Fachwerkgebäude mit Krüppelwalmdach und Biberschwanzdeckung und einem bemerkenswerten Schaugiebel in solider Handwerksarbeit begonnen. Dazu gehören auch die ehemalige Aufzugsanlage unter dem hervorragenden Dachaufbau, die profilierten Kopfbänder, Wind- und Traufbretter, die umlaufenden Holzverzierungen und die verschiedenartig gestalteten Ziegelornamente in den Gefachen des Giebels zur Lindenstraße. Die Symbolik der Ornamente hatte einst auch auf dem Lande magische Bedeutung, so waren die häufigsten Glücksbringer die Mühle, der Lebensbaum oder die Raute. Um das Haus vor Blitzschlag zu schützen, wurden noch der Gewitterquast, auch als Feuerbesen bezeichnet, in das Gefach eingemauert.[186] Ab 2001 nach aufwendiger denkmalgerechter Sanierung und Restaurierung wird es ab 2007 als Wohnung genutzt.
- Die restaurierten Krugscheune befindet sich hinter der Gaststätte Zwei Linden. Dieses mit Rohr (Schilf) eingedeckte Gebäude wurde 1825 als Gastpferdestall mit Kornboden für das neue massive Wirtshaus errichtet. 1996 erfolgte die denkmalgerechte Sanierung zur Nutzung als Gemeindezentrum.[81][187]
- Das heutige Kruggehöft mit Krüppelwalmdach wurde 1819 wegen Hinhänglichkeit der Klosterkasse noch ausgesetzt. Nachdem der alte Dorfkrug von 1790 abgängig war und sich 1823 durch den Sturm der große Stall verschoben hatte, wurde 1825 durch das Klosteramt am Marktplatz das neue Wirtshaus für Reisende gebaut. Neben dem Anbau gab es auf dem Kruggehöft noch ein Viehhaus, ein Schweinestall, die Scheune, die Brennerei und den Pferdestall sowie mehrere Kutschen. Heute wird der Dorfkrug als Gaststätte Zwei Linden geführt.[188]

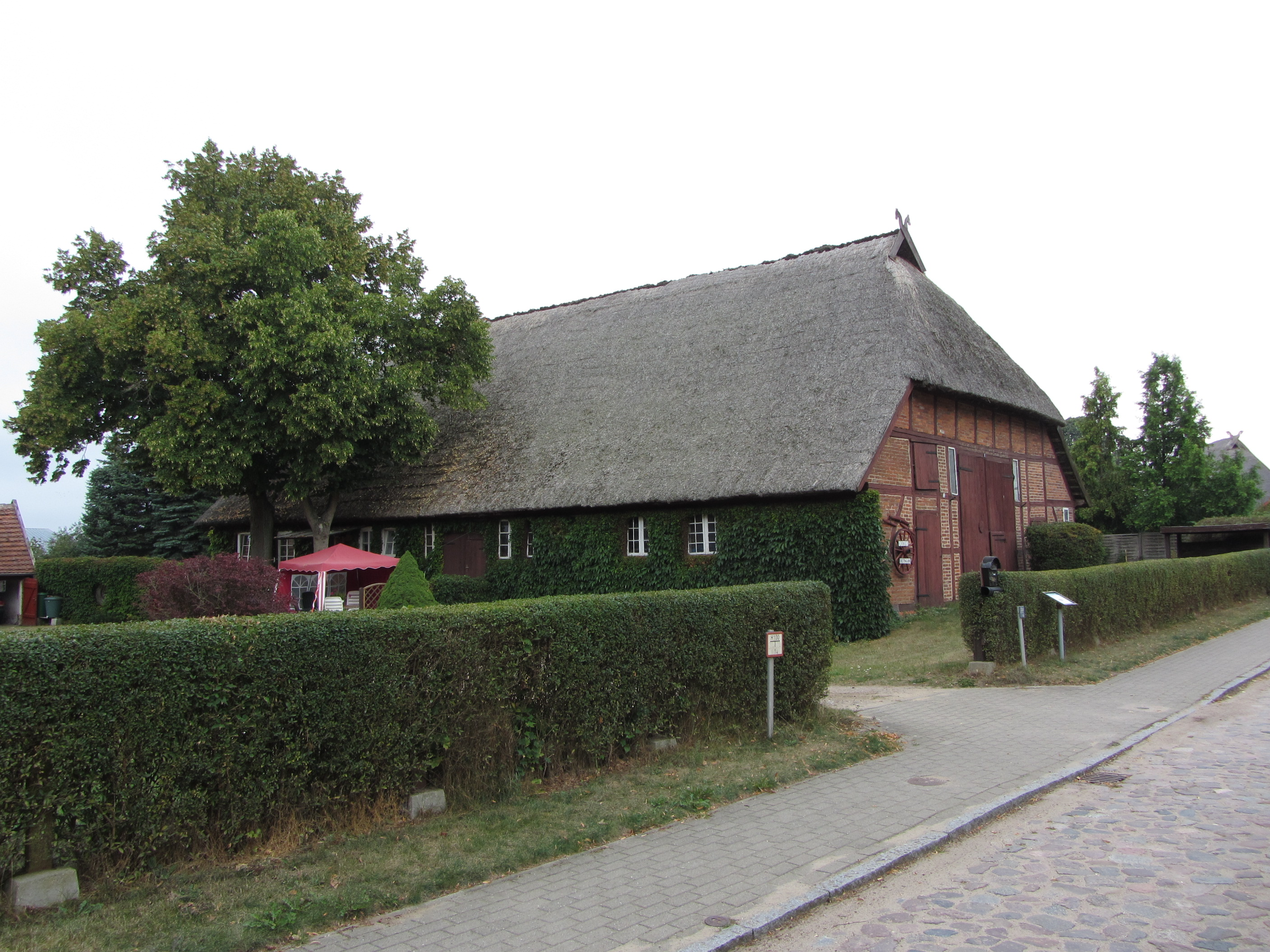
Biermanns Gehöft von 1862 (2013)

- Hinter dem Dorfkrug befinden sich in der Güstrower Straße die zwei ältesten Dobbertiner, 1787 und 1862 mit Reet (Schilf) eingedeckten niederdeutsche Hallenhäuser. Als Zierde sind auf den Krüppelwalmdächern die mecklenburgischen Pferdeköpfe angebracht worden. Wegen ihres geöffneten Mauls werden sie als Muulopen bezeichnet. Die einzeilige Giebelinschrift In Gottes Hut steht Hab und Gut auch Leib und Seel und Muth im Torbalken des Giebels des Biermannschen Gehöftes des ehemaligen Dorfschulzen erinnert an den verheerenden Brand im Sommer 1862, der in der Schnapsbrennerei der Gastwirtschaft ausbrach und dabei weitere drei Gebäude vernichtete. Seit 1996 wurden beide Gehöfte mühevoll denkmalgerecht saniert. Seit 2020 wird der Biermannsche Hof zu einem Gesundheitszentrum umgebaut.[189] In der Scheune De Schün des 1787 errichtet Bauernhauses Dat Hus der Familien Mauck befindet sich heute das Heuhotel der Familie Mittelstädt.[190]

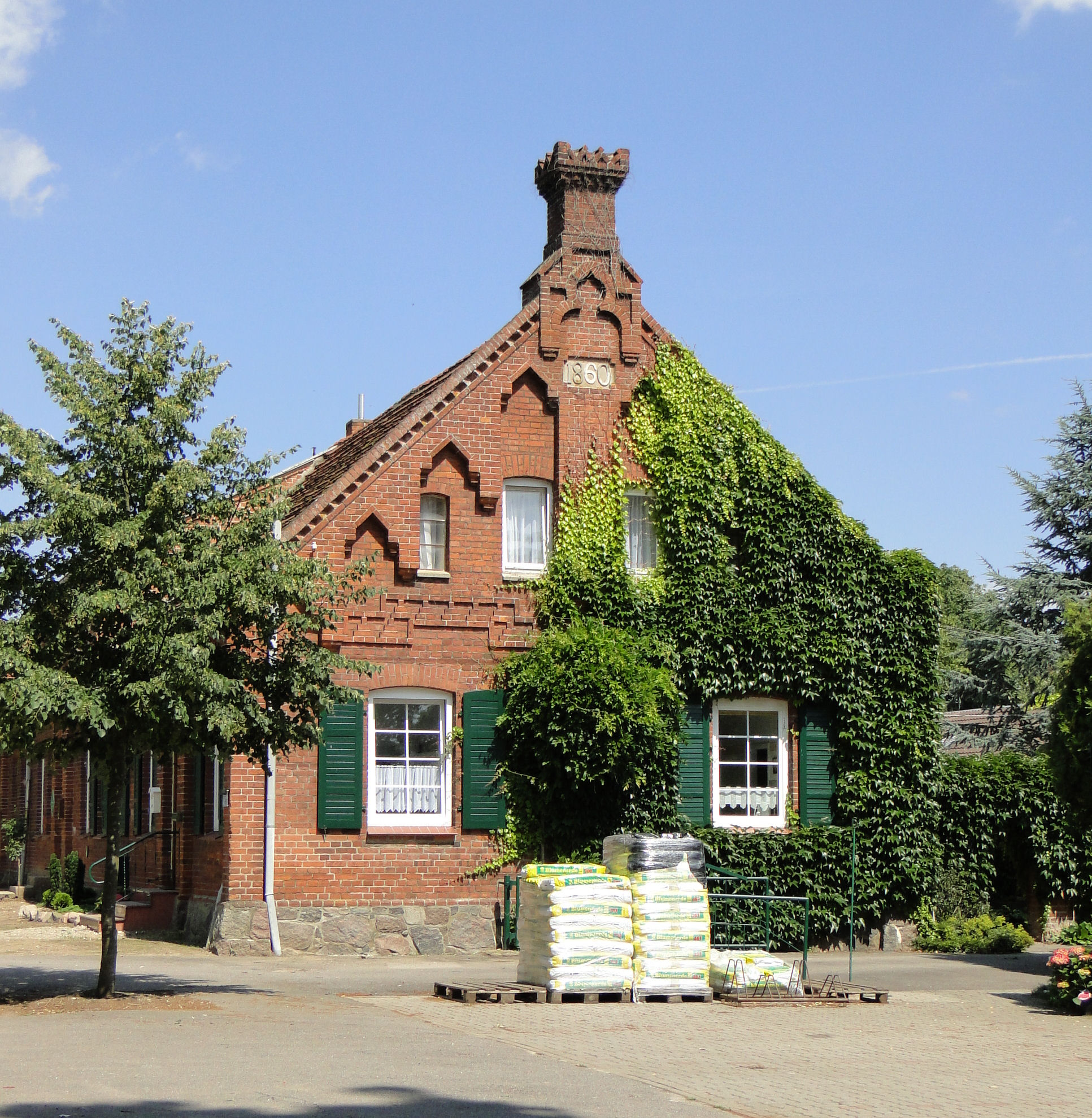
Giebel des Gärtnerhauses von 1860 (2011)

- Das jetzige Mühlenhaus am Dobbertiner See wurde schon vor 1755 durch das Klosteramt errichtet. Nach vorliegenden Plänen von 1790 befand sich neben der Müllerwohnung an der Mildenitz noch die alte Wassermühle. Etwas abseits standen die große Scheune, der Pferdestall und ein Viehhaus.[191] Wegen der häufigen Brandgefahren wurde nur das Backhaus auf der gegenüberliegenden Seite des Mildenitzbaches errichtet. 1801 wurde durch das Klosteramt auf der Seeseite die Wassermühle und 1820 die Sägemühle errichtet. Die Wassermühle wird heute als Tischlerwerkstatt genutzt. Nach der denkmalgerechten Sanierung befindet sich seit 2009 im alten Mühlenhaus das Gasthaus Insel-Hotel.
- Vor dem Eingang zur Klosteranlage befindet sich in der Lindenstraße das 1860 durch den Amtsmaurermeister Christin Retzloff erbaute Gärtnerhaus mit einer Wohnung für den Nachtwächter vom Kloster Dobbertin. Retzloff war als Maurerpolier auch beim Bau der Doppelturmanlage und der Ummantelung der Klosterkirche tätig.[192] Seit 1939 bewirtschaftet der Gärtnermeister Ernst Moth mit Familie die Gärtnerei des Klosters Dobbertin.[193]

- Der nach 1760 angelegte Klosterfriedhof gehört seit 1877 der Dobbertiner Kirchgemeinde. Von den steinernen Zeugnissen der Klostergeschichte sind noch zwei Grabdenkmäler erhalten. Der Granitstein von 1791 für die Konventualin Johanna von Gloeden und der Sandsteinobelisk von 1790 für den Klosterhauptmann Hans Friedrich Christian von Krackewitz auf Briggow. Dahinter befinden sich von den einst 140 historischen Grabsteinen der Konventualinnen, auch Klosterdamen genannt, noch 70 Grabsteine. Diese wurden im Grabstättenverzeichnis von 2012 dokumentiert.[194] 2002 konnte die Friedhofsmauer längs der Lindenstraße erneuert und 2007 die aus Marmor und Granit bestehenden Grabkreuze durch Studenten restauriert werden. Auf den Grabsteinen sind fast alle Namen des mecklenburgischen Landadels zu lesen. Bemerkenswert auch die Grabstätte der Konventualin Mathilde von Rohr, die einem uralten märkischen Adelsgeschlecht entstammt. Nach ihrer jahrelangen Freundschaft mit Theodor Fontane starb sie am 16. September 1889 in Dobbertin.

## Denkmale
Unter Denkmalschutz stehen in Dobbertin neben der gesamten Klosteranlage und dem Klosterfriedhof noch 29 Gebäude im Dorf.

## Besonderheiten

### Dobbertiner Sagen
Über Jahrhunderte haben sich Sagen zum Nonnenkloster am Jager See, dem heutigen Dobbertiner See und zum Klosterdorf Dobbertin erhalten.
- Der Scheidegänger am Dobbertiner See.
- Der Streit mit den Dobbertiner Nonnen.
- Die Kräheneiche.
- Reiter stürzt sich ins Wasser.
- Kartenspiel ist Teufelswerk.
- Unterirdische Gänge in Dobbertin.

### Hexenprozesse in Dobbertin

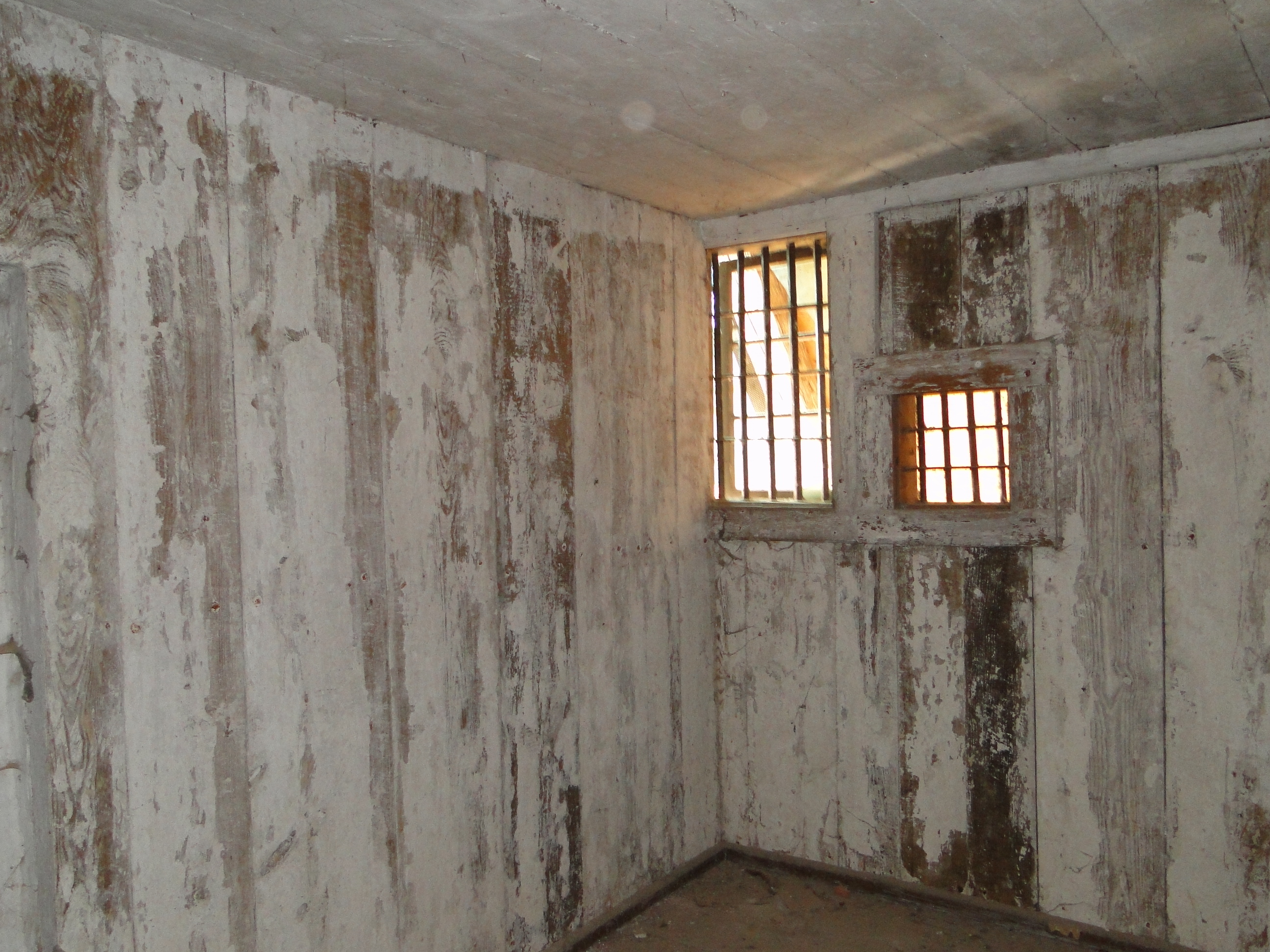
Noch vorhandene Gefängniszelle im Kloster Dobbertin (2011)

Von 1594 bis 1682 fanden im Klosteramt Dobbertin 25 Hexenprozesse statt, davon allein 14 in Dobbertin mit neun Todesurteilen durch Verbrennung auf dem Scheiterhaufen auf dem Gerichtsberg am Nordrand bei Dobbertin in den Spendiner Tannen. Darunter waren:
- 1594 Anna Fischer
- 1595 Lena Hovemann und Margarete Kagen
- 1603 Anna Bolten
- 1604 Vieckes
- 1673 Catharina Grantzow[197]
- 1674 Theetzlaff war die letzte Verbrennung auf dem Gerichtsberg.

## Persönlichkeiten

### Söhne und Töchter

#### Dobbertin
- Petrus Zander (1619–1672), jüngster Pfarrer Mecklenburgs im Kloster Dobbertin.
- Gustav Willgohs (1819–1904), Bildhauer.
- Julius von Amsberg (1830–1910), Jurist, mecklenburgischer Minister für auswärtigen Angelegenheiten und Wirklicher Geheimrat.
- Ernst Ebeling (1919–1991), Ritterkreuzträger der Luftwaffe, Internist, Generalarzt der Luftwaffe der Bundeswehr.
- Hanns-Dieter Jacobsen (* 1944), Ökonom, Hochschullehrer in Berlin.
- Christa Merten (1944–1986), Leichtathletin und Olympiateilnehmerin 1972 in München.
- Rainer Podlesch (* 1944), Radsportler.
- Hartmut Bremer (1945–2018), Maschinenbauingenieur und Hochschullehrer.
- Beate Barwandt (1950–1975),[198] Schlager- und Chansonsängerin.

#### Jellen
- Eugen Wolff (1859–1926), Verwaltungsbeamter, Rittergutsbesitzer und Parlamentarier.

### Persönlichkeiten

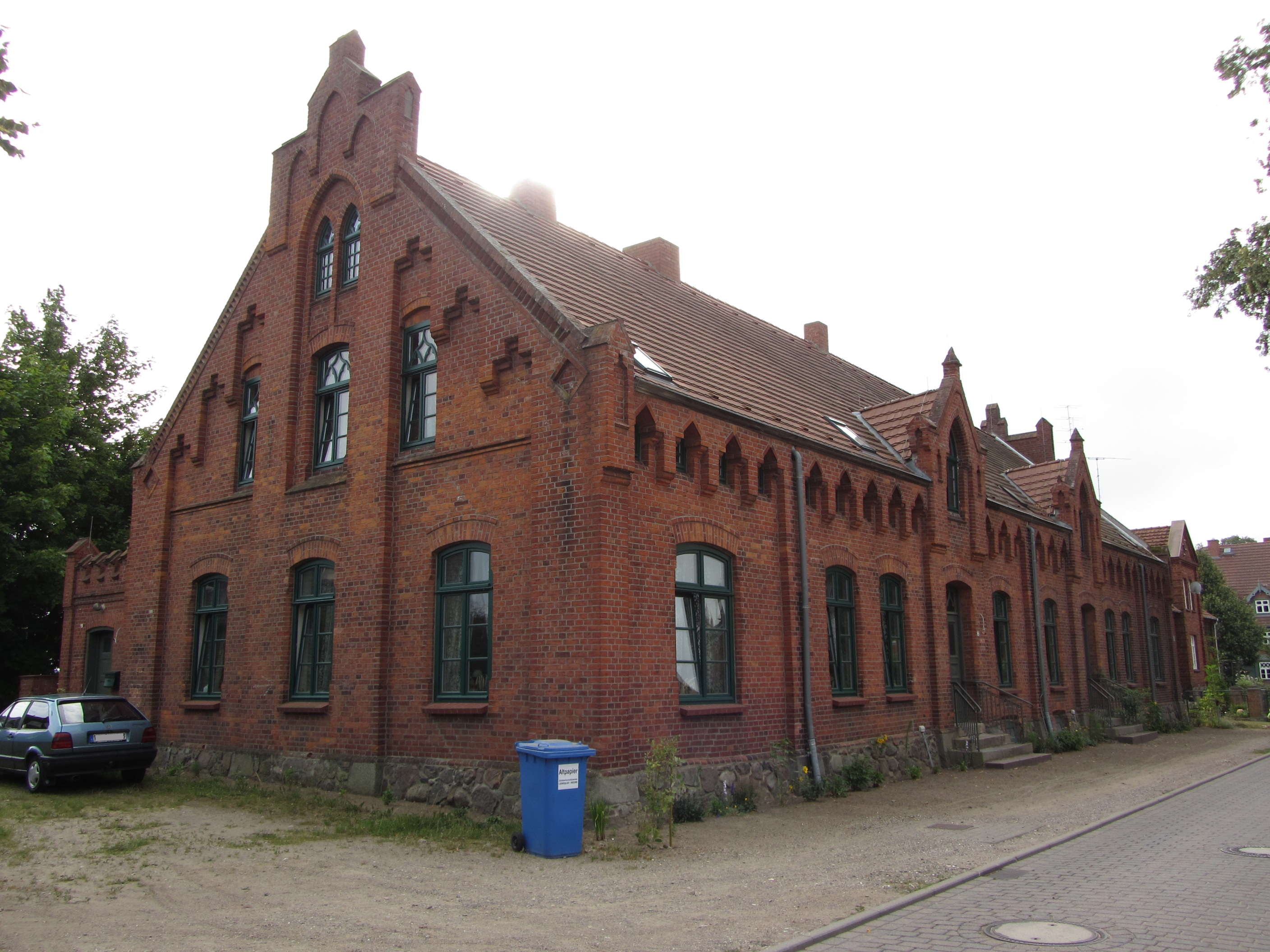
Altes Postamt von 1852 (2013)

- Heinrich Schmidt (1754–1797), Orgelbauer, 1796 Teilneubau in der Dorfkirche Ruchow.[199]
- Ludwig (Franz Vollrath Christian) Lierow (1800–1874), von 1826 bis 1865 Amtsschreiber und Actuar im Klosteramt Dobbertin.
- Christian Johann Friedrich Retzloff (1803–1874), Amtsmaurermeister im Klosteramt, war von 1820 bis 1851 als Polier beim Bau der Doppelturmanlage der Klosterkirche und der äußeren Ummauerung der gesamten Kirche tätig.[200] Seit März 2020 befindet sich seine restaurierte Grabplatte in der Turmvorhalle der Klosterkirche.
- John Brinckman (1814–1870), von 1844 bis 1846 Hauslehrer beim Klosterhauptmann Carl Peter Baron von le Fort im Kloster Dobbertin.
- Johann Metelmann (1814–1883), Lehrer Kantor und Organist, 1848/49 Mitglied der Mecklenburgischen Abgeordnetenversammlung in Schwerin, 1856 Ausreise nach Amerika, danach in St. Louis, Heiland und Lenzburg evangelischer Pastor.
- Heinrich Thormann (1816–1890), Architekt aus Wismar u. a. 1852 Postamt mit Wohnungen, 1853–57 Innenausbau der Klosterkirche
- Gustav Willgohs (1819–1904), Bildhauer.
- Bernhard Stehlmann (1854–1939), Postsekretär von 1884 bis 1919 in Dobbertin, Heimatforscher, Naturschützer und Komponist.[201]

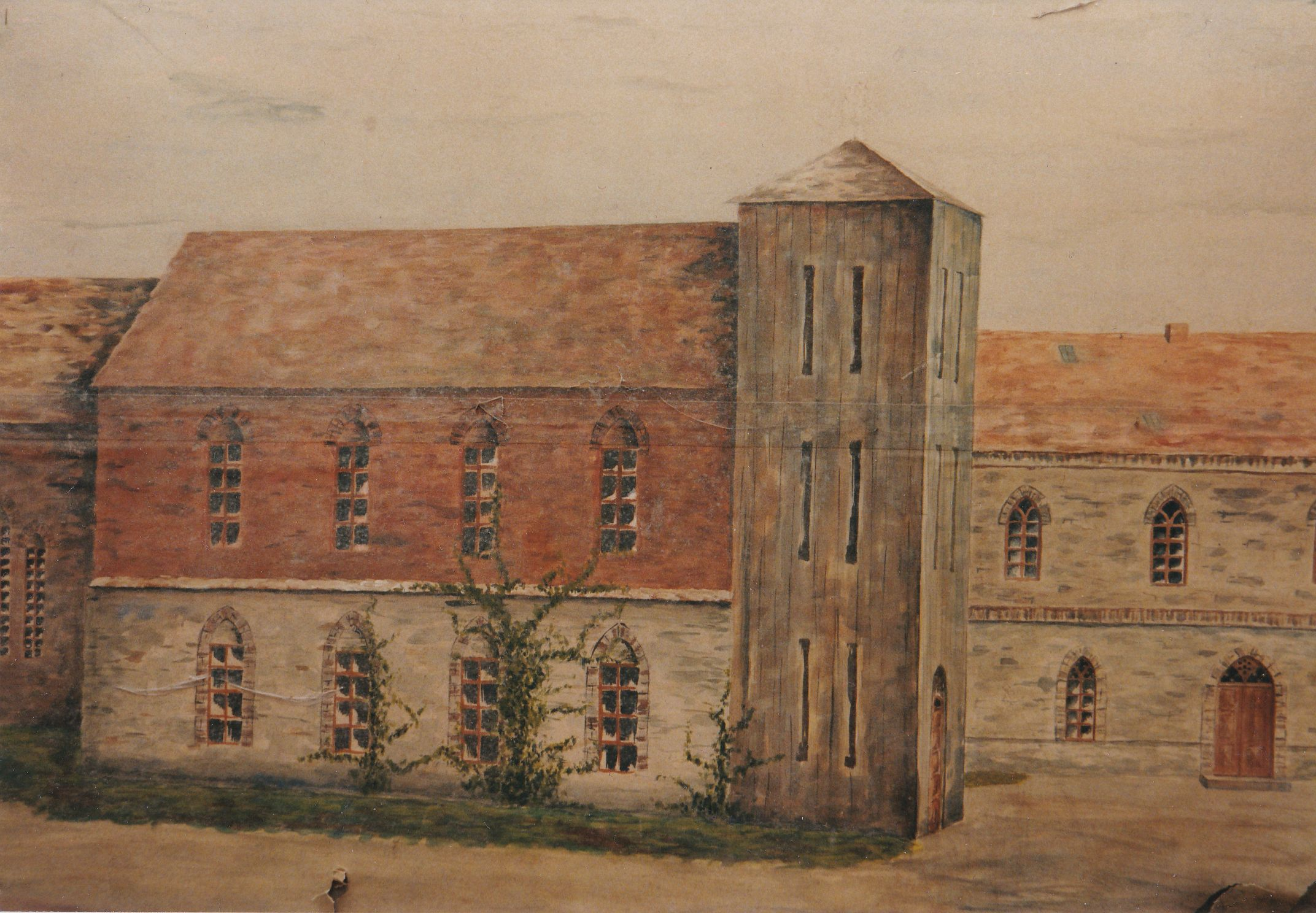
Klosterkirche vor dem Umbau gemalt von Gustav Awe (1923)

- Gustav Awe (1869–1967), Malermeister in Dobbertin, Wanderjahre nach Pommern und bis nach Italien, malte 1923 die alte Klosterkirche, 1965 Eiserne Hochzeit.
- Uwe Johnson (1934–1984), Schriftsteller, besuchte im Herbst 1950 die FDJ – Landesschule K. J. Kalinin, die spätere FDJ-Landespionierleiterschule Kurt Bürger in Dobbertin.
- Ernst Biermann (1926–2017), erster Ehrenbürger von Dobbertin.
- Günther Krüger (1925–2018), Oberstudienrat, Direktor der ehemaligen Oberschule (POS) in Dobbertin.[202]
- Kurt (Hans Fritz) Müller (* 1932), Sohn des Klosteramtsbäckermeisters Ernst Müller.
- Horst Tober (* 1937), dreizehn Jahre Bürgermeister in Dobbertin.
- Gerhard Cornelsen (1923–2020), Oberförster[203]
- Gerhard Michaelis (1932–2022), gründete den Gerd Michaelis Chor, verstarb in Dobbertin

## Karten
- Direktorial-Vermessungskarte Von dem Hochadelichen Dobbertinschen Klosteramts 1759
- Topographisch oekonomisch und militaerische Charte des Herzogthums Mecklenburg-Schwerin und des Fürstenthums Ratzeburg 1798 Klosteramt Dobbertin mit den Sandpropsteien vom Grafen Schmettau
- Wiebekingsche Karte von Mecklenburg (1786).
- Bertram Christian von Hoinckhusen: Mecklenburg Atlas mit Beschreibung der Aemter, um 1700, Blatt 61 Beschreibung des Klosteramtes Dobbertin.
- Charte von den Besitzungen des Klosters Dobbertin, Abteilung I. 1822, enthält Ortschaft Dobbertin, angefertigt von den vorhandenen Gutsakten Anno 1822 durch S. H. Zebuhr.
- Brouillion von dem Dorffelde Dobbertin zum Hochadel Kloster Dobbertin auf Verordnung Gemeinschaft Directorial Commission vermessen aus 1771 durch F. von See, retcifiert und gezeichnet im Jahre 1824 von C. H. Stüdemann.
- Plan vor dem Kloster Dobbertin,  im Auftrage der Herren Klostervorsteher aufgenommen im Jahre 1841 durch H. (Heinrich) C. (Christoph) A. (Agats) Stüdemann. Original im LAKD/AD Schwerin.
- Charte von der Dorffeldmark Dobbertin vermessen durch F. von See, eingestellt und chartiert 1842/43 durch H. C. Stüdemann, copiert durch S. H. Zebuhr.
- Preußische Landes-Aufnahme 1880, Großherzogthum Mecklenburg-Schwerin 1882, Dobbertin Nr. 946.
- Wirtschaftskarte Forstamt Dobbertin 1927/1928.
- Offizielle Rad- und Wanderkarte des Naturparks Nossentiner/Schwinzer Heide, 2010.